# 미국 독립 전쟁
미국 독립 전쟁(영어: American Revolutionary War, 1775년 4월 19일~1783년 9월 3일)은 혁명 전쟁(Revolutionary War) 또는 미국 혁명 전쟁이라고도 불리며, 더 광범위한 미국 독립 혁명의 마지막 8년 간을 구성한 무력 충돌이었다. 이 전쟁에서 대륙육군으로 조직되고 조지 워싱턴이 지휘하는 미국 애국파 병력은 영국 육군을 물리쳤다. 이 분쟁은 북아메리카, 카리브 제도, 대서양에서 벌어졌다. 전쟁의 결과는 대부분의 기간 동안 불확실해 보였다. 그러나 1781년 요크타운 전투에서 워싱턴과 대륙군이 결정적인 승리를 거두면서 조지 3세 국왕과 그레이트브리튼 왕국은 2년 후인 1783년 파리 조약에서 전쟁 종결 협상에 나서게 되었고, 영국군은 13개 식민지의 독립을 인정하여 미국이 독립적이고 주권적인 국가로 수립되었다.
1763년, 7년 전쟁에서 프랑스를 상대로 승리한 후 대영 제국이 북아메리카에서 우위를 점하면서 영국과 13개 식민지 사이의 긴장과 분쟁이 고조되기 시작했는데, 특히 인지세법과 타운젠드 법 통과 이후 더욱 심해졌다. 영국군은 보스턴을 군사적으로 점령하려 시도했고, 이는 1770년 3월 5일 보스턴 학살로 이어졌다. 1774년 중반, 영국군과 식민지 사이의 긴장이 더욱 고조되자 영국 의회는 미국인들을 무장 해제시키려는 시도로 참을 수 없는 법을 부과했고, 이는 1775년 4월 렉싱턴 콩코드 전투로 이어져 혁명 전쟁의 첫 전투가 되었다. 1775년 6월, 제2차 대륙회의는 식민지 기반의 애국파 민병대를 중앙군인 대륙군으로 통합하기로 투표했고, 워싱턴을 만장일치로 총사령관으로 임명했다. 두 달 후인 1775년 8월, 영국 의회는 식민지들이 반란 상태에 있다고 선언했다. 1776년 7월, 제2차 대륙회의는 7월 2일 리 결의안을 통과시키고, 이틀 후인 7월 4일 독립선언을 만장일치로 채택하여 전쟁을 공식화했다.
1776년 3월, 워싱턴 지휘하에 새로 결성된 대륙군은 보스턴 포위전에서 성공을 거둔 후 영국군을 보스턴에서 성공적으로 몰아냈다. 영국군 총사령관 윌리엄 하우는 이에 맞서 뉴욕 뉴저지 전역을 시작했고, 그 결과 하우는 11월에 뉴욕을 점령했다. 워싱턴은 은밀하게 델라웨어강을 건너 트렌턴과 프린스턴에서 작지만 중요한 승리를 거두었다.
1777년 여름, 하우가 필라델피아를 점령하려 하자 대륙회의는 볼티모어로 도피했다. 1777년 10월, 존 버고인 지휘하에 있던 별도의 북부 영국군은 새러토가에서 항복할 수밖에 없었고, 이는 미국에게 중요한 승리가 되어 프랑스와 스페인이 독립적인 미국이 실현 가능한 존재임을 확신시키는 데 결정적인 역할을 했다. 프랑스는 반군과 상업 협정을 체결했으며, 이어서 1778년 2월 동맹 조약을 체결했다. 1779년, 설리번 원정은 영국과 주로 동맹을 맺었던 이로쿼이족에 대한 초토화 작전을 수행했다. 그러나 미국 변경 지역에 대한 인디언 습격은 계속해서 문제가 되었다. 또한 1779년, 스페인은 아란후에스 조약에서 프랑스와 동맹을 맺고 영국에 대항했지만, 스페인은 미국과 공식적으로 동맹을 맺지는 않았다.
하우의 후임인 헨리 클린턴은 미국과의 전쟁을 남부 식민지로 확대할 계획이었다. 몇몇 초기 성공에도 불구하고, 영국군 콘월리스 장군은 1781년 9월과 10월 버지니아주 요크타운에서 프랑스-미국 연합군에 의해 포위되었다. 프랑스 해군이 콘월리스의 탈출로를 차단했고, 그는 10월에 항복할 수밖에 없었다. 영국과 프랑스, 스페인과의 전쟁은 2년 더 계속되었지만, 북아메리카에서의 전투는 대체로 중단되었다. 1783년 9월 3일 비준된 파리 조약에서 영국은 미국의 주권과 독립을 인정함으로써 미국 독립 전쟁은 끝이 났다. 베르사유 조약은 영국과 프랑스, 스페인 간의 분쟁을 해결했으며, 영국은 토바고섬, 세네갈, 인도의 작은 영토를 프랑스에 양도하고, 메노르카섬, 서플로리다, 동플로리다를 스페인에 양도할 수밖에 없었다.

## 전쟁 전야

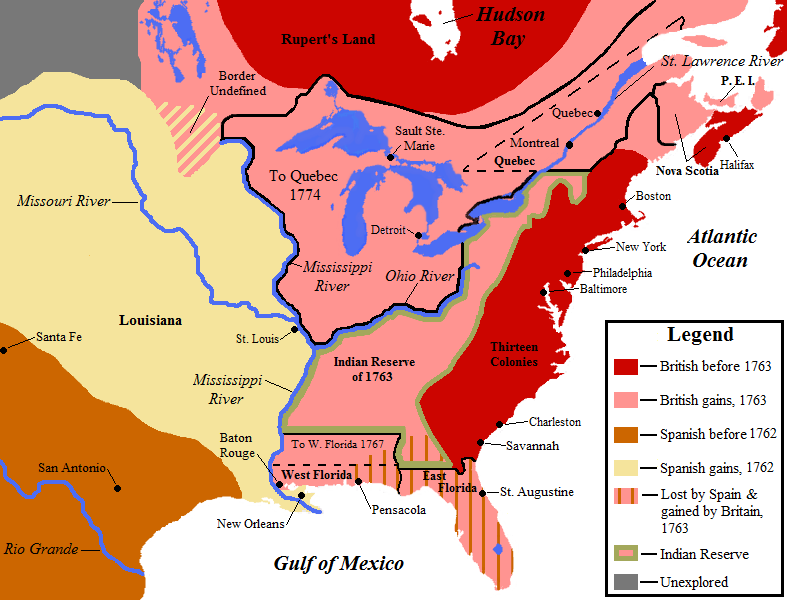
프렌치 인디언 전쟁 이후 영국과 스페인의 영토 획득을 보여주는 지도: 1763년 이전 영국이 보유한 영토 (빨간색), 1763년 영국이 획득한 영토 (분홍색), 그리고 1762년 비밀리에 스페인 왕국에 양도된 영토 (연한 노란색).

7년 전쟁의 더 넓은 세계적인 분쟁의 일부인 프렌치 인디언 전쟁은 1763년 파리 조약으로 끝났고, 이는 프랑스를 누벨프랑스의 소유지에서 축출했다. 1763년 선언은 식민지 확장을 북쪽으로 노바스코샤주로, 남쪽으로 플로리다주로 재집중하도록 고안되었으며, 미시시피강은 아메리카 대륙에서 영국과 스페인 소유지 사이의 경계선 역할을 했다. 1763년 한계선 너머의 정착은 엄격히 제한되었으며, 버지니아와 매사추세츠만 식민지를 포함하여 이 선 서쪽의 영토 주장은 철회되었다. 서부 영토에 대한 권리를 박탈당한 버지니아 등을 제외하고, 식민지 의회들은 경계선에는 동의했지만, 경계선을 어디에 설정할지에 대해서는 이견을 보였다. 많은 정착민들은 이러한 제한에 전적으로 반발했고, 집행을 위해서는 국경선을 따라 영구적인 수비대가 필요했으며, 이는 누가 비용을 지불해야 하는지에 대한 점점 더 격렬한 분쟁으로 이어졌다.

### 조세 및 입법
7년 전쟁으로 인해 발생한 막대한 부채와 영국 납세자들의 정부 지출 삭감 요구로 인해 의회는 식민지들이 자체 방어 비용을 부담할 것으로 기대했다. 1763년부터 1765년까지의 그렌빌 내각은 왕립 해군에 밀수품 거래를 중단하고 미국 항구에서 부과되는 관세를 집행하도록 지시했다. 가장 중요한 것은 1733년의 당밀법이었다. 1763년 이전에는 일반적으로 무시되었지만, 뉴잉글랜드 럼 수출의 85%가 수입 당밀로 생산되었기 때문에 상당한 경제적 영향을 미쳤다. 이러한 조치에 이어 설탕법과 인지세법이 제정되어 서부 국경 방어를 위한 추가 세금을 식민지에 부과했다. 이 세금은 특히 빈곤층에게 큰 부담을 주었고, 빠르게 불만의 원천이 되었다. 1765년 7월, 휘그당은 제1차 로킹엄 내각을 구성했고, 인지세법을 폐지하고 뉴잉글랜드 경제를 돕기 위해 외국 당밀에 대한 세금을 줄였지만, 선언법에서 의회의 권위를 다시 주장했다.
그러나 이는 불만을 해소하는 데 거의 도움이 되지 않았다. 1768년, 당국이 밀수 혐의로 슬루프선 리버티를 압류하자 보스턴에서 폭동이 일어났다. 1770년 3월, 영국군이 돌을 던지는 민간인들에게 발포하여 5명이 사망하는 사건, 즉 보스턴 학살이 발생하면서 긴장은 더욱 고조되었다. 학살은 토리당에 기반을 둔 노스 내각에 의한 타운젠드 법의 부분적 폐지와 동시에 발생했다. 노스는 식민지에 세금을 부과할 의회의 권리를 확립하기 위해 차에 대한 관세 유지를 주장했다. 금액은 미미했지만, 미국인들이 반대했던 바로 그 원칙을 무시한 것이었다.
1772년 4월, 식민지 주민들은 뉴햄프셔주 웨어에서 영국 왕실 권위에 대한 첫 번째 미국 세금 반란인 파인 트리 폭동을 일으켰다. 이는 파인 트리 기의 디자인에 영감을 주었다. 1772년 6월 개스피 사건에서 세관선이 파괴된 후 긴장은 고조되었고, 1773년에 최고조에 달했다. 1772년 위기는 영국 경제를 지배하던 영국 동인도 회사의 거의 붕괴를 초래했다. 이를 지원하기 위해 의회는 차법을 통과시켜 13개 식민지에서 무역 독점권을 부여했다. 대부분의 미국 차는 네덜란드에 의해 밀수되었기 때문에, 이 법은 불법 무역을 관리하던 사람들에게 반대되었으며, 의회에 의한 세금 부과의 원칙을 부과하려는 또 다른 시도로 간주되었다. 1773년 12월, 자유의 아들들이라는 단체가 모호크족으로 위장하여 보스턴항에 차 상자를 버렸는데, 이 사건은 나중에 보스턴 차 사건으로 알려지게 되었다. 영국 의회는 이에 대응하여 소위 참을 수 없는 법을 통과시켰는데, 이는 매사추세츠에 특히 겨냥된 것이었지만, 많은 식민지 주민들과 휘그당 야당 의원들은 이를 전반적인 자유에 대한 위협으로 간주했다. 이는 현지, 영국 의회, 런던 언론에서 애국파의 대의에 대한 지지를 높였다.

### 영국 왕실과의 결별
18세기 내내 식민지 의회의 선출된 하원은 점차 총독으로부터 권력을 빼앗았다. 소규모 토지 소유자 및 상인에 의해 지배되던 이들 의회는 이제 임시 주 의회를 설립하여 사실상 왕실 통제를 대체했다. 조지아를 제외한 12개 식민지는 제1차 대륙회의에 대표를 보내 위기에 대한 통일된 대응에 동의했다. 많은 대표들은 보이콧이 전쟁으로 이어질 것을 우려하여 국왕에게 청원을 보내 참을 수 없는 법의 폐지를 요구했다. 논의 끝에 1774년 9월 17일, 의회는 매사추세츠의 서포크 결의를 승인하고 10월 20일 대륙 연합을 통과시켰는데, 이는 경제 제재와 영국 상품 보이콧을 도입하는 것이었다.
제임스 듀안과 미래의 왕당파인 조지프 갤러웨이가 이끄는 파벌은 미국 내부 문제에 대한 의회의 권한을 부인하면서도 식민지 무역을 규제할 의회의 권리를 인정해야 한다고 주장했다. 노스 행정부가 양보할 것으로 기대하면서 의회는 식민지 의회에 보이콧을 강제하도록 승인했다. 이는 1774년부터 1775년까지 영국 수입을 97% 감소시키는 데 성공했다. 그러나 2월 9일 의회는 매사추세츠가 반란 상태에 있다고 선언하고 식민지를 봉쇄했다. 7월, 제한법은 영국령 서인도 제도 및 영국과의 식민지 무역을 제한하고 뉴잉글랜드 선박의 뉴펀들랜드 대구 어장 접근을 금지했다. 이러한 긴장은 민병대 보급품 통제 경쟁으로 이어졌는데, 각 의회는 방어를 위해 이를 합법적으로 유지해야 했다. 4월 19일, 영국군의 콩코드 무기고 확보 시도는 렉싱턴 콩코드 전투로 절정에 달했으며, 이는 독립 전쟁의 시작이었다.

### 정치적 반응

독립선언 초안 작성을 담당한 5인 위원회: (왼쪽부터 오른쪽으로) 존 애덤스 (의장), 로저 셔먼, 로버트 리빙스턴, 토머스 제퍼슨 (선언의 주요 저자), 벤저민 프랭클린

콩코드에서의 애국파 승리 이후, 존 디킨슨이 이끄는 의회 내 온건파는 올리브 가지 청원서를 작성하여, 조지 3세가 분쟁을 중재하는 대가로 왕실 권위를 수용할 것을 제안했다. 그러나 이 청원서가 즉시 무장 봉기 선언으로 이어졌기 때문에, 식민지 장관 다트머스 경은 이 제안을 불성실하다고 간주하고 왕에게 청원서를 제출하는 것을 거부했다. 헌법적으로는 옳았지만, 군주가 자신의 정부에 반대할 수 없었기 때문에, 그가 분쟁을 중재하기를 바랐던 미국인들을 실망시켰고, 그의 언어의 적대감은 의회의 왕당파 의원들까지 짜증나게 했다. 8월 23일 벙커 힐 전투에 대한 반응으로 발표된 반란 선언과 결합하여, 이는 평화적 해결의 희망을 끝냈다.
휘그당의 지지를 받은 의회는 처음에는 강압적인 조치 부과를 170대1로 거부했는데, 공격적인 정책이 미국인들을 독립으로 몰고 갈 것을 우려했기 때문이었다. 그러나 1774년 말에는 영국 권위의 붕괴로 노스 경과 조지 3세 모두 전쟁이 불가피하다는 확신을 갖게 되었다. 보스턴 이후, 게이지는 작전을 중단하고 증원군을 기다렸다. 아일랜드 의회는 새로운 연대 모집을 승인했고, 가톨릭교도들도 처음으로 입대할 수 있도록 허용했다. 영국은 또한 추가 병력을 공급하기 위해 독일 국가들과 일련의 조약을 체결했다. 1년 이내에 영국은 미국에 32,000명 이상의 병력을 보유하게 되었는데, 이는 당시 유럽 외 지역에 파견된 군대 중 가장 큰 규모였다. 영국 시민으로 간주되는 사람들에 대항하여 독일 군인을 사용하는 것은 의회와 식민지 의회에서 많은 반대에 부딪혔다. 외국 군대 사용에 대한 반대와 게이지의 활동 부족이 결합하여 애국파가 입법부를 장악하는 데 도움이 되었다.

### 독립선언
독립에 대한 지지는 1776년 1월 10일에 출판되어 미국 자치 정부를 주장하며 널리 재인쇄된 토머스 페인의 팸플릿 《상식》에 의해 고조되었다. 독립선언 초안을 작성하기 위해 제2차 대륙회의는 5인 위원회를 임명했는데, 그들은 토머스 제퍼슨, 존 애덤스, 벤저민 프랭클린, 로저 셔먼, 로버트 리빙스턴이었다. 선언문은 거의 전적으로 제퍼슨이 작성했다.
13개 식민지 주민들을 "하나의 국민"으로 식별하는 이 선언은 영국과의 정치적 연계를 해체하는 동시에, 조지 3세가 저질렀다고 주장되는 "영국인의 권리" 침해에 대한 긴 목록을 포함했다. 이는 또한 식민지들이 "식민지 연합"이라는 더 일반적인 명칭 대신 "미국"으로 언급된 최초의 사례 중 하나이다. 7월 2일, 의회는 독립을 투표하고 7월 4일 선언문을 발표했다.
이 시점에서 혁명은 13개 식민지와 영국 간의 무역 및 세금 정책을 둘러싼 내부 분쟁이 아니라, 각 주가 의회에 대표되어 영국과 싸우는 내전이 되었다. 이 분쟁은 또한 미국 애국파와 미국 왕당파 사이의 내전이기도 했다. 애국파는 일반적으로 영국으로부터의 독립과 의회 내 새로운 국가 연합을 지지한 반면, 왕당파는 영국 통치에 충성했다. 숫자에 대한 추정치는 다양하며, 한 가지 제안은 전체 인구가 헌신적인 애국파, 헌신적인 왕당파, 그리고 무관심한 사람으로 균등하게 나뉘었다는 것이다. 다른 추정치로는 애국파 40%, 중립 40%, 왕당파 20%로 나뉘었지만, 지역별로 상당한 차이가 있었다.
전쟁 초기에 제2차 대륙회의는 영국을 물리치기 위해 외교 동맹과 정보 수집이 필요하다는 것을 깨달았다. "영국 및 세계 다른 지역의 친구들과 서신을 주고받는 유일한 목적"을 위해 비밀 통신 위원회가 설립되었다. 1775년부터 1776년까지 위원회는 비밀 서신을 통해 정보를 공유하고 동맹을 구축했으며, 유럽에서 비밀 요원을 고용하여 정보를 수집하고, 비밀 작전을 수행하고, 외국 출판물을 분석하고, 애국파 선전 캠페인을 시작했다. 페인은 서기로 일했고, 벤저민 프랭클린과 사일러스 딘은 프랑스로 파견되어 영국의 오랜 라이벌인 프랑스에서 군사 공병을 모집했으며, 파리에서 프랑스의 원조를 확보하는 데 중요한 역할을 했다.

## 전쟁 발발

### 초기 교전

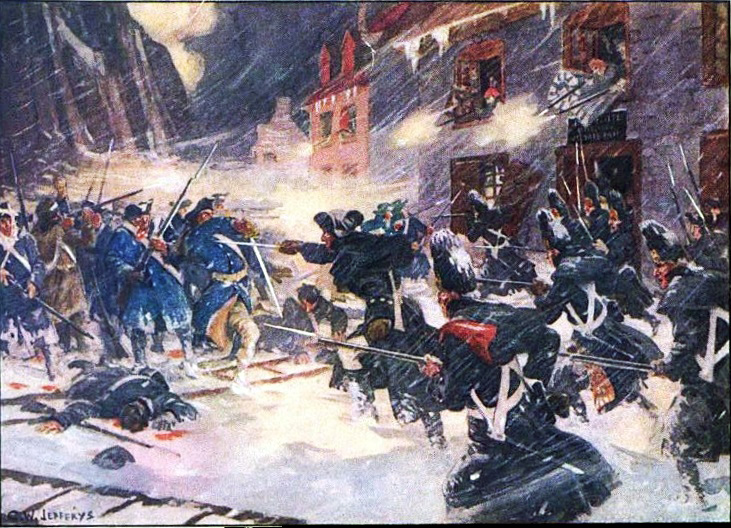
1775년 12월 퀘벡 전투에서 영국군이 대륙육군의 공격을 격퇴하는 모습

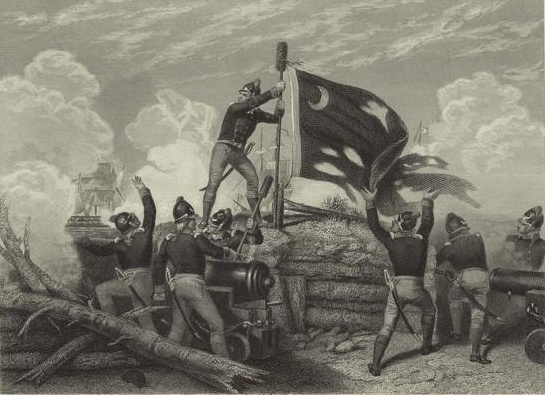
1776년 6월 찰스턴에서 벌어진 설리번섬 전투에서 제2사우스캐롤라이나 연대의 윌리엄 재스퍼 병장이 요새의 깃발을 들어 올리는 모습

1775년 4월 14일, 북아메리카 총사령관이자 매사추세츠 총독인 토머스 게이지 경은 애국파에 대한 조치를 취하라는 명령을 받았다. 그는 콩코드에 저장된 민병대 군수품을 파괴하고, 반란의 주요 선동자로 간주되는 존 핸콕과 새뮤얼 애덤스를 체포하기로 결정했다. 작전은 4월 19일 자정쯤 시작되어 미국 애국파가 대응하기 전에 완료될 예정이었다. 그러나 폴 리비어는 이 계획을 알게 되었고, 파커 대위, 즉 콩코드 민병대 사령관에게 통보하여 저항을 준비하게 했다. 흔히 ‘전 세계에 울려 퍼진 총성’으로 불리는 전쟁의 첫 행동은 렉싱턴에서의 짧은 교전이었고, 이어서 본격적인 렉싱턴 콩코드 전투가 벌어졌다. 영국군은 약 300명의 사상자를 낸 후 보스턴으로 철수했고, 그 후 민병대에 의해 포위되었다.
1775년 5월, 윌리엄 하우, 존 버고인, 헨리 클린턴 장군 지휘 아래 4,500명의 영국 증원군이 도착했다. 6월 17일, 그들은 벙커 힐 전투에서 찰스타운 반도를 점령했는데, 이 전면 공격에서 1,000명 이상의 사상자를 냈다. 큰 소득 없이 값비싼 공격에 낙담한 게이지는 런던에 더 큰 군대를 요청했지만, 대신 하우가 사령관으로 교체되었다.
1775년 6월 14일, 의회는 보스턴 외곽의 애국파 병력을 통제했고, 의회 지도자 존 애덤스는 새로 창설된 대륙육군의 총사령관으로 워싱턴을 지명했다. 6월 16일, 핸콕은 공식적으로 그를 "식민지 연합군의 총사령관"으로 선포했다. 그는 7월 3일 지휘권을 맡았으며, 보스턴을 공격하는 대신 보스턴 외곽의 도체스터 고지를 요새화하는 것을 선호했다. 1776년 3월 초, 헨리 녹스 대령이 타이컨더로가 요새 점령에서 확보한 중포를 가지고 도착했다. 3월 5일, 어둠을 틈타 워싱턴은 이 포병대를 도체스터 고지에 배치했고, 그곳에서 마을과 보스턴 항구의 영국 선박에 발포할 수 있었다. 또 다른 벙커 힐 전투를 우려한 하우는 3월 17일 이동일에 추가 손실 없이 도시를 비우고 노바스코샤 핼리팩스로 항해했으며, 워싱턴은 남쪽으로 이동하여 뉴욕으로 향했다.
1775년 8월부터 미국 사략선들은 세인트 존, 샬럿타운, 야머스를 포함하여 노바스코샤의 마을들을 습격했다. 1776년, 존 폴 존스와 조나단 에디는 각각 캔소와 컴벌랜드 요새를 공격했다. 퀘벡의 영국 관리들은 이로쿼이족과 지원을 위한 협상을 시작했고, 미국 특사들은 그들이 중립을 유지하도록 촉구했다. 원주민들이 영국 편에 서려는 경향이 있다는 것을 알고 캐나다로부터의 영국-인디언 공격을 우려하여 의회는 1775년 4월 두 번째 침공을 승인했다. 12월 31일 퀘벡 전투에서 패배한 후, 미국은 1776년 5월 6일 철수할 때까지 도시에 대한 느슨한 봉쇄를 유지했다. 6월 8일 트루아 리비에르에서의 두 번째 패배로 퀘벡에서의 작전은 종료되었다.
영국의 추격은 처음에는 섐플레인호의 미국 해군 함선에 의해 차단되었으나, 10월 11일 발쿠르섬에서의 승리 이후 미국은 타이컨더로가 요새로 철수할 수밖에 없었고, 12월에는 매사추세츠가 후원한 노바스코샤 봉기가 컴벌랜드 요새에서 진압되었다. 이러한 실패는 애국파의 대의에 대한 대중의 지지에 영향을 미쳤고, 뉴잉글랜드 식민지의 공격적인 반왕당파 정책은 캐나다인들을 멀어지게 했다.
버지니아에서는 1775년 11월 7일 던모어의 선언이 애국파 주인이 소유한 노예 중 왕관을 위해 싸우기로 동의한 모든 노예에게 자유를 약속했다. 영국군은 12월 9일 그레이트브리지에서 패배하고 노퍽 근처에 정박한 영국 선박으로 피신했다. 제3차 버지니아 회의가 민병대를 해산하거나 계엄령을 수락하는 것을 거부하자, 던모어 경은 1776년 1월 1일 노퍽 방화를 명령했다.
새비지 올드 필즈 포위전은 11월 19일 사우스캐롤라이나에서 왕당파와 애국파 민병대 사이에 시작되었고, 왕당파는 이후 눈 캠페인에서 식민지에서 쫓겨났다. 노스캐롤라이나에서 왕당파가 남부에서 영국 통치를 재확립하기 위해 모집되었지만, 그들은 무어 크릭 다리 전투에서 결정적으로 패배했다. 사우스캐롤라이나를 재정복하기 위해 파견된 영국군은 1776년 6월 28일 설리번섬 전투에서 찰스턴을 공격했지만, 실패했다.
화약 부족으로 인해 의회는 바하마에 저장된 군수품을 확보하기 위해 바하마에 대한 해군 원정을 승인했다. 1776년 3월 3일, 에섹 홉킨스 지휘 아래의 미국 함대는 나소 동쪽 끝에 상륙하여 몬태규 요새에서 최소한의 저항에 직면했다. 홉킨스의 병력은 그 후 나소 요새로 진격했다. 홉킨스는 몽포르 브라운 총독과 민간인들에게 저항하지 않으면 생명과 재산에 위험이 없을 것이라고 약속했고, 그들은 이에 따랐다. 홉킨스는 엄청난 양의 화약과 기타 군수품을 확보했으며, 3월 17일에 떠날 때 보급품을 집으로 운송하기 위해 항구에 추가 선박을 징발해야 했다. 한 달 후, 짧은 교전 후 HMS Glasgow와 함께 미국 해군 작전 기지인 뉴런던으로 돌아왔다.

### 영국군의 뉴욕 반격

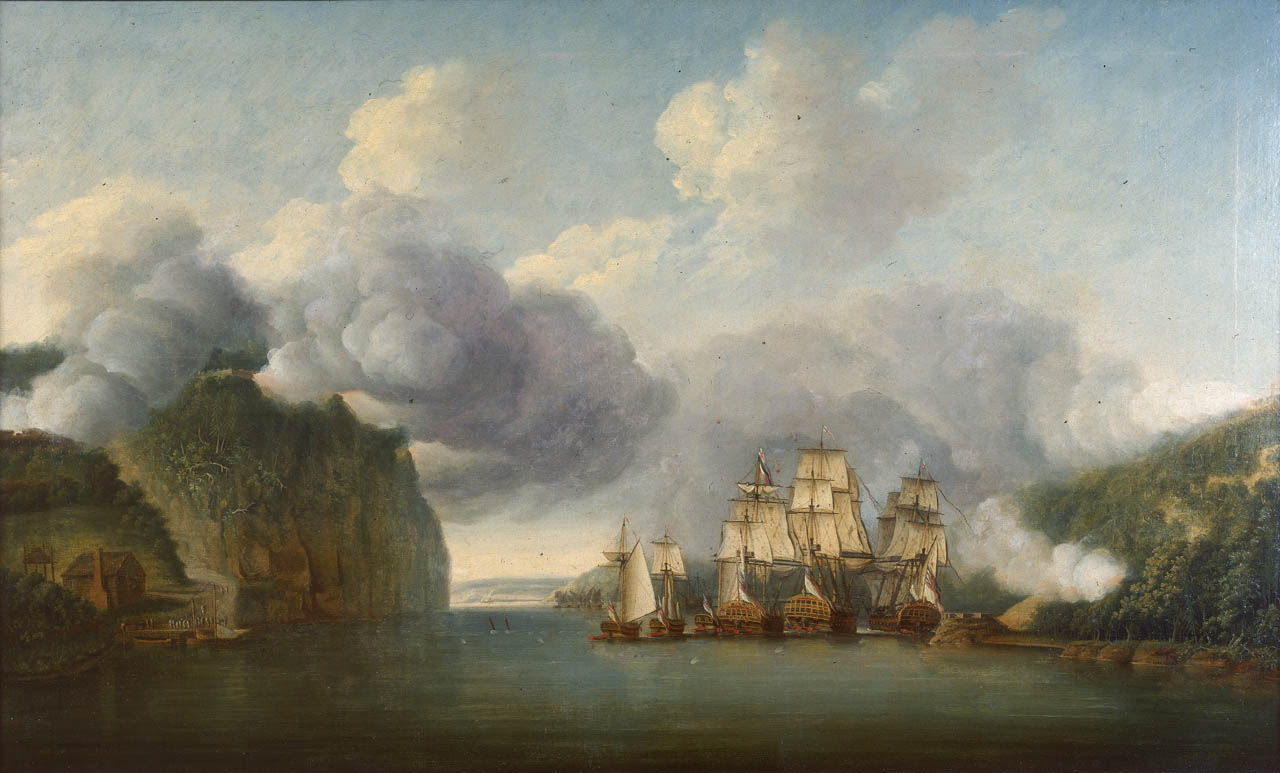
1776년 11월 워싱턴 요새 전투에서 영국군이 어퍼와 로어 뉴욕만을 연결하는 네로우즈를 이용하여 워싱턴 요새를 고립시키는 모습.

노바스코샤 핼리팩스에서 재편성된 후, 하우는 1776년 6월 뉴욕으로 출항하여 7월 2일 뉴욕항 입구 근처의 스태튼아일랜드에 병력을 상륙시키기 시작했다. 미국은 7월 30일 하우의 비공식적인 평화 협상 시도를 거부했다. 워싱턴은 도시에 대한 공격이 임박했음을 알고 있었고, 훈련된 영국 정규군을 상대하기 위해 사전 정보가 필요하다는 것을 깨달았다.
1776년 8월 12일, 애국파 토머스 놀턴은 정찰 및 비밀 임무를 위한 정예 부대를 조직하라는 명령을 받았다. 놀턴의 레인저스는 네이선 헤일을 포함하여 육군의 첫 정보 부대가 되었다. 워싱턴이 롱아일랜드에서 쫓겨나자, 그는 곧 군사 정보를 전문화해야 할 필요성을 깨달았다. 벤저민 톨마지의 도움으로 워싱턴은 6인조 컬퍼 스파이링을 창설했다. 워싱턴과 컬퍼 스파이 조직의 노력은 현장에서 대륙 연대의 효과적인 배치와 배치를 크게 향상시켰다. 전쟁 내내 워싱턴은 총 군사 예산의 10% 이상을 군사 정보에 사용했다.
워싱턴은 대륙군을 맨해튼과 이스트강 건너편 서부 롱아일랜드의 진지로 분할했다. 8월 27일 롱아일랜드 전투에서 하우는 워싱턴을 측면 공격하여 브루클린 하이츠로 후퇴시켰지만, 워싱턴의 병력을 포위하려 시도하지는 않았다. 8월 28일 밤새 녹스는 영국군을 포격했다. 압도적인 병력에 직면했음을 알고 워싱턴은 8월 29일 전시 회의 소집을 명령했고, 모두 맨해튼으로 후퇴하기로 동의했다. 워싱턴은 신속하게 병력을 집결시켜 평저선 화물선으로 이스트강을 건너 맨해튼으로 수송했으며, 병력이나 군수품 손실은 없었고, 토머스 미플린 장군의 연대들을 후위대로 남겼다.
하우는 9월 스태튼아일랜드 평화 회의에서 제2차 대륙회의 대표단과 만났지만, 영국 대표단이 사면을 제안할 권한만 있고 독립을 인정할 수 없었기 때문에 평화 협상은 결렬되었다. 9월 15일, 하우는 영국군이 킵스베이 상륙에 상륙하면서 뉴욕 시를 장악했고, 다음 날 할렘 하이츠 전투에서 미국군과 교전했지만 실패했다. 10월 18일, 하우는 펠스포인트 전투에서 미국군을 포위하는 데 실패했고, 미국군은 철수했다. 하우는 10월 28일 화이트 플레인스 전투에서 워싱턴의 군대와 교전하는 것을 거부하고 대신 전략적 가치가 없는 언덕을 공격했다.
워싱턴의 후퇴로 그의 남은 병력은 고립되었고, 영국군은 11월 16일 워싱턴 요새를 점령했다. 이 영국군의 승리는 3,000명의 포로를 잃는 워싱턴의 가장 비참한 패배로 기록되었다. 롱아일랜드의 나머지 미국 연대들은 4일 후 후퇴했다. 헨리 클린턴 장군은 워싱턴의 혼란스러운 군대를 추격하기를 원했지만, 먼저 6,000명의 병력을 투입하여 로드아일랜드 뉴포트를 점령하여 왕당파 항구를 확보해야 했다. 찰스 콘월리스 장군은 워싱턴을 추격했지만, 하우는 그에게 중단하라고 명령했다.
워싱턴 요새에서의 패배 이후 미국 독립의 전망은 암울해 보였다. 축소된 대륙군은 5,000명 미만으로 줄어들었고, 연말에 징집 기간이 만료되면서 더욱 줄어들었다. 대중의 지지는 흔들렸고 사기는 저하되었다. 1776년 12월 20일, 대륙회의는 혁명 수도인 필라델피아를 버리고 볼티모어로 이동했으며, 1777년 2월 27일까지 그곳에 머물렀다. 미국군의 패배 이후 왕당파 활동이 급증했으며, 특히 뉴욕주에서 그러했다.
런던에서는 롱아일랜드 전역의 승리 소식이 수도에서 열린 축제와 함께 잘 받아들여졌다. 대중의 지지는 최고조에 달했다. 애국파 병력의 전략적 결함이 분명하게 드러났다. 워싱턴은 수적으로 열세인 군대를 더 강한 군대에 맞서 분할했고, 그의 경험 없는 참모들은 군사 상황을 오판했으며, 미국 병사들은 적의 포화에 직면하여 도망쳤다. 이러한 성공은 영국이 1년 안에 승리할 수 있을 것이라는 예측으로 이어졌다. 영국군은 뉴욕시 일대에 겨울 숙영지를 설치하고 다음 봄에 새로운 작전을 기대했다.

### 애국파의 부흥

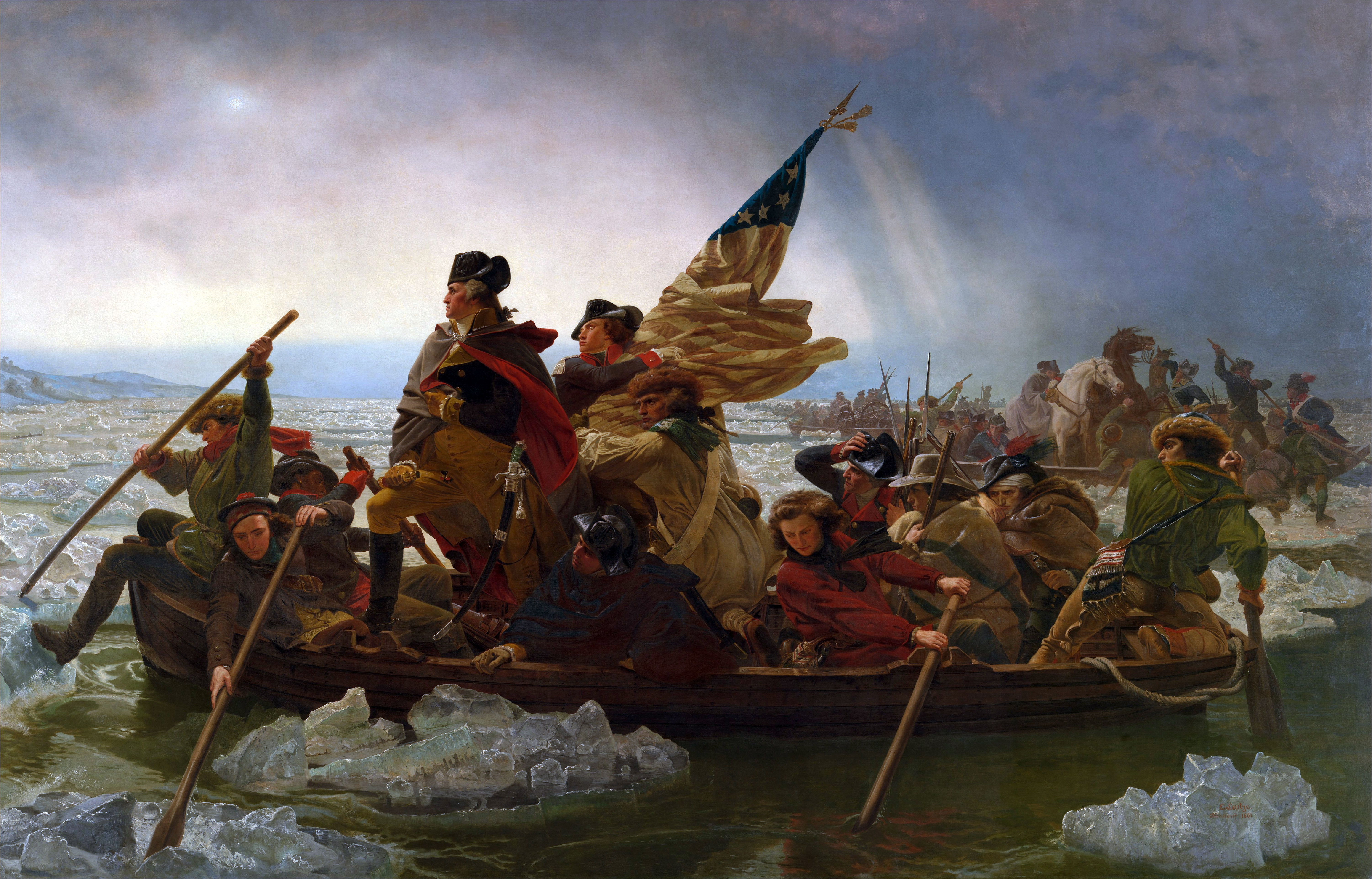
델라웨어강을 건너는 워싱턴, 1851년 에마누엘 로이체의 상징적인 초상화로, 1776년 12월 25~26일 워싱턴의 델라웨어강 은밀한 횡단을 묘사한다.

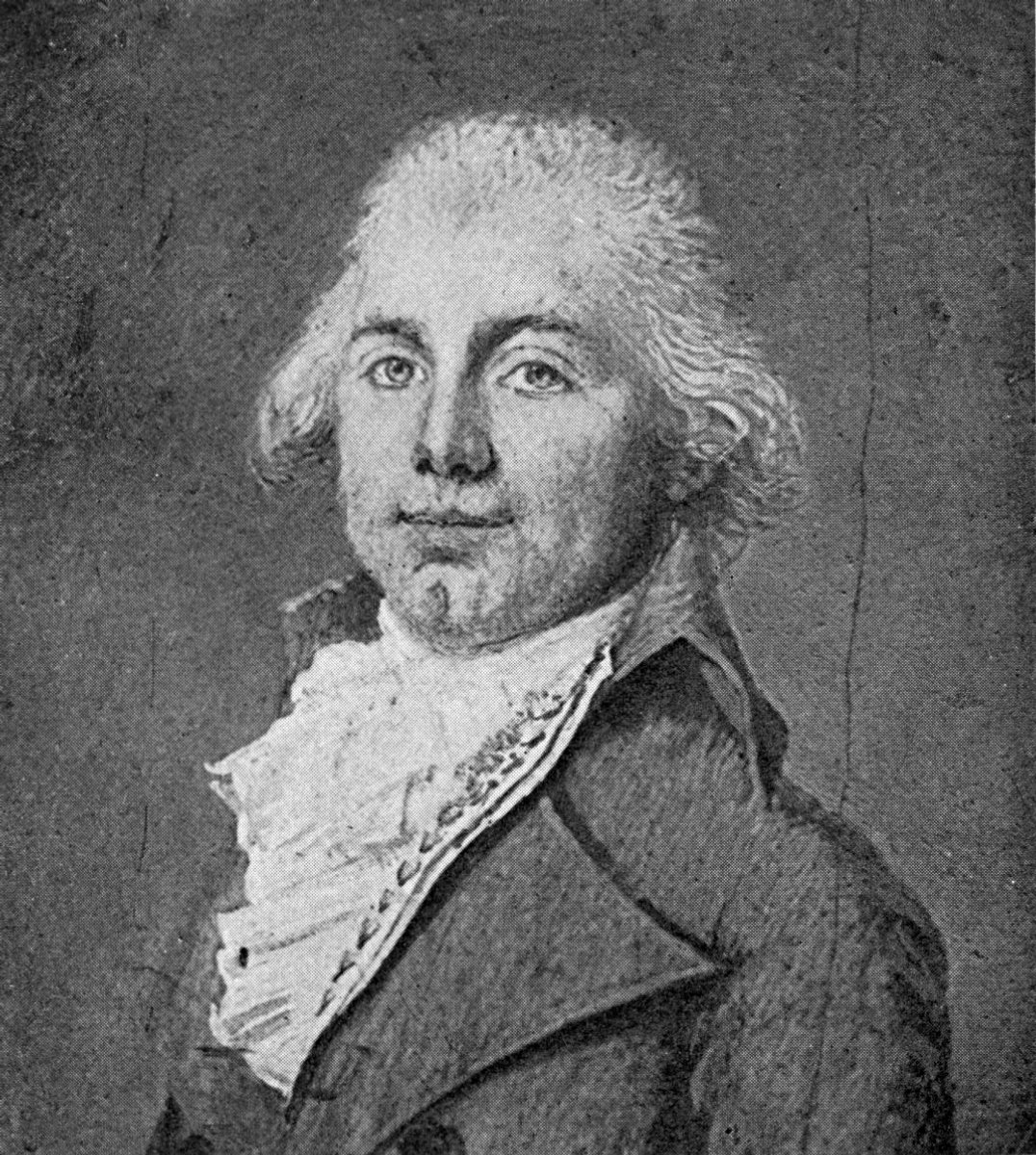
미국 독립 전쟁에서 대륙육군 장교로 참전한 마지막 미국 대통령 제임스 먼로는 1776년 12월 25~26일 델라웨어강 횡단과 트렌턴 전투에 조지 워싱턴과 함께 참여했다.

1776년 12월 25~26일 밤, 워싱턴은 델라웨어강을 건넜는데, 오늘날 벅스군에서 뉴저지주 머서군으로 대륙군 병사들을 이끌고 물류적으로 어렵고 위험한 작전을 수행했다.
한편, 헤센병들은 트렌턴 전투가 실제로 벌어지기 몇 주 전부터 소규모 애국파 무리와 수많은 충돌을 겪었으며, 밤에는 잦은 거짓 경보에 시달렸다. 크리스마스 무렵에는 모두 지쳐 있었고, 폭설로 인해 지휘관 요한 랄 대령은 큰 공격은 없을 것이라고 예상했다. 26일 새벽, 미국 애국파는 랄과 그의 병사들을 기습하여 압도했으며, 랄을 포함하여 20명 이상이 사망했고, 900명의 포로와 독일 대포 및 보급품을 노획했다.
트렌턴 전투는 미군 사기를 회복시키고 애국파의 대의를 재활성화했으며, 그들이 "헤센 용병"으로 여겼던 존재에 대한 두려움을 불식시켰다. 1월 2일 애순핑크 크릭에서 트렌턴을 재탈환하려는 영국군의 시도는 격퇴되었다. 밤 동안 워싱턴은 콘월리스를 책략으로 따돌린 후 다음 날 프린스턴 전투에서 그의 후위대를 물리쳤다. 이 두 승리는 프랑스에게 미국이 가치 있는 군사 동맹국이라는 확신을 심어주는 데 도움이 되었다.
프린스턴에서의 성공 후, 워싱턴은 뉴저지주 모리스타운에서 겨울 숙영지에 들어갔고, 5월까지 그곳에 머물렀으며, 모든 애국파 병사들에게 천연두 예방 접종을 지시받았다. 3월까지 계속된 두 군대 사이의 사소한 교전을 제외하고, 하우는 미국군을 공격하려 시도하지 않았다.

### 영국군의 북부 전략 실패

1777년 9월과 10월의 새러토가 전역 작전 및 (삽입) 새러토가 전투

1776년 캠페인은 뉴잉글랜드를 되찾는 것이 장기적인 문제가 될 것임을 보여주었고, 이는 영국군 전략의 변화로 이어졌다. 영국군은 허드슨강을 통제하여 북부를 고립시키고, 왕당파의 지지가 상당하다고 여겨지는 남부에 집중하기로 결정했다. 1776년 12월, 하우는 식민지 장관 저메인 경에게 필라델피아에 대한 제한적 공세를 제안했으며, 동시에 캐나다에서 허드슨강을 따라 두 번째 병력이 남하할 것을 제안했다. 버고인은 여러 대안을 제시했는데, 모두 자신에게 공격 책임을 맡기고 하우는 방어적인 태세를 유지하는 것이었다. 선택된 옵션은 그가 몬트리올에서 허드슨 계곡을 따라 남쪽으로 주력을 이끌고, 배리 세인트 레저 휘하의 파견대는 온타리오호에서 동쪽으로 이동하는 것이었다. 두 병력은 올버니에서 만나고, 하우는 그들과 합류할지 여부를 결정하게 되어 있었다. 원칙적으로 합리적이었지만, 이는 관련된 물류적 어려움을 고려하지 않았고 버고인은 하우가 방어적인 태세를 유지할 것이라고 잘못 가정했다. 저메인이 이를 명확히 하지 않았기 때문에 하우는 대신 필라델피아를 공격하기로 선택했다.
영국 정규군, 직업 독일 군인 및 캐나다 민병대가 혼합된 병력으로 버고인은 1777년 6월 14일 출정하여 7월 5일 타이컨더로가 요새를 점령했다. 호레이쇼 게이츠 장군이 후퇴하면서 그의 병력은 도로를 막고, 다리를 파괴하고, 개울을 막고, 지역의 식량을 없앴다. 이는 버고인의 진격을 늦추고 그를 대규모 식량 징발 원정을 보내도록 강요했다. 8월 16일 베닝턴 전투에서 700명 이상의 영국군이 포로로 잡혔다. 세인트 레저는 동쪽으로 이동하여 스탠윅스 요새를 포위했다. 8월 6일 오리스카니 전투에서 미군 구원군을 물리쳤음에도 불구하고, 버고인은 인디언 동맹군에게 버림받고 8월 22일 퀘벡으로 철수했다. 이제 고립되고 게이츠에게 수적으로 열세인 버고인은 타이컨더로가 요새로 후퇴하는 대신 새러토가에 9월 13일 도착했다. 그는 마을 주변에 방어 시설을 건설하면서 클린턴에게 지원을 요청했다.
그의 병사들의 사기는 급격히 저하되었고, 9월 19일 프리먼 농장 전투에서 게이츠를 돌파하려는 시도는 실패하여 영국군 600명의 사상자를 냈다. 클린턴이 지원할 수 없다고 조언하자, 버고인의 부하들은 후퇴를 권고했다. 10월 7일 무력 정찰은 베미스 하이츠 전투에서 게이츠에 의해 격퇴되었고, 그들은 막대한 손실을 입고 새러토가로 후퇴할 수밖에 없었다. 10월 11일까지 영국군의 탈출 희망은 사라졌다. 계속되는 비로 인해 진지는 "지저분한 지옥"이 되었고 보급품은 위험할 정도로 부족했다. 버고인은 10월 17일 항복했다. 프리드리히 아돌프 리데젤 장군이 지휘하는 독일군을 포함한 약 6,222명의 병사들이 무기를 항복한 후 보스턴으로 이송되어 영국으로 수송될 예정이었다.
추가 보급품을 확보한 하우는 8월 24일 체서피크만에 병력을 상륙시켜 필라델피아를 다시 공격하려 했다. 그는 이제 버고인을 지원하지 못한 것에 더해 상대방을 격파할 수 있는 기회를 여러 번 놓쳤다. 9월 11일 브랜디와인 전투에서 워싱턴을 물리쳤음에도 불구하고, 그는 워싱턴이 질서정연하게 철수하도록 허용했다. 9월 20일 파올리에서 미군 분견대를 분산시킨 후, 콘월리스는 9월 26일 필라델피아를 점령했으며, 9,000명의 주력군은 하우 지휘 아래 북쪽 저먼타운에 주둔했다. 워싱턴은 10월 4일 그들을 공격했지만 격퇴되었다.
필라델피아의 하우 병력에 대한 해상 보급을 막기 위해 애국파는 델라웨어강 동쪽과 서쪽 강둑에 각각 미플린 요새와 인근 머서 요새를 건설하고, 도시 남쪽 강에 장애물을 설치했다. 이는 델라웨어강의 소규모 대륙해군 함대와 존 헤이즐우드가 지휘하는 펜실베이니아 주 해군의 지원을 받았다. 10월 20일부터 22일까지의 레드뱅크 전투에서 왕립 해군의 요새 점령 시도는 실패했다. 두 번째 공격은 11월 16일 미플린 요새를 점령했고, 머서 요새는 콘월리스가 성벽을 뚫고 들어오자 이틀 후 버려졌다. 보급선이 확보되자 하우는 워싱턴을 전투로 유인하려 했지만, 12월 5일부터 8일까지 화이트 마쉬 전투에서 불확실한 교전이 있은 후 겨울을 나기 위해 필라델피아로 철수했다.
12월 19일, 미국군은 밸리 포지에서 겨울 숙영지에 들어갔다. 워싱턴의 국내 반대파들이 그의 전장 성공 부족을 게이츠의 새러토가 승리와 대조하는 동안, 프리드리히 대왕과 같은 외국 관찰자들도 게르만타운에서의 워싱턴의 지휘에 깊은 인상을 받았는데, 이는 회복력과 결단력을 보여주었다. 겨울 동안 열악한 환경, 보급 문제, 낮은 사기로 인해 2,000명이 사망했고, 3,000명은 신발 부족으로 전투 불능 상태가 되었다. 그러나 바론 폰 슈토이벤은 이 기회를 이용하여 각 대륙군 연대의 "모델 중대"에 프로이센 육군 훈련과 보병 전술을 도입했고, 이들은 다시 자국 부대에 지시했다. 밸리 포지가 불과 20마일 떨어져 있었음에도 불구하고, 하우는 그들의 캠프를 공격하려 시도하지 않았는데, 일부 비판가들은 이 행동이 전쟁을 끝낼 수 있었을 것이라고 주장한다.

### 외세 개입

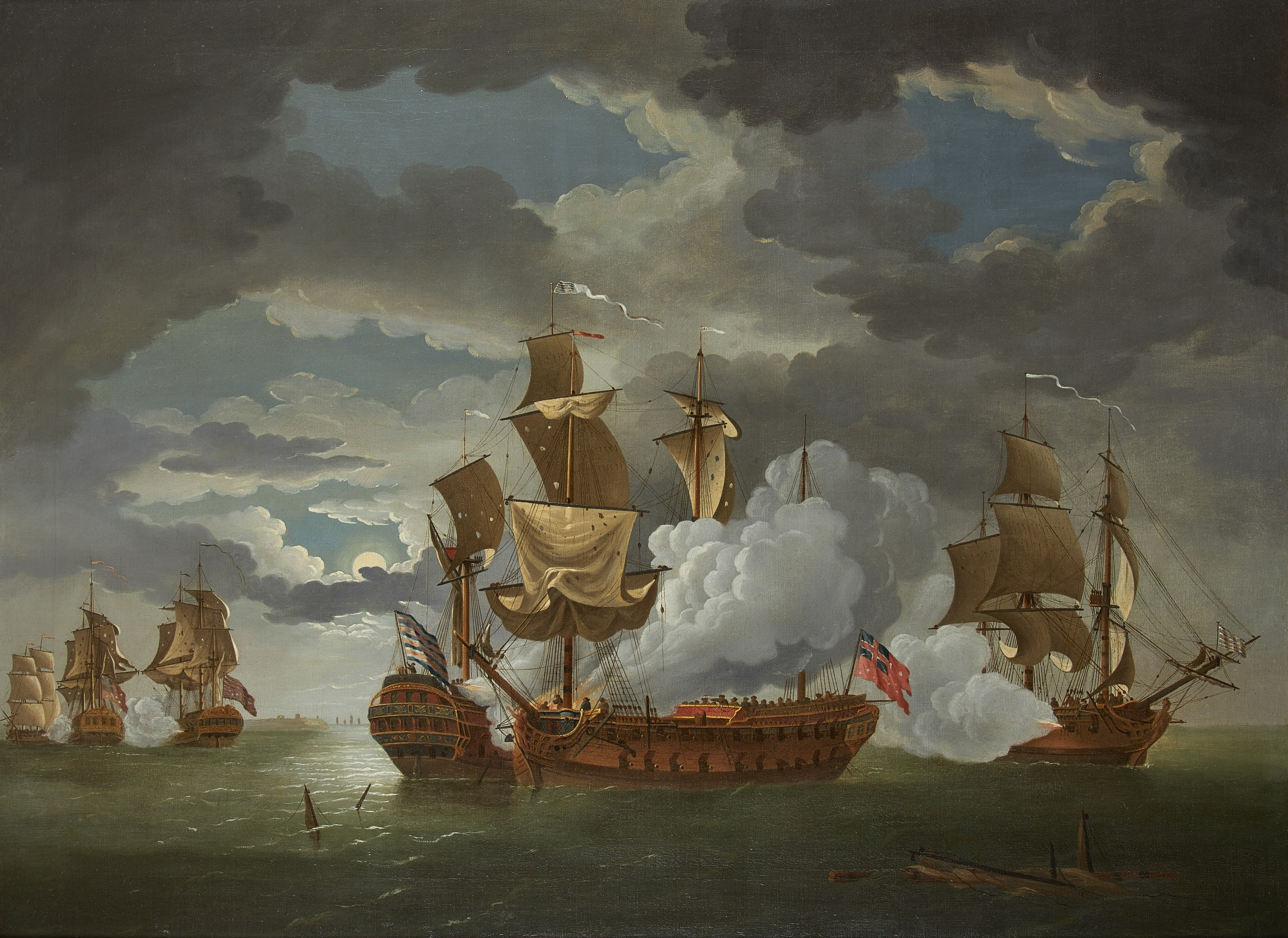
유럽 해역에서 네덜란드, 프랑스, 스페인 항구에 접근할 수 있는 미국 전함들과 함께한 플램버러헤드 전투

그의 전임자들과 마찬가지로 프랑스 외무장관 베르젠은 1763년 평화를 국가적 굴욕으로 간주하고 이 전쟁을 영국을 약화시킬 기회로 보았다. 그는 처음에는 공개적인 분쟁을 피했지만, 미국 선박이 프랑스 항구에서 화물을 실을 수 있도록 허용했는데, 이는 중립 위반이었다. 베르젠은 루이 16세를 설득하여 애국파를 위한 군수품을 구매하기 위해 비밀리에 정부 위장 회사를 설립하게 했는데, 이 군수품은 중립적인 네덜란드 선박에 실려 카리브해의 신트외스타티위스섬을 통해 수입되었다.
많은 미국인들은 "한 폭정에서 다른 폭정으로 교환하는 것"을 우려하여 프랑스와의 동맹에 반대했지만, 1776년 초 일련의 군사적 좌절 이후 이러한 태도는 바뀌었다. 프랑스는 식민지들이 영국과 화해하는 것으로부터 얻을 것이 없었으므로, 의회는 영국 조건에 평화를 맺거나, 독자적으로 투쟁을 계속하거나, 프랑스가 보장하는 독립을 선언하는 세 가지 선택지가 있었다. 독립선언은 광범위한 대중의 지지를 받았지만, 의원들의 20% 이상이 프랑스와의 동맹에 반대했다. 의회는 마지못해 조약에 동의했지만, 전쟁이 자신들에게 유리하게 전개되면서 점차 관심이 줄어들었다.
사일러스 딘은 파리로 파견되어 베르젠과의 협상을 시작했는데, 베르젠의 주요 목표는 영국을 미국의 주요 상업 및 군사 파트너로 대체하고 프랑스령 서인도 제도를 미국의 확장으로부터 보호하는 것이었다. 이 섬들은 엄청난 가치를 지녔는데, 1772년 생도맹그에서 생산된 설탕과 커피의 가치만 해도 모든 미국 수출품을 합친 것보다 많았다. 협상은 1777년 10월까지 더디게 진행되었는데, 새러토가에서의 영국군 패배와 그들의 평화 협상 의지가 베르젠에게 영국-미국 간 화해라는 "재앙"을 막기 위해서는 영구적인 동맹만이 유일한 방법임을 확신시켰다. 프랑스의 공식적인 지원 약속으로 의회는 칼라일 평화위원회를 거부하고 완전한 독립을 주장할 수 있었다.
1778년 2월 6일, 프랑스와 미국은 양국 간 무역을 규제하는 미국-프랑스 우호 통상 조약을 체결했고, 이어서 영국에 대항하는 방어 군사 동맹인 미국-프랑스 동맹 조약을 체결했다. 프랑스가 미국 독립을 보장하는 대가로, 의회는 서인도 제도에서의 프랑스 이익을 보호하기로 약속했으며, 양측은 별도의 평화를 맺지 않기로 합의했다. 이러한 조항을 둘러싼 갈등은 1798년부터 1800년까지의 유사전쟁으로 이어졌다. 스페인의 카를로스 3세도 동일한 조건으로 참여하도록 초대되었으나, 아메리카 대륙의 스페인 식민지에 미칠 혁명의 영향에 대한 우려 때문에 거절했다. 스페인은 미국 정착민들이 루이지애나를 침범하는 것에 대해 여러 차례 불평했으며, 이는 미국이 영국을 대체하게 되면 더욱 악화될 문제였다.

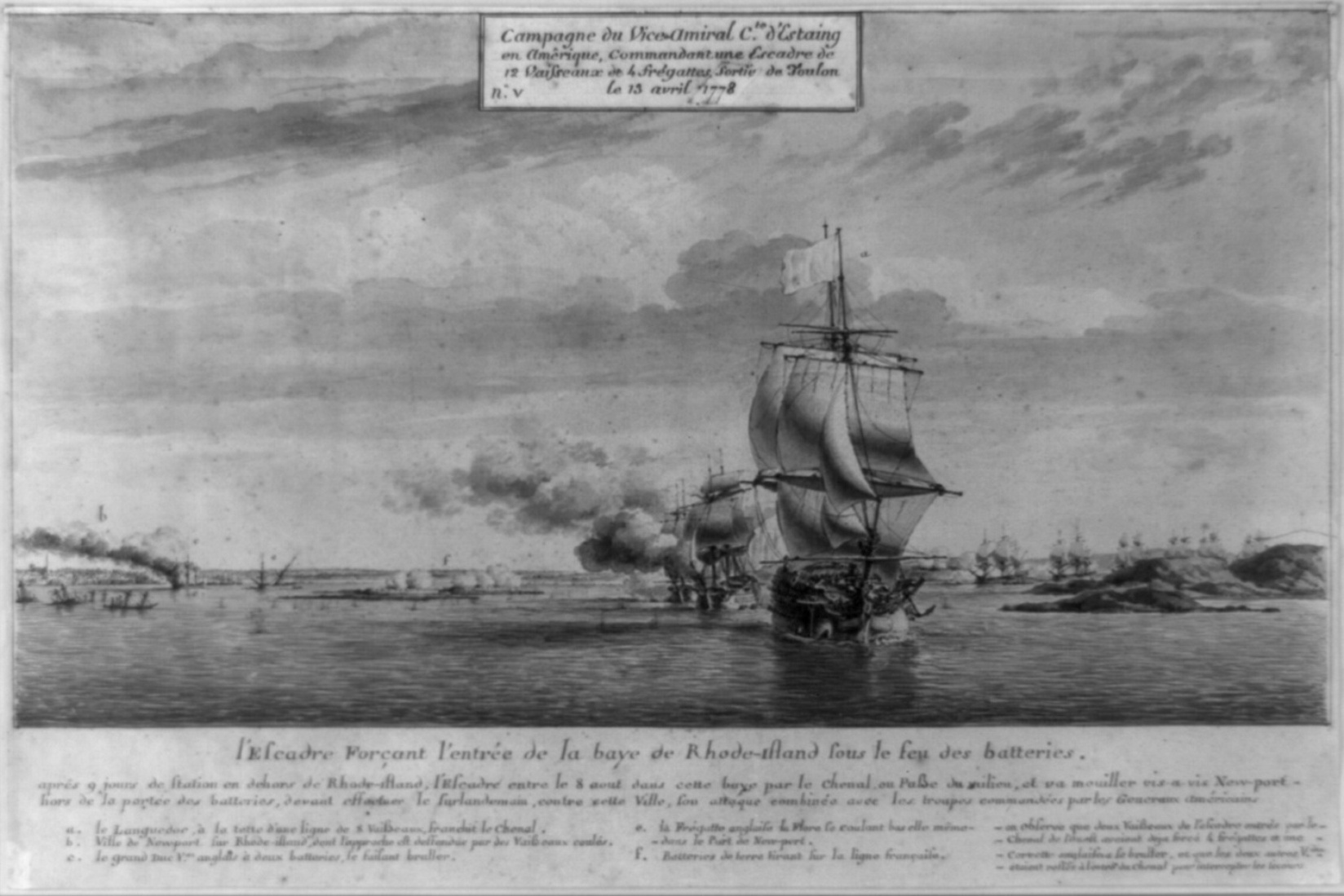
1778년 8월 로드아일랜드 전투에서 프랑스 데스탱 제독의 존 설리번과 합동 원정.

스페인은 궁극적으로 미국의 성공에 중요한 기여를 했지만 아란후에스 조약에서 카를로스는 아메리카 대륙 밖에서 프랑스의 영국과의 전쟁을 지원하는 데만 동의했으며 그 대가로 지브롤터, 메노르카섬, 스페인령 플로리다를 회복하는 데 도움을 받기로 했다. 이 조건들은 미국 목표와 상충되는 부분이 많아 기밀이었다. 예를 들어, 프랑스는 뉴펀들랜드 대구 어업에 대한 독점적 통제권을 주장했는데, 이는 매사추세츠와 같은 식민지에게는 협상 불가한 사항이었다. 이 협정의 덜 알려진 영향 중 하나는 미국의 '외세 개입'에 대한 뿌리 깊은 불신이었다. 미국은 1949년 NATO 협정을 체결하기 전까지 프랑스와 다른 조약을 체결하지 않았다. 이는 미국이 프랑스 없이는 평화를 맺지 않기로 동의한 반면, 아란후에스 조약은 프랑스가 스페인이 지브롤터를 회복할 때까지 계속 싸우도록 약속했으며, 이는 의회의 지식 없이 사실상 미국 독립의 조건이 되었기 때문이다.
독립을 위한 투쟁에 프랑스의 참여를 독려하기 위해, 파리에 있는 미국 대표 사일러스 딘은 대륙군에 합류하는 프랑스 장교들에게 진급과 지휘 직책을 약속했다. 1777년 7월 31일, 의회는 딘을 통해 라파예트 후작을 소장으로 임명했다.
전쟁이 시작되었을 때 영국은 네덜란드에 주둔한 스코틀랜드 여단을 미국에서 복무하도록 빌리려 했지만, 친애국파 정서로 인해 네덜란드 의회는 거부했다. 네덜란드 공화국은 더 이상 강대국이 아니었지만, 1774년 이전까지는 여전히 유럽 운송 무역을 지배했으며, 네덜란드 상인들은 프랑스가 공급한 군수품을 애국파에게 운송하여 큰 이익을 얻었다. 이는 1780년 12월 영국이 전쟁을 선포하면서 끝났는데, 이 분쟁은 네덜란드 경제에 치명적이었다.
영국 정부는 미국 상선의 힘과 유럽 국가들의 지원을 고려하지 않았고, 이로 인해 식민지들은 비교적 무사히 군수품을 수입하고 무역을 계속할 수 있었다. 이를 잘 알고 있었음에도 불구하고, 노스 행정부는 비용 문제로 왕립 해군을 전쟁 태세로 전환하는 것을 지연시켰다. 이는 효과적인 봉쇄를 시행하는 것을 방해했다. 전통적인 영국 정책은 유럽 육군 동맹국을 이용하여 반대 세력을 분산시키는 것이었다. 1778년 영국은 외교적으로 고립되었고 여러 전선에서 전쟁에 직면했다.
한편 조지 3세는 영국이 유럽에서 싸워야 할 전쟁이 있는 동안 미국을 진압하는 것을 포기했다. 그는 프랑스와의 전쟁을 환영하지 않았지만, 7년 전쟁에서 영국이 프랑스를 상대로 거둔 승리를 프랑스를 상대로 한 최종 승리를 믿는 이유로 삼았다. 영국은 이후 카리브 제도 전선으로 초점을 변경했고, 미국에서 주요 군사 자원을 빼냈다.

### 북부의 교착 상태

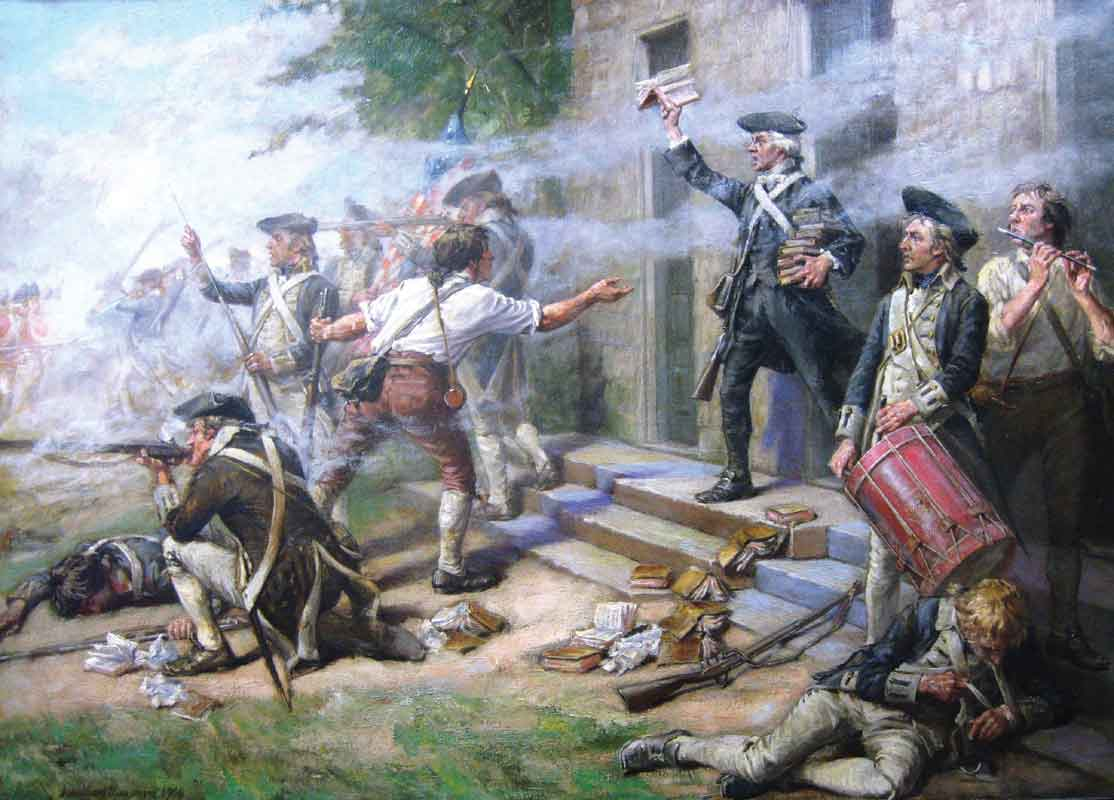
1780년 6월 스프링필드 전투에서 대륙군이 영국군을 격퇴하는 모습; "놈들에게 와트를 줘라, 얘들아!"

1777년 말, 하우는 사임하고 1778년 5월 24일 헨리 클린턴 경으로 교체되었다. 프랑스가 전쟁에 참전하면서 그는 뉴욕에 병력을 통합하라는 명령을 받았다. 6월 18일, 영국군은 필라델피아를 떠났고, 재활성화된 미국군이 추격했다. 6월 28일 몬머스 전투는 결정적이지 않았지만 애국파의 사기를 북돋웠다. 그날 자정, 새로 임명된 클린턴은 뉴욕으로 후퇴를 계속했다. 데스탱 제독 휘하의 프랑스 해군은 워싱턴을 돕기 위해 파견되었다. 뉴욕이 너무 강력한 목표물이라고 판단한 그들은 8월에 존 설리번 장군이 육상 병력을 지휘하여 뉴포트에 대한 합동 공격을 시작했다. 그 결과 로드아일랜드 전투는 결정적이지 않았으며, 폭풍으로 심하게 손상된 프랑스군은 함선을 위험에 빠뜨리는 것을 피하기 위해 철수했다.
추가적인 활동은 10월에 체스트넛 넥과 리틀 에그 하버에 대한 영국군의 습격으로 제한되었다. 1779년 7월, 미국군은 스토니 포인트와 폴루스 훅의 영국군 진지를 점령했다. 클린턴은 윌리엄 트라이언 장군을 코네티컷 습격에 보내 워싱턴을 결정적인 교전으로 유인하려 했지만 실패했다. 7월, 대규모 미국 해군 작전인 페놉스콧 원정은 메인을 재탈환하려 했지만 실패했다.
뉴욕과 펜실베이니아에 대한 지속적인 이로쿼이족 습격으로 인해 1779년 7월부터 9월까지 징벌적 설리번 원정이 이루어졌다. 4,000명 이상의 애국파 병사들이 참여한 초토화 작전은 40개 이상의 이로쿼이족 마을과 160,000 부셸(4,000톤)의 옥수수를 파괴하여 이로쿼이족을 빈곤하게 만들고 아메리카 변경 지역에서 이로쿼이 연맹을 독립적인 세력으로 파괴했다. 그러나 5,000명의 이로쿼이족이 캐나다로 도피했고, 그곳에서 영국군의 지원을 받아 계속해서 습격을 가했다.
1779년~1780년 겨울 동안, 대륙군은 밸리 포지보다 더 큰 어려움을 겪었다. 사기는 낮았고, 대중의 지지는 떨어졌으며, 대륙 달러는 거의 가치가 없었고, 군대는 보급 문제에 시달렸으며, 탈영은 흔했고, 펜실베이니아 연대와 뉴저지 연대에서는 열악한 조건으로 인해 반란이 일어났다.
1780년 6월, 클린턴은 빌헬름 폰 크니프하우젠 지휘 아래 6,000명의 병력을 보내 뉴저지를 재탈환하려 했지만, 코네티컷 농장 전투에서 지역 민병대에 의해 저지되었다. 미국군은 철수했지만, 크니프하우젠은 워싱턴의 주력군과 교전하기에 충분히 강하지 않다고 판단하고 후퇴했다. 2주 후의 두 번째 시도는 스프링필드 전투에서 영국군의 패배로 끝났고, 이는 뉴저지에서의 그들의 야망을 효과적으로 종식시켰다. 7월, 워싱턴은 베네딕트 아널드를 웨스트포인트 사령관으로 임명했다. 요새를 영국군에게 배신하려는 그의 시도는 무능한 계획 때문에 실패했고, 그의 영국인 연락책인 존 앙드레가 체포되어 처형되면서 음모가 드러났다. 아널드는 뉴욕으로 도피하여 편을 바꾸었는데, 이는 "미국 주민들에게"라는 팸플릿에서 정당화되었다. 애국파는 그의 배신을 비난했고, 그는 영국군에게서도 거의 인기 없게 되었다.

### 남부 전쟁

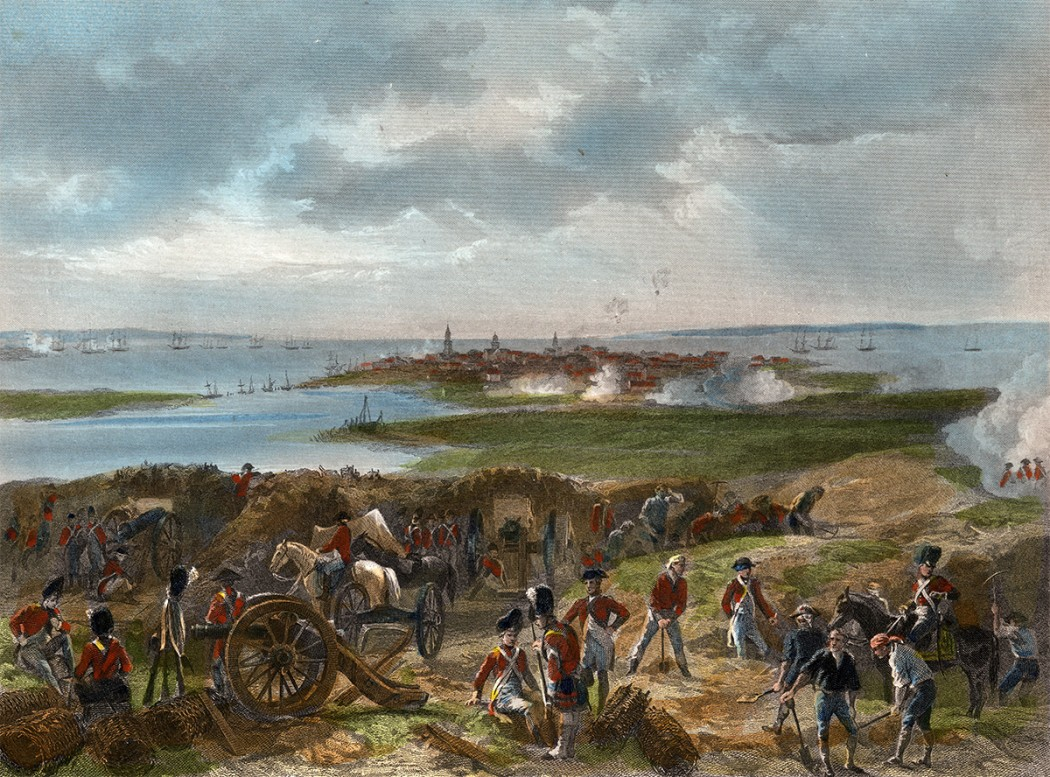
1780년 5월 영국군의 찰스턴 포위전

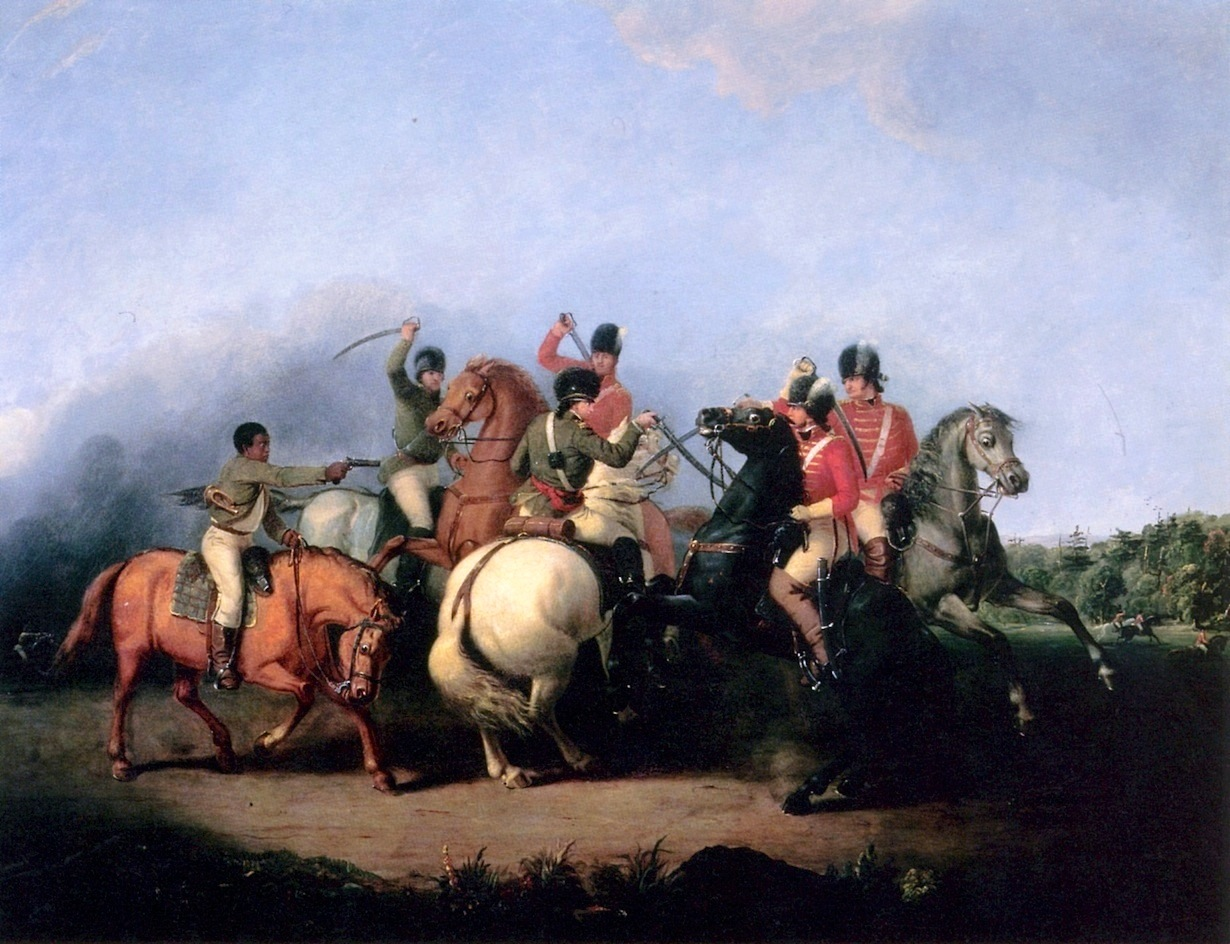
1781년 1월 사우스캐롤라이나주 카우펜스에서 대륙육군이 영국군을 격퇴하는 모습

남부 전략은 저메인 경이 조지프 갤러웨이를 포함한 런던 기반 왕당파의 의견을 바탕으로 개발했다. 그들은 애국파가 가장 강한 북부에서 싸우는 것은 무의미하며, 뉴잉글랜드 경제는 영국과의 무역에 의존하고 있다고 주장했다. 반면, 담배 관세는 남부를 영국에게 훨씬 더 수익성 있게 만들었으며, 지역 지원은 남부를 확보하는 데 소수의 정규군만이 필요하다는 것을 의미했다. 승리하면 영국령 지역에 직면한 축소된 미국이 남쪽, 북쪽, 서쪽에 위치하게 될 것이며, 대서양 연안이 왕립 해군의 통제를 받게 되면 의회는 조건에 동의할 수밖에 없을 것이었다. 그러나 왕당파 지지 수준에 대한 가정은 지나치게 낙관적인 것으로 판명되었다.
저메인은 동플로리다의 영국군 사령관인 어거스틴 프레보스트에게 1778년 12월 조지아로 진격하라고 명령했다. 경험 많은 장교인 아치볼드 캠벨 중령은 1778년 12월 29일 서배너를 점령했다. 그는 거의 1,100명의 왕당파 민병대를 모집했는데, 그들 중 많은 수는 캠벨이 재산을 몰수하겠다고 위협한 후에야 합류했다고 한다. 낮은 동기 부여와 훈련 부족으로 그들은 신뢰할 수 없는 병력이었으며, 이는 1779년 2월 14일 케틀 크리크 전투에서 애국파 민병대에게 패배함으로써 입증되었지만, 이는 3월 3일 브라이어 크리크에서의 영국군의 승리로 상쇄되었다.
1779년 6월, 프레보스트는 찰스턴을 상대로 시도적인 공격을 감행한 후 서배너로 후퇴했는데, 이 작전은 영국군 병사들의 광범위한 약탈로 악명이 높았으며, 이는 왕당파와 애국파 모두를 격분시켰다. 10월, 데스탱과 벤저민 링컨 장군이 지휘하는 프랑스-미국 연합 작전은 서배너를 재탈환하는 데 실패했다. 프레보스트는 콘월리스 경으로 교체되었으며, 그는 저메인의 전략에 대한 책임을 맡았다. 그는 곧 왕당파 지원에 대한 추정치가 상당히 과장되었으며, 훨씬 더 많은 정규군이 필요하다는 것을 깨달았다.
클린턴의 증원군을 받은 콘월리스 군대는 1780년 5월 찰스턴을 점령하여 전쟁 중 애국파에게 가장 심각한 패배를 안겼다. 5,000명 이상의 포로가 잡혔고 남부의 대륙군은 사실상 괴멸되었다. 5월 29일, 배내스터 탈턴 중령의 주로 왕당파 병력은 애이브러햄 버포드 대령 휘하의 대륙군 병력을 거의 세 배에 달하는 규모로 왁스호 전투에서 격파했다. 이 전투는 학살 주장이 제기되어 논란이 되었으며, 나중에 애국파의 모병 수단으로 사용되었다.
클린턴은 뉴욕으로 돌아갔고, 콘월리스는 남부를 감독하게 되었다. 그들의 성공에도 불구하고, 두 사람은 거의 말을 주고받지 않았다. 남부 전략은 지역 지원에 의존했지만, 이는 일련의 강압적인 조치들로 인해 훼손되었다. 이전에는 포로로 잡힌 애국파는 왕에게 무기를 들지 않겠다고 맹세한 후 집으로 돌려보내졌지만, 이제는 옛 동지들과 싸워야 했고, 애국파 소유 농장의 몰수는 한때 중립적이었던 "대지주"들이 그들과 한편이 되게 만들었다. 윌리엄슨 농장, 시더 스프링스, 록키 마운트, 행잉 록에서의 교전은 사우스캐롤라이나 전역에서 새로운 맹세에 대한 광범위한 저항을 보여주었다.
1780년 7월, 의회는 게이츠를 남부 사령관으로 임명했다. 그는 8월 16일 캠던 전투에서 패배하여 콘월리스가 노스캐롤라이나로 진입할 수 있게 했다. 전장에서의 성공에도 불구하고 영국군은 시골 지역을 통제할 수 없었고 애국파의 공격은 계속되었다. 북쪽으로 이동하기 전에 콘월리스는 패트릭 퍼거슨 소령 휘하의 왕당파 민병대를 좌익을 보호하기 위해 보냈는데, 이는 그들의 병력이 상호 지원을 제공하기에는 너무 멀리 떨어져 있었다는 것을 의미했다. 10월 초, 퍼거슨은 킹스 마운틴 전투에서 패배하여 이 지역의 조직적인 왕당파 저항을 분산시켰다. 그럼에도 불구하고 콘월리스는 왕당파의 지원을 기대하며 노스캐롤라이나로 계속 진격했고, 워싱턴은 1780년 12월 게이츠를 너새니얼 그린 장군으로 교체했다.
그린은 자신의 군대를 나누어 주력군을 남동쪽으로 이끌었고 콘월리스가 추격했다. 한 분견대는 대니얼 모건 지휘 아래 남서쪽으로 보내졌는데, 그는 1781년 1월 17일 카우펜스에서 탈턴의 영국군을 물리쳐 전투력을 거의 소멸시켰다. 애국파는 이제 남부에서 주도권을 잡았으며, 1781년 1월 베네딕트 아널드가 이끄는 리치먼드 습격은 예외였다. 그린은 콘월리스를 노스캐롤라이나 주변에서 여러 번 역행진시켰다. 3월 초까지 영국군은 지쳐 있었고 보급품이 부족했으며, 그린은 3월 15일 길퍼드코트하우스 전투를 벌일 만큼 강하다고 느꼈다. 승리했지만 콘월리스는 막대한 사상자를 냈고, 보급품과 증원군을 찾아 노스캐롤라이나 윌밍턴으로 철수했다.
애국파는 이제 해안 지역을 제외한 캐롤라이나와 조지아 대부분을 통제했다. 홉커크힐 전투에서 사소한 좌절을 겪은 후, 그들은 4월 15일 왓슨 요새와 모트 요새를 재탈환했다. 6월 6일, 앤드루 피켄스 준장은 어거스타를 점령하여 조지아의 영국군을 찰스턴과 서배너에 국한시켰다. 왕당파가 대부분의 전투를 담당할 것이라는 가정은 영국군에게 병력 부족을 초래했으며, 전장에서의 승리는 대체할 수 없는 손실을 대가로 얻어졌다. 9월 8일 유타 스프링스 전투에서 그린의 진격을 저지했음에도 불구하고, 콘월리스는 캠페인에서 얻은 것이 거의 없이 찰스턴으로 철수했다.

### 서부 전역

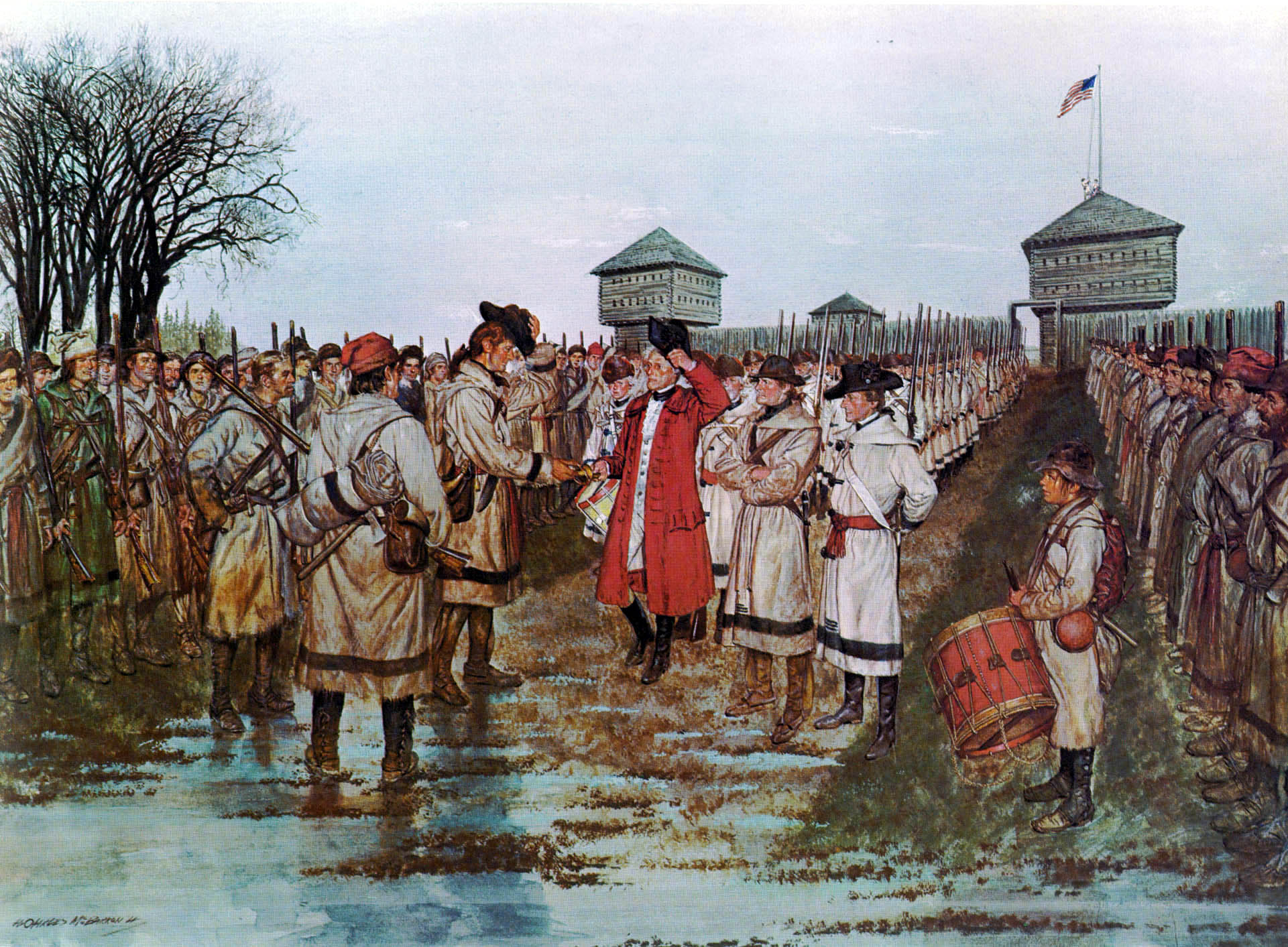
퀘벡주 주지사 헨리 해밀턴이 1779년 7월 빈센스에서 조지 로저스 클라크 대령에게 항복하는 모습.

전쟁 시작부터 베르나르도 데 갈베스, 스페인 루이지애나 총독은 미국인들이 뉴올리언스로 보급품과 군수품을 수입한 다음 피츠버그로 운송하는 것을 허용했다. 이는 대륙군에게 대서양 연안의 영국 봉쇄를 우회하는 대체 운송 경로를 제공했다.
1778년 2월, 쿠야호가강을 따라 정착지에 있는 영국 군사 보급품을 파괴하려는 민병대 원정은 악천후로 인해 중단되었다. 그해 말, 두 번째 작전이 영국으로부터 일리노이 컨트리를 점령하기 위해 시작되었다. 조지 로저스 클라크 대령이 지휘하는 버지니아 민병대, 캐나다인 정착민, 그리고 인디언 동맹군은 7월 4일 카스카스키아를 점령하고 빈센스를 확보했지만, 빈센스는 퀘벡 총독 헨리 해밀턴에게 재탈환되었다. 미국 동조자이자 스페인과 연합한 모피 상인 프란시스 비고는 해밀턴의 서부 통제에 대한 위협을 클라크에게 알렸고, 1779년 초 버지니아군은 빈센스 요새에서 반격하여 해밀턴을 포로로 잡았다. 독립 전쟁이 끝나갈 무렵 파리 조약에서 클라크는 서부 영국령 퀘벡을 미국의 북서부 영토로 확보했다.
1779년 스페인이 프랑스의 대영 전쟁에 참전했을 때, 그들의 조약은 북아메리카에서의 스페인 군사 행동을 명시적으로 배제했다. 그러나 그 해 말, 갈베스는 영국군의 전초 기지에 대한 공격 작전을 시작했다. 먼저 그는 루이지애나주 배턴 루지, 루이지애나, 부트 요새, 미시시피주 내치즈에 있는 영국군 수비대를 제거하고 5개의 요새를 점령했다. 이를 통해 갈베스는 미시시피강을 북쪽의 피츠버그에 있는 미국 정착지까지 항해할 수 있게 했다.
1780년 5월 25일, 영국군 헨리 버드 대령은 켄터키를 침공했는데, 이는 퀘벡주에서 걸프 연안까지 미국군의 저항을 제거하기 위한 더 넓은 작전의 일부였다. 뉴올리언스에 대한 그들의 진격은 스페인 총독 갈베스의 모빌 공격으로 격퇴되었다. 동시에 영국군의 공격은 스페인 부총독 데 레이바에 의해 세인트루이스에서, 그리고 클라크 중령에 의해 카호키아에 있는 버지니아 카운티 법원에서 격퇴되었다. 디트로이트에서 버드 지휘 아래의 영국군 이니셔티브는 클라크의 접근 소문으로 종료되었다. 리킹강 계곡에서의 폭력 규모는 "변경 지역 기준에서도" 극심했다. 이는 영국군과 그들이 고용한 독일 군인들이 오대호로 철수하자 클라크의 민병대에 합류한 영국과 독일 정착촌으로 이어졌다. 미국은 8월 매드강을 따라 대규모 공세를 펼쳐 피콰 전투에서 일부 성공을 거두었지만, 인디언 습격은 끝나지 않았다.
프랑스 군인 오귀스탱 드 라 발름은 캐나다 민병대를 이끌고 디트로이트를 점령하려 했지만, 11월 5일 마이애미 원주민들이 리틀 터틀의 지휘 아래 야영 중인 정착민들을 공격하자 병력이 분산되었다. 서부에서의 전쟁은 디트로이트에 주둔한 영국군과 영국과 동맹을 맺은 인디언들의 저항에 맞서 오하이오강 북쪽으로 서부 정착지를 확장하는 버지니아군으로 교착 상태에 빠졌다.
1781년, 갈베스와 폴록은 걸프 연안을 따라 동쪽으로 진격하여 영국군이 점령한 모빌과 펜사콜라를 포함한 서플로리다를 확보했다. 스페인군의 작전은 영국이 인디언 동맹군에게 무기를 공급하는 것을 방해하여 미시시피강과 애팔래치아산맥 사이의 정착민들을 공격하기 위한 군사 동맹을 효과적으로 중단시켰다.
1782년, 이 지역에서 정착민과 원주민 간의 대규모 보복이 발생했으며, 여기에는 그나덴후텐 학살과 크로퍼드 원정이 포함되었다. 1782년 블루릭스 전투는 전쟁의 마지막 주요 교전 중 하나였다. 영국과 미국 간의 조약 소식은 그해 늦게 도착했다. 이 시점까지 켄터키주 정착민의 약 7%가 원주민과의 전투에서 사망했으며, 이는 13개 식민지 인구의 1%가 사망한 것과 대조된다. 남아있는 불만은 전쟁이 공식적으로 끝난 후에도 서부에서 계속되는 전투로 이어졌다.

### 영국군의 패배

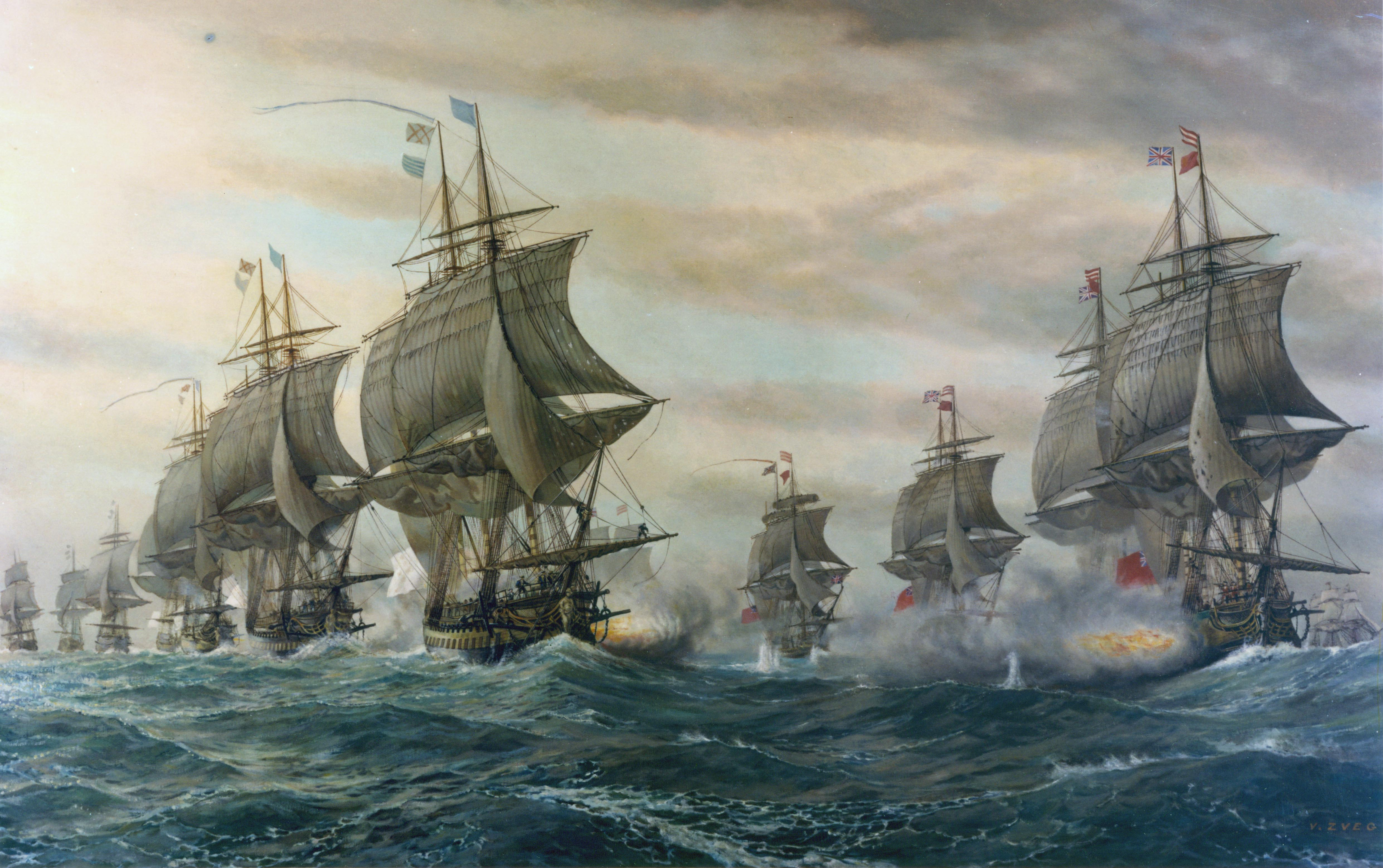
1781년 9월 5일 체사피크만 해전에서 프랑스 해군 함대(왼쪽)가 영국군과 교전하는 모습

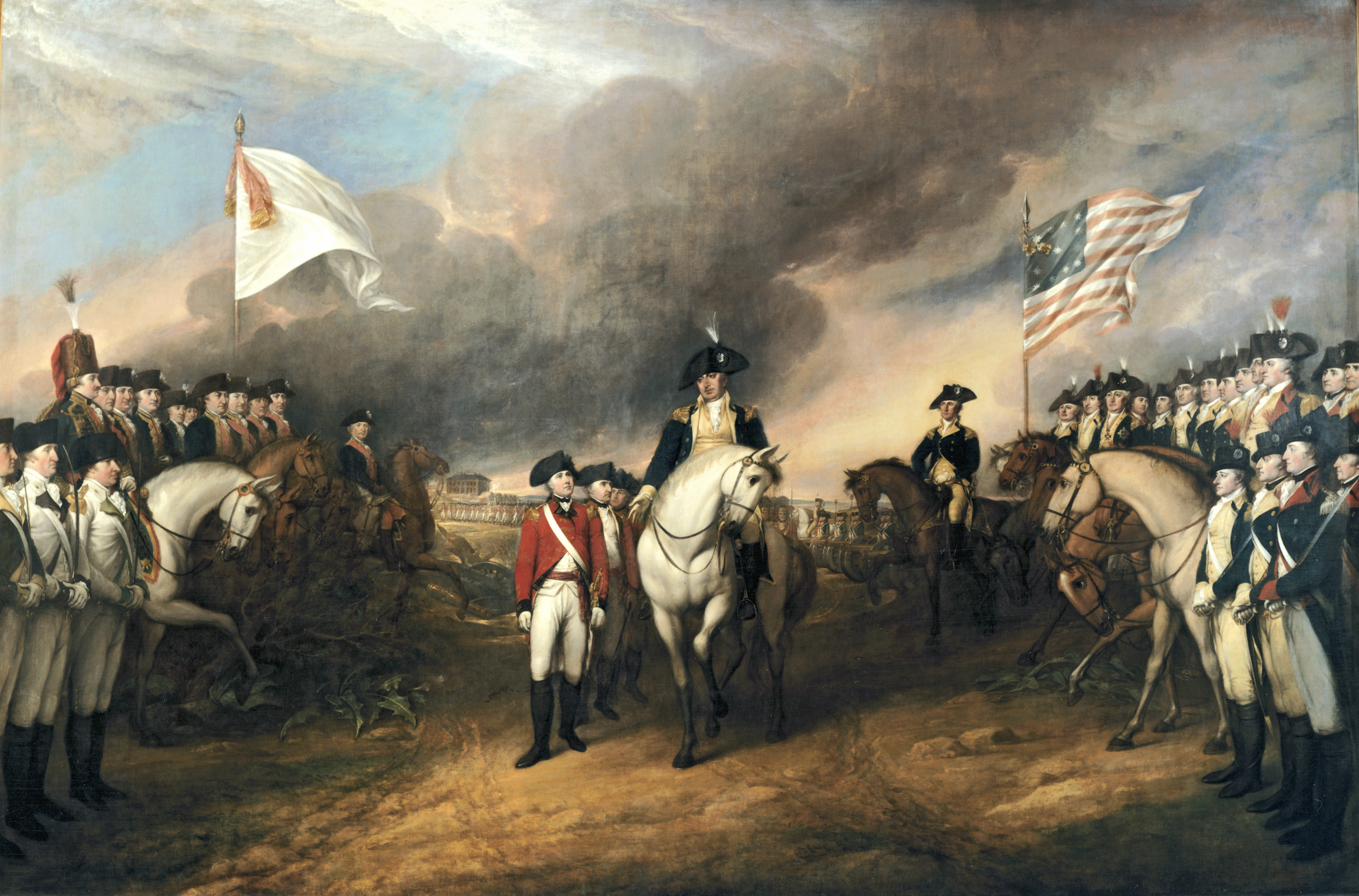
1781년 10월 요크타운에서 항복하는 영국군 콘월리스 장군

클린턴은 1781년 대부분을 뉴욕에 머물렀다. 그는 일관성 있는 작전 전략을 수립하는 데 실패했는데, 이는 부분적으로 마리엇 아버스넛 제독과의 어려운 관계 때문이었다. 찰스턴에서 콘월리스는 버지니아에서의 공세적인 작전 계획을 독자적으로 개발했는데, 이는 캐롤라이나의 그린 군대를 고립시키고 남부에서의 애국파 저항을 붕괴시킬 수 있기를 바랐다. 이 전략은 런던의 저메인 경의 승인을 받았지만, 클린턴에게는 통보되지 않았다.
워싱턴과 로샹보는 그들의 선택지를 논의했다. 워싱턴은 뉴욕의 영국군을 공격하고 싶어 했고, 로샹보는 콘월리스의 병력이 덜 확고한 버지니아주의 영국군을 공격하고 싶어 했다. 워싱턴은 결국 양보했고, 라파예트는 프랑스-미국 연합군을 이끌고 버지니아로 진격했다. 클린턴은 그의 움직임을 뉴욕 공격 준비로 오해했고, 콘월리스에게 요새화된 해상 기지를 건설하여 왕립 해군이 뉴욕 방어를 돕기 위해 영국군을 철수시킬 수 있도록 지시했다.
라파예트가 버지니아로 진입하자 콘월리스는 클린턴의 명령에 따라 요크타운으로 철수하여 강력한 방어 시설을 건설하고 철수를 기다렸다. 스페인 해군이 프랑스령 서인도 제도를 방어하기로 합의하면서 드 그라스 제독은 대서양 연안으로 이동할 수 있었고, 아버스넛은 이를 예상하지 못했다. 이는 라파예트에게 해군 지원을 제공했으며, 뉴포트뉴스와 서배너에서의 이전 합동 작전 실패는 그들의 협력이 더 신중하게 계획되었음을 의미했다. 부하들의 거듭된 독려에도 불구하고 콘월리스는 포위선이 구축되기 전에 라파예트와 교전하려 시도하지 않았다. 며칠 내로 철수할 것으로 예상했기에 그는 또한 외곽 방어 시설을 포기했는데, 이는 포위자들에게 즉시 점령되어 영국군의 패배를 가속화했다.
8월 31일, 토머스 그레이브스 휘하의 왕립 해군 함대가 뉴욕을 떠나 요크타운으로 향했다. 8월 30일 포위군을 위한 병력과 군수품을 상륙시킨 후, 드 그라스는 체서피크만에 머물면서 9월 5일 그를 가로챘다. 체사피크만 해전은 손실 면에서는 결정적이지 않았지만, 그레이브스는 후퇴할 수밖에 없었고 콘월리스는 고립되었다. 요크강의 글로스터 포인트를 통한 탈출 시도는 악천후로 인해 실패했다. 보급품이 줄어들고 심한 포격을 받던 콘월리스는 10월 16일 워싱턴 장군에게 사절을 보내 항복 협상을 요청했고, 12시간의 협상 끝에 다음 날 항복 조건이 확정되었다. 패배의 책임은 콘월리스, 클린턴, 저메인 사이의 격렬한 공개 토론 주제가 되었다. 클린턴이 궁극적으로 대부분의 비난을 받았고, 나머지 생애를 비교적 무명으로 보냈다.
요크타운 이후, 미국군은 1782년 1월 영국 의회가 더 이상의 북아메리카 공격 작전을 금지하는 법률을 제정함에 따라 영국군의 철수를 용이하게 하기 위해 워싱턴과 클린턴 사이에 체결된 휴전 협정을 감독하는 임무를 맡았다. 파리에서 이루어진 영국-미국 협상은 1782년 11월 잠정 합의 서명으로 이어졌으며, 이는 미국의 독립을 인정하는 것이었다. 의회의 전쟁 목표였던 영국군의 북아메리카 철수와 이 지역의 미국으로의 양도는 동부 해안 도시에서 단계적으로 완료되었다.
미국 남부에서는 그린 장군과 웨인 장군이 1782년 12월 14일 영국군이 찰스턴에서 철수하는 것을 목격했다. 백인과 자유 흑인으로 구성된 왕당파 지방 민병대와 노예를 소유한 왕당파는 노바스코샤와 영국령 서인도 제도로 수송되었다. 영국군의 원주민 동맹군과 일부 해방 흑인들은 미국군의 진영을 통해 아무런 도움 없이 탈출해야 했다.
1783년 4월 9일, 워싱턴은 "모든 적대 행위"를 즉시 중단하라는 명령을 내렸다. 같은 날, 워싱턴과의 합의에 따라 카를턴은 영국군에게 유사한 명령을 내렸다. 1783년 5월 26일 의회 결의에 따라, 모든 하사관 및 사병은 "최종 평화 조약"이 체결될 때까지 "집으로" 휴가를 갔으며, 그 후에는 자동으로 제대될 예정이었다. 미국군은 1783년 6월 2일 워싱턴의 총명령에 따라 현장에서 직접 해산되었다. 1783년 9월 3일 영국과 파리 조약이 체결되자 워싱턴은 대륙군 총사령관직에서 사임했다. 1783년 11월 25일, 뉴욕시의 마지막 영국군 점령은 클린턴의 후임인 가이 칼턴 장군의 철수와 함께 끝이 났다.

## 전략 및 지휘관

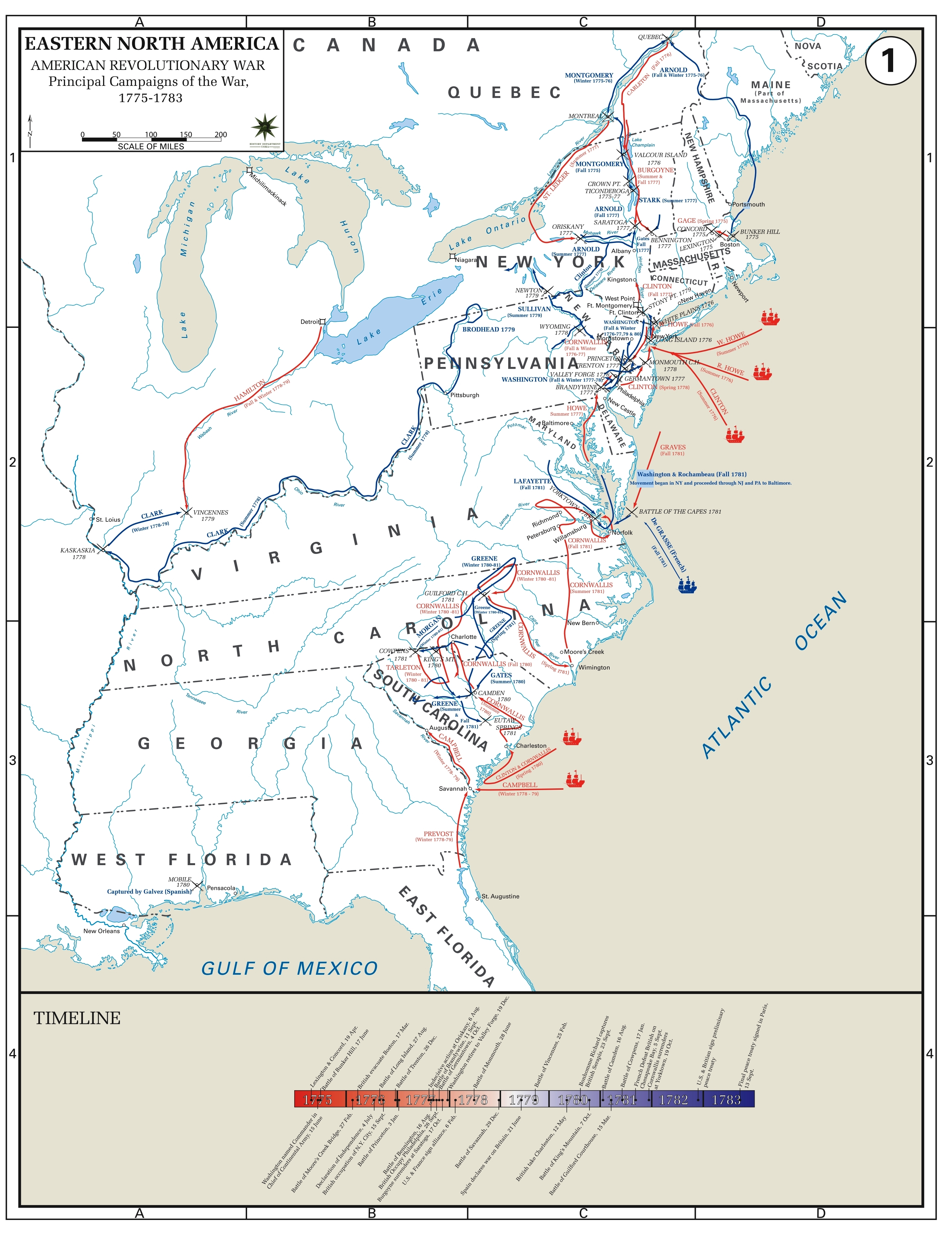
미국 독립 전쟁의 주요 전역 지도로, 붉은색은 영국군 움직임, 푸른색은 미국군 움직임을 나타낸다. 연표는 영국군이 전쟁 전반부에 대부분의 전투에서 승리했지만, 미국군이 후반부에 대부분의 전투에서 승리했음을 보여준다.

반란에서 승리하기 위해 워싱턴과 대륙군은 영국이 싸울 의지를 잃을 때까지 버텨야 했다. 영국령 아메리카를 회복하기 위해 영국은 대륙군을 신속하게 격파하고 제2차 대륙회의가 자치 주장을 철회하도록 강요해야 했다. 시타델의 역사가 테리 M. 메이스는 독립 전쟁 기간 동안 세 가지 다른 유형의 전쟁을 식별한다. 첫 번째는 제국 무역 규제에 대한 반대가 조세 정책만큼이나 중요했던 식민지 분쟁이었다. 두 번째는 미국 애국파, 미국 왕당파, 그리고 중립을 선호했던 사람들 사이의 내전이었다. 특히 남부에서는 영국군의 개입 없이 애국파와 왕당파 사이에서 많은 전투가 벌어졌고, 이는 독립 후에도 계속되는 분열로 이어졌다.
세 번째 요소는 프랑스, 스페인, 네덜란드 공화국, 그리고 영국 간의 전세계적 전쟁이었으며, 미국은 여러 전선 중 하나였다. 1778년 독립 전쟁에 참전한 후, 프랑스는 미국에게 돈, 무기, 병사, 해군 지원을 제공했으며, 프랑스군은 북아메리카에서 미국 지휘 아래 싸웠다. 스페인은 공식적으로 미국 전쟁에 참여하지는 않았지만, 미시시피강 접근권을 제공하고 멕시코만의 영국 영토를 점령하여 영국 왕립 해군에게 기지를 제공하지 못하게 했으며, 유럽에서는 메노르카섬을 되찾고 지브롤터를 포위했다. 네덜란드 공화국은 1774년 이전에는 더 이상 주요 강대국이 아니었지만, 여전히 유럽 운송 무역을 지배했으며, 네덜란드 상인들은 프랑스가 공급한 군수품을 애국파에게 운송하여 큰 이익을 얻었다. 이는 영국이 1780년 12월 전쟁을 선포하면서 끝났고, 이 분쟁은 네덜란드 경제에 치명적이었다.

### 미국 전략
제2차 대륙회의는 혁명이 장기화된 전쟁으로 발전할 경우 이점을 얻을 수 있었다. 식민지 주 인구는 대체로 부유했으며, 영국으로부터의 수입보다는 현지 생산에 식량과 보급품을 의존했다. 13개 식민지는 북아메리카 대서양 연안 대부분, 즉 1,000마일에 걸쳐 퍼져 있었다. 대부분의 식민지 농장은 해항에서 멀리 떨어져 있었고, 네다섯 개의 주요 항구를 통제한다고 해서 영국이 미국 내륙 지역을 통제할 수는 없었다. 각 주에는 자체적인 내부 유통 시스템이 구축되어 있었다. 동기 부여 또한 중요한 자산이었다. 각 식민지 수도에는 자체 신문과 인쇄업자가 있었고, 애국파는 왕당파보다 더 많은 대중적 지지를 얻었다. 영국은 왕당파가 대부분의 전투를 담당할 것이라고 기대했지만, 왕당파가 기대만큼 크게 참여하지 않는다는 것을 알게 되었다.

#### 대륙육군

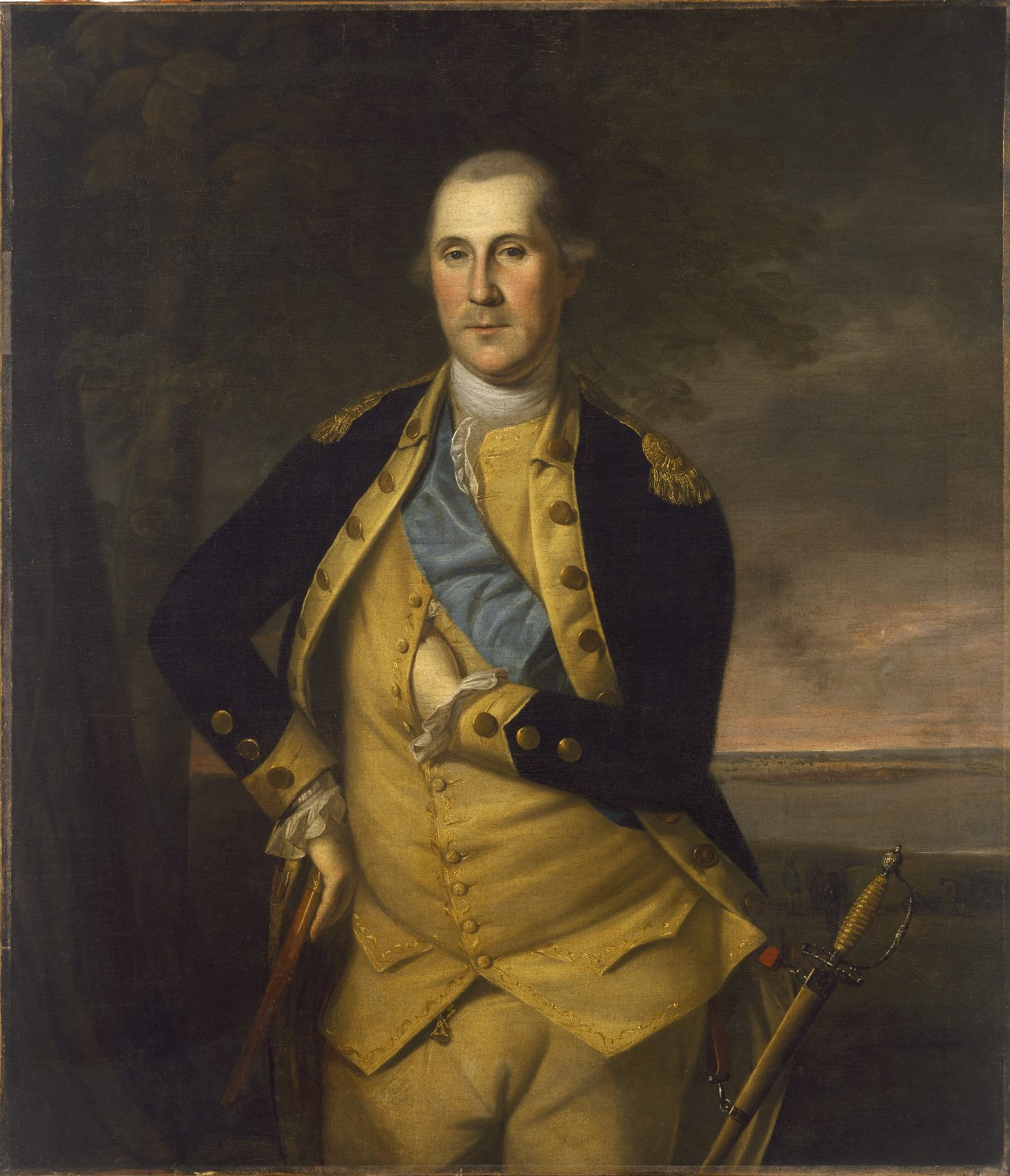
1776년 찰스 윌슨 필이 그린 조지 워싱턴의 초상화로, 현재 브루클린 미술관에 소장되어 있다.

독립 전쟁이 시작되었을 때, 제2차 대륙회의는 전문적인 육군이나 해군을 보유하고 있지 않았다. 그러나 각 식민지는 프랑스와 인디언 전쟁에서 영국 정규군을 지원하며 전투 경험을 쌓은 오래된 지방 민병대 체계를 가지고 있었다. 식민지 주 의회들은 독립적으로 지역 민병대의 자금을 지원하고 통제했다.
민병대는 무장이 가벼웠고, 훈련이 거의 없었으며, 보통 제복도 없었다. 그들의 부대는 한 번에 몇 주 또는 몇 달 동안만 복무했으며, 더 경험 많은 병사들의 훈련과 규율이 부족했다. 지역 카운티 민병대는 집에서 멀리 떨어진 곳으로 이동하는 것을 꺼렸고, 장기 작전에는 사용할 수 없었다. 이를 보완하기 위해 대륙회의는 1775년 6월 14일 대륙군으로 알려진 정규군을 창설했으며, 이는 현대 미국 육군의 기원이 되었고, 워싱턴을 총사령관으로 임명했다. 그러나 대륙군은 효과적인 훈련 프로그램과 대체로 경험 없는 장교 부족으로 인해 심각한 어려움을 겪었다. 각 주 의회는 카운티 및 주 민병대와 그들의 연대 대륙군 장교를 임명했다. 워싱턴은 의회의 임명을 수락해야 했지만, 그린과 같은 자신의 장군들을 선택하고 지휘할 수 있었고, 포병대장 녹스, 참모장 알렉산더 해밀턴도 선택할 수 있었다. 워싱턴의 가장 성공적인 장군 장교 모집 중 한 명은 슈토이벤으로, 프로이센 참모진의 베테랑이었던 그는 혁명 전쟁 훈련 매뉴얼을 작성했다. 대륙군의 발전은 항상 진행 중인 작업이었으며, 워싱턴은 전쟁 내내 자신의 정규군과 주 민병대를 모두 사용했다. 적절히 사용될 때, 이 조합은 콩코드, 보스턴, 베닝턴, 새러토가 전투에서처럼 소규모 영국군을 압도할 수 있게 했다. 양측은 게릴라전을 사용했지만, 영국 정규군이 없는 지역에서는 주 민병대가 왕당파 활동을 효과적으로 진압했다.
워싱턴은 의회와 협력하여 전반적인 군사 전략을 설계하고, 군사 문제에서 민간 우위의 원칙을 확립했으며, 직접 고위 장교단을 모집하고, 주들이 공동 목표에 집중하도록 했다. 워싱턴은 처음에는 경험 없는 장교들과 훈련되지 않은 병사들을 파비우스 전략에 투입하여 영국의 전문 병력에 대한 전면 공격을 피했다. 전쟁 기간 동안 워싱턴은 승리한 전투보다 패배한 전투가 더 많았지만, 그는 결코 병사들을 항복시키지 않았고 영국 야전군에 맞서 싸우는 군대를 유지했다.
유럽의 지배적인 기준에 따르면, 아메리카 대륙의 군대는 보급품 부족과 물류 문제로 인해 비교적 작았다. 영국은 병력을 대서양을 건너 수송하는 물류적 어려움과 현지 보급품에 대한 의존으로 인해 제약을 받았다. 워싱턴은 직접 17,000명 이상의 병력을 지휘한 적이 없으며, 요크타운에서의 결정적인 미국 승리에서 프랑스-미국 연합군은 약 19,000명에 불과했다. 1776년 초, 애국파 병력은 20,000명으로 구성되었으며, 3분의 2는 대륙군에, 나머지 3분의 1은 주 민병대에 소속되어 있었다. 전쟁 기간 동안 약 250,000명의 미국 남성들이 혁명 대의를 위해 정규군 또는 민병대로 복무했지만, 언제든 동시에 무기를 든 병력은 90,000명을 넘지 않았다.
대체적으로 미국 장교들은 전술과 기동에서 영국군 상대방에 결코 비할 바 없었고, 대부분의 야전 전투에서 패배했다. 보스턴(1776), 새러토가(1777), 요크타운(1781)에서의 큰 성공은 영국군을 기지에서 멀리 떨어진 곳에서 더 많은 병력으로 포위하여 승리한 것이었다. 1778년 이후 워싱턴의 군대는 더욱 규율 있고 효과적인 군대로 변모했는데, 이는 주로 바론 폰 슈토이벤의 군사 훈련 덕분이었다. 대륙군이 1778년 6월 밸리 포지에서 나온 직후, 몬머스 전투에서 영국군과 대등한 군사적 능력을 보여주었는데, 여기에는 로드아일랜드의 흑인 연대가 영국군의 총검 공격을 막아내고 워싱턴 군대의 일부로서 영국군에 반격한 것이 포함된다. 몬머스 전투 이후 워싱턴은 도시 전체를 구하는 것이 필수는 아니며, 군대를 보존하고 혁명 정신을 유지하는 것이 더 중요하다는 것을 깨달았다. 워싱턴은 당시 제2차 대륙회의 의장이었던 헨리 로렌스에게 "우리가 전장에 군대를 가지고 있는 한, 우리 도시를 소유하는 것은 그들에게 거의 소용이 없을 것"이라고 알렸다.
대륙회의는 전쟁 노력을 담당하고 병력에게 보급품을 제공했지만, 워싱턴은 의회와 주 의회에 전쟁 필수품을 제공하도록 압력을 가하는 임무를 맡았다. 그러나 충분한 보급품은 결코 없었다. 의회는 위원회 감독을 발전시키고 군사 구성원을 포함하는 전쟁 위원회를 설립했다. 전쟁 위원회 역시 자체 내부 절차에 얽매인 위원회였기 때문에 의회는 1781년 2월 전쟁장관 직책을 신설하고 벤저민 링컨 소장을 임명했다. 워싱턴은 링컨과 긴밀히 협력하여 민간 및 군사 당국을 조율하고 군대 훈련 및 보급을 담당했다.

#### 대륙해군

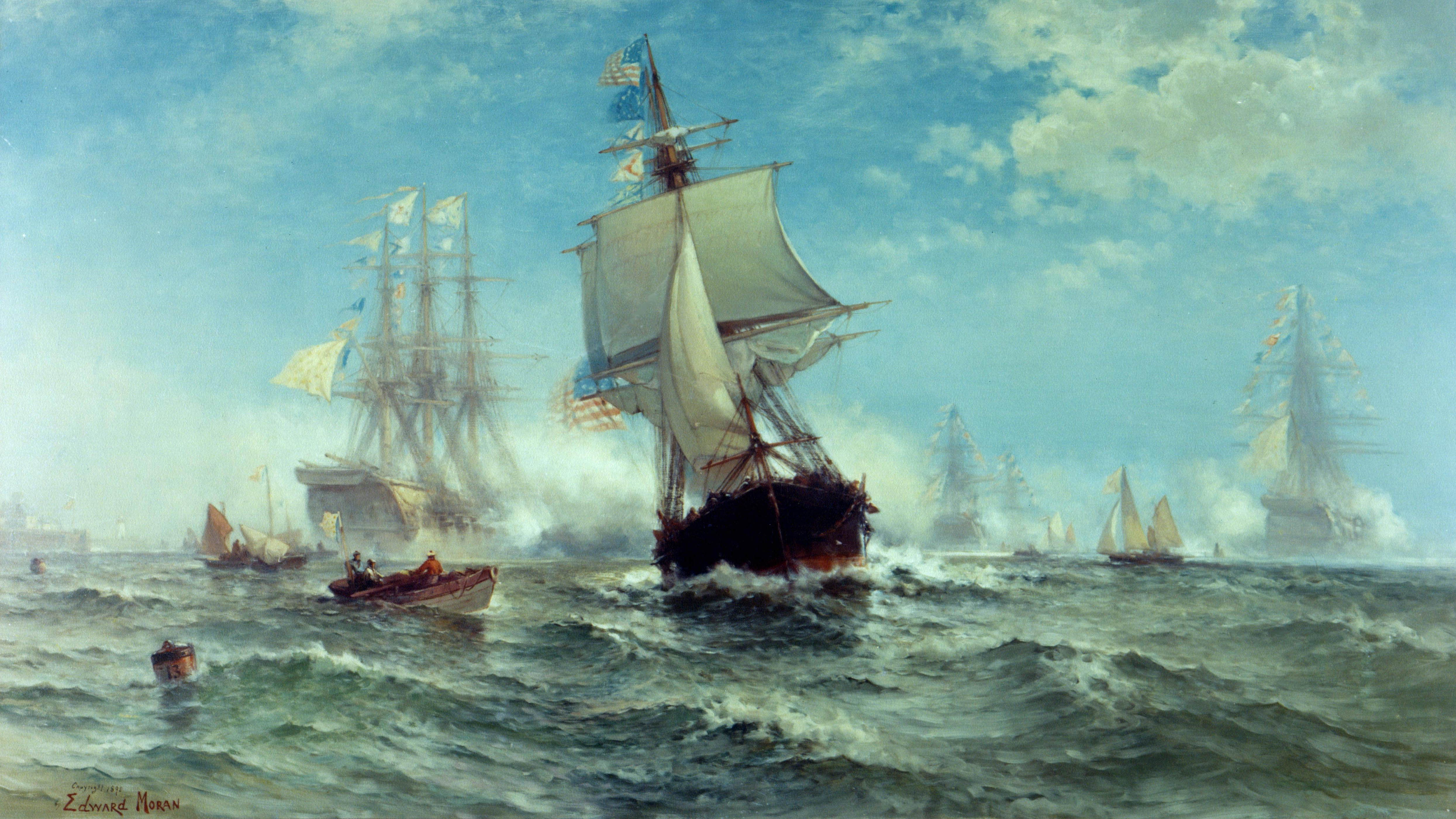
USS 레인저, 존 폴 존스 함장이 지휘

전쟁 첫 여름 동안 워싱턴은 보스턴에서 영국군에 보급하는 선박을 습격하기 위해 스쿠너 및 기타 소형 항해 선박을 장비하기 시작했다. 제2차 대륙회의는 1775년 10월 13일 대륙 해군을 창설하고 에섹 홉킨스를 초대 사령관으로 임명했다. 전쟁 대부분 동안 대륙 해군은 소수의 소형 프리깃과 슬루프만 보유하고 있었으며, 사략선들의 지원을 받았다. 1775년 11월 10일, 의회는 대륙해병대의 창설을 승인했으며, 이는 궁극적으로 미국 해병대로 발전했다.
존 폴 존스는 1778년 4월 24일 HMS 드레이크를 나포하여 영국 해역에서 미국 군함의 첫 승리를 거두면서 최초의 미국 해군 영웅이 되었다. 마지막 승리는 존 배리 대위가 지휘하는 프리깃함 USS 얼라이언스에 의해 이루어졌다. 1783년 3월 10일, 얼라이언스호는 아바나에서 필라델피아 의회로 스페인 금을 호위하는 동안 HMS 시빌과 45분간의 포격전에서 우위를 점했다. 요크타운 이후 모든 미 해군 함선은 매각되거나 양도되었고, 이는 미국 역사상 처음으로 대양에 전투 병력이 없는 시기였다.
의회는 주로 비용을 절감하고 영국 제국 내 식민지 선원들의 높은 비율을 활용하기 위해 사략선에 특허를 부여했다. 총 1,700척의 선박이 2,283척의 적함을 성공적으로 나포하여 영국군의 노력에 손해를 입히고 화물 판매 및 선박 자체 판매 수익으로 이익을 얻었다. 전쟁 기간 동안 약 55,000명의 선원들이 미국 사략선에서 복무했다.

### 프랑스
전쟁 초기에 미국은 주요 국제 동맹국이 없었는데, 대부분의 민족 국가들이 분쟁이 어떻게 전개되는지 지켜보고 있었기 때문이었다. 시간이 지나면서 대륙군은 군사적 신뢰를 확립했다. 베닝턴 전투, 새러토가 전투와 같은 전투들, 심지어 게르만타운 전투와 같은 패배들도 프랑스, 스페인, 네덜란드 공화국과 같은 강력한 유럽 국가들의 지원을 얻는 데 결정적인 역할을 했다. 네덜란드는 미국에 무기와 보급품을 은밀히 공급하는 것에서 공개적으로 지원하는 것으로 전환했다.
새러토가에서의 미국군의 결정적인 승리는 영국의 오랜 라이벌이었던 프랑스가 미국에 미국-프랑스 우호 통상 조약을 제안하도록 설득했다. 양국은 또한 무역을 보호하고 영국으로부터 미국의 독립을 보장하기 위한 방어 동맹 조약에 동의했다. 미국을 프랑스의 군사 동맹국으로 참여시키기 위해, 이 조약은 영국이 프랑스와의 무역을 중단시키기 위해 프랑스에 대한 전쟁을 시작하는 것을 조건으로 했다. 스페인과 네덜란드 공화국은 프랑스와 미국 양측으로부터 조약에 참여하도록 초대받았지만, 어느 쪽도 요청에 응하지 않았다.
1778년 6월 13일, 프랑스는 영국에 전쟁을 선포했고, 프랑스의 미국과의 군사 동맹을 발동하여 카리브 제도에 있는 프랑스 영토에 대한 추가적인 미국의 사적 지원을 확보했다. 워싱턴은 프랑스가 미국에 보낼 병사와 해군과 긴밀히 협력했으며, 주로 그의 참모인 라파예트를 통해 협력했다. 프랑스의 지원은 1781년 요크타운에서 콘월리스를 물리치는 데 필요한 결정적인 기여를 했다.

### 영국군 전략
영국군은 북아메리카에서 상당한 전투 경험을 가지고 있었다. 그러나 이전 분쟁에서는 현지 물류와 식민지 민병대의 지원을 통해 이점을 얻었다. 미국 독립 전쟁에서는 유럽에서 증원군이 와야 했고, 그런 먼 거리에 대규모 군대를 유지하는 것은 극도로 복잡했다. 선박은 대서양을 횡단하는 데 3개월이 걸릴 수 있었고, 런던에서 오는 명령은 도착할 때쯤에는 종종 시대에 뒤떨어진 것이었다.
분쟁 이전에 식민지들은 대체로 자치적인 경제 및 정치 실체였으며, 궁극적으로 전략적으로 중요한 중앙 집중된 지역이 없었다. 이는 유럽에서 수도가 함락되면 전쟁이 종종 끝났던 것과 달리, 미국에서는 의회의 소재지였던 필라델피아, 뉴욕, 찰스턴과 같은 주요 정착지 상실 후에도 전쟁이 계속되었다는 것을 의미했다. 영국의 힘은 왕립 해군에 의존했으며, 그들의 지배력은 자체 원정군을 재보급하는 동시에 적 항구 접근을 차단할 수 있게 했다. 그러나 미국 인구의 대다수는 도시가 아닌 농업에 종사했으며, 프랑스 해군과 네덜란드령 카리브에 기반을 둔 봉쇄 돌파선들의 지원을 받아 그들의 경제는 살아남을 수 있었다.
1770년부터 수상으로 재임한 노스 경은 북아메리카에서의 전쟁 통제를 조지 저메인 경과 1771년부터 1782년까지 영국 해군본부 제1대신을 지낸 샌드위치 백작에게 위임했다. 1777년 새러토가에서의 패배는 특히 1778년 2월 프랑스-미국 동맹 이후 반란이 쉽게 진압되지 않을 것임을 분명히 보여주었다. 스페인도 분쟁에 참여할 것으로 예상되면서, 왕립 해군은 미국 또는 유럽에서의 전쟁 중 하나를 우선시해야 했다. 저메인은 전자를, 샌드위치는 후자를 주장했다.
노스는 처음에는 상업적인 북부와 노예를 소유한 남부 간의 분열을 이용하려는 남부 전략을 지지했지만, 요크타운에서의 패배 이후 이 정책이 실패했음을 받아들일 수밖에 없었다. 전쟁은 패배했음이 분명했지만, 왕립 해군은 1781년 11월 프랑스가 함대를 카리브해로 이동시키도록 강요했고, 미국 무역에 대한 엄격한 봉쇄를 재개했다. 그 결과로 인한 경제적 피해와 물가 상승은 미국이 이제 전쟁을 끝내기를 열망하게 만들었으며, 프랑스는 더 이상 대출을 제공할 수 없었고, 의회는 더 이상 병사들에게 급여를 지불할 수 없었다.
식민지의 지리적 규모와 제한된 인력으로 인해 영국은 지역 지원 없이는 군사 작전을 수행하고 동시에 영토를 점령할 수 없었다. 그들의 패배가 불가피했는지에 대한 논쟁은 계속된다. 한 영국 정치가는 이를 "지도를 정복하려는 시도와 같다"고 묘사했다. 펄링은 애국파의 승리가 기적에 불과하다고 주장하는 반면, 엘리스는 특히 하우가 1776년에 결정적인 영국군의 성공 기회를 낭비한 후에는 항상 미국인들에게 유리한 상황이었다고 주장하며, 이는 "다시는 오지 않을 기회"였다고 말한다. 미군 역사는 1780년에 10,000명의 신병을 추가로 투입했다면 영국군의 승리가 "가능성의 범위 내"에 있었을 것이라고 추측한다.

#### 영국 육군

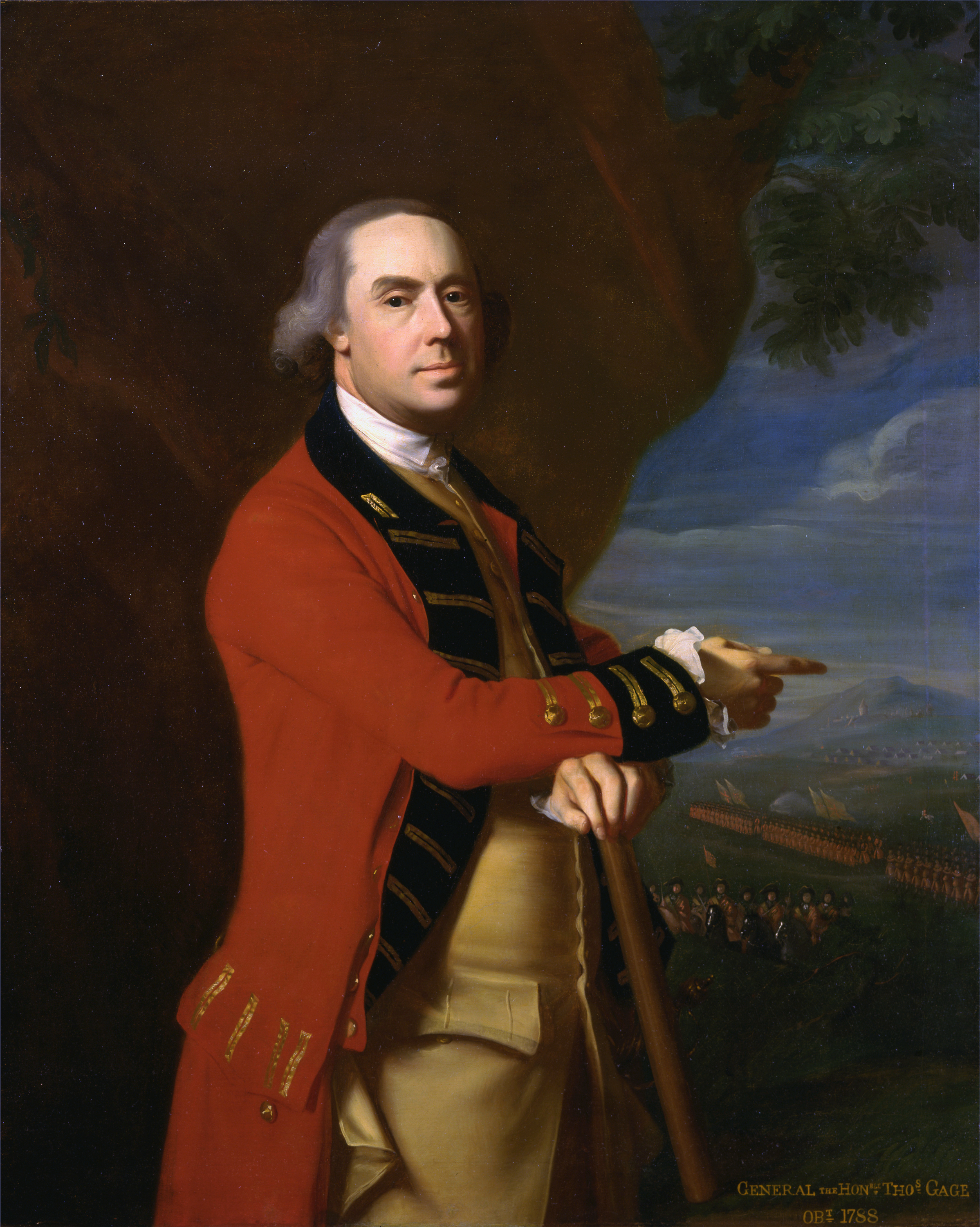
1763년부터 1775년까지 영국 육군 사령관을 지낸 토머스 게이지 경

1763년 프랑스가 북아메리카에서 축출된 후 식민지에 주둔한 영국군 병력은 급격히 감소했다. 1775년에는 280만 명의 민간인 인구 중 정규군 병사는 8,500명에 불과했다. 아메리카 대륙의 군사 자원은 대부분 카리브해의 설탕 섬 방어에 집중되었는데, 자메이카만 해도 13개 식민지 전체를 합친 것보다 더 많은 수입을 창출했다. 7년 전쟁이 끝나면서 영국 본토의 상비군도 축소되었고, 이는 10년 후 전쟁이 시작되었을 때 행정적 어려움을 초래했다.
전쟁 기간 동안 총 네 명의 영국군 총사령관이 있었다. 첫 번째는 1763년에 임명된 토머스 게이지로, 그의 초기 목표는 캐나다의 옛 프랑스 지역에 영국 통치를 확립하는 것이었다. 런던의 많은 사람들은 그의 초기 강경 조치 실패를 반란의 원인으로 돌렸고, 그는 벙커 힐 전투에서 막대한 손실을 입은 후 해임되었다. 그의 후임은 윌리엄 하우 경으로, 노스 경이 주장한 강압 정책에 반대했던 의회의 휘그당 소속이었다. 나중에 요크타운에서 항복한 콘월리스는 처음에는 북아메리카에서 복무를 거부했던 많은 고위 장교 중 한 명이었다.
1775년 캠페인은 영국군이 자국 병력의 능력을 과대평가하고 식민지 민병대를 과소평가했음을 보여주었으며, 전술과 전략의 재평가가 필요했고, 애국파가 주도권을 잡게 했다. 하우의 책임은 여전히 논쟁 중이다. 많은 증원군을 받았음에도 불구하고, 벙커 힐 전투는 그의 자신감에 영구적인 영향을 미친 것으로 보이며, 전술적 유연성 부족으로 인해 기회를 자주 놓쳤다. 그의 많은 결정은 보급 문제 때문으로 돌려졌는데, 예를 들어 워싱턴의 패퇴한 군대를 추격하지 못한 것 등이다. 부하들의 신뢰를 잃은 그는 새러토가에서 버고인이 항복한 후 소환되었다.
칼라일 평화위원회의 실패 이후, 영국 정책은 애국파를 화해시켜야 할 신민으로 취급하는 것에서 물리쳐야 할 적으로 취급하는 것으로 바뀌었다. 1778년, 하우는 헨리 클린턴 경으로 교체되었다. 전술과 전략의 전문가로 평가받는 그는, 전임자들과 마찬가지로 만성적인 보급 문제로 어려움을 겪었다. 게다가 클린턴의 전략은 런던의 정치적 상급자들과 북아메리카의 동료들, 특히 1781년 초 로드니로 교체된 마리엇 아버스넛 제독과의 갈등으로 인해 타협되었다. 그는 저메인이 1781년 남부 침공을 승인했을 때 통보받거나 협의하지 않았으며, 워싱턴 군대의 대부분이 아직 뉴욕 외곽에 있다고 믿어 증원군 파견을 지연시켰다. 요크타운에서의 항복 이후, 클린턴은 카를턴으로 교체되었는데, 그의 주요 임무는 서배너, 찰스턴, 뉴욕시에서 왕당파와 영국군을 철수시키는 것을 감독하는 것이었다.

#### 독일군 병력

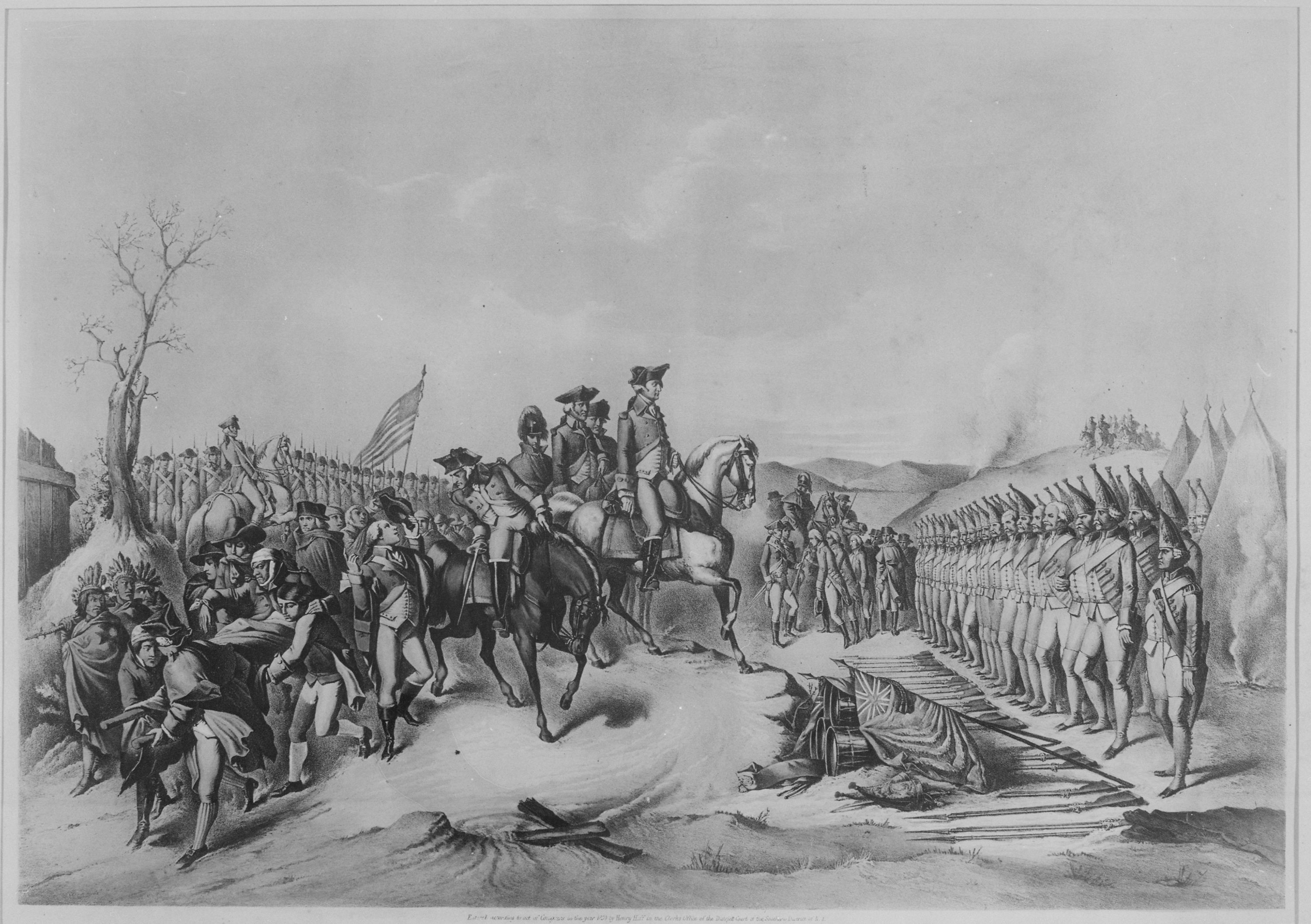
1776년 12월 트렌턴 전투에서 조지 워싱턴의 승리 후 항복하는 헤센군 병력

18세기에는 국가들이 외국 군인을 고용하는 것이 일반적이었으며, 영국도 그러했다. 미국에서의 반란을 진압하는 데 추가 병력이 필요하다는 것이 분명해지자, 직업 독일 군인을 고용하기로 결정되었다. 여기에는 여러 가지 이유가 있었는데, 애국파의 대의에 대한 대중의 동정심, 영국군 확장에 대한 역사적 거부감, 그리고 새로운 연대를 모집하고 훈련하는 데 필요한 시간 등이 포함되었다. 신성 로마 제국의 많은 소국들은 가장 높은 입찰자에게 군대를 임대하는 오랜 전통이 있었다. 가장 중요한 국가는 "용병 국가"로 알려진 헤센카셀이었다.
첫 보급 협정은 1775년 말 노스 행정부에 의해 체결되었다. 미국 전쟁에서는 30,000명의 독일인이 복무했다. 일반적으로 "헤센병"으로 통칭되었지만, 그들은 하노버와 브라운슈바이크를 포함한 많은 다른 주 출신이었다. 헨리 클린턴 경은 오스만 제국과의 전쟁에서 러시아군을 높이 평가했기 때문에 러시아군을 모집할 것을 권고했지만, 예카테리나 2세와의 협상은 거의 진전이 없었다.
이전 전쟁들과 달리 이들의 사용은 영국, 프랑스, 심지어 독일에서도 격렬한 정치적 논쟁을 불러일으켰는데, 프리드리히 대왕은 미국 전쟁을 위해 고용된 병력의 영토 통과를 거부했다. 1776년 3월, 이 협정들은 의회에서 휘그당에 의해 이의가 제기되었는데, 휘그당은 전반적인 "강압"과 "영국 신민"을 진압하기 위한 외국 군인의 사용에 반대했다. 이 논쟁들은 미국 신문에서 자세히 다루어졌다. 1776년 5월, 그들은 영국 동조자들이 런던에서 북아메리카로 밀수한 조약 자체의 사본을 받았다.
식민지에서 외국 독일 군인들이 사용될 가능성은 세금 및 기타 법률을 합친 것보다 더 독립에 대한 지지를 강화시켰다. 국왕은 자신의 신민들에게 전쟁을 선포한 혐의를 받았고, 이는 이제 두 개의 별개의 정부가 존재한다는 생각으로 이어졌다. 영국이 전쟁에 전념하고 있음을 분명히 보여줌으로써, 화해의 희망은 순진하고 절망적인 것으로 보였고, "외국 용병"으로 간주되는 군인들의 고용은 독립선언에서 조지 3세에게 제기된 혐의 중 하나가 되었다. 독일 내에서 헤센병의 잔혹한 명성은 독일계 미국인 이민자들 사이에서 애국파의 대의에 대한 지지를 높였다.
15만 명 이상의 독일계 미국인의 존재는 양측 모두 독일 군인들이 탈영하도록 설득될 수 있다고 생각하게 만들었다. 클린턴이 러시아군 고용을 제안한 이유 중 하나는 그들이 탈영할 가능성이 적다고 느꼈기 때문이었다. 1776년 8월 첫 독일군이 스태튼아일랜드에 도착했을 때, 의회는 애국파의 대의에 참여하려는 모든 사람에게 토지와 시민권을 약속하는 전단지 발행을 승인했다. 영국은 탈영병이 처형될 수 있다고 주장하는 반대 캠페인을 시작했다. 독일군 사이의 탈영은 전쟁 내내 발생했으며, 요크타운에서의 항복과 파리 조약 사이에 가장 높은 탈영률을 보였다. 독일 연대들은 영국군의 전쟁 노력에 핵심적인 역할을 했다. 미국으로 파견된 약 3만 명 중 약 1만3천 명이 사상자가 되었다.

## 내전으로서의 혁명

### 왕당파

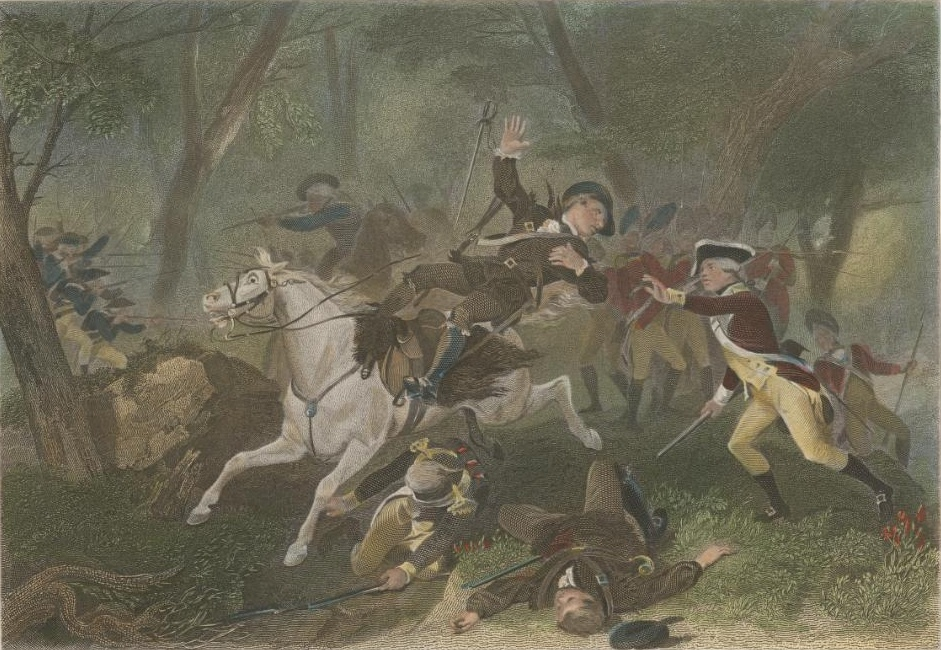
1780년 킹스 마운틴 전투에서 미국 애국파가 왕당파를 격파하여 애국파의 사기를 높였다.

부유한 왕당파는 영국 정부에게 대부분의 식민지 주민들이 왕실에 동정적이라고 확신시켰다. 결과적으로 영국군 계획자들은 왕당파 모집에 의존했지만, 애국파가 광범위한 지지를 받고 있었기 때문에 충분한 병력을 모집하는 데 어려움을 겪었다. 약 25,000명의 왕당파가 전쟁 내내 영국을 위해 싸웠다. 왕당파는 식민지 인구의 약 20%를 차지했지만, 그들은 특정 공동체에 집중되어 있었다. 그들 중 다수는 타이더워터 지역과 사우스캐롤라이나의 대규모 농장주들 사이에 살고 있었다.
1777년~1778년 영국군이 내륙 지역을 탐색하기 시작했을 때, 그들은 주요 문제에 직면했다. 즉, 조직적인 왕당파 활동은 영국 정규군의 지속적인 주둔을 필요로 한다는 것이었다. 영국이 미국에 보유한 가용 인력은 왕당파 영토를 보호하고 미국군의 공세에 맞서기에는 불충분했다. 남부의 왕당파 민병대는 인근 애국파 민병대에 의해 끊임없이 패배했다. 킹스 마운틴 전투에서의 애국파 승리는 남부의 왕당파 민병대 능력을 되돌릴 수 없게 만들었다.
초기 전쟁 정책이 하우에 의해 시행되었을 때, 왕실이 왕당파의 지지를 유지해야 할 필요성 때문에 전통적인 반란 진압 방법을 사용할 수 없었다. 1779년 찰스턴 공격 시도 실패 중 영국군이 지역 가옥을 약탈하여 애국파와 왕당파 모두를 격분시키면서 영국군의 대의는 타격을 입었다. 1778년 의회가 칼라일 평화위원회를 거부하고 웨스트민스터가 클린턴의 지휘 하에 "강경 전쟁"으로 전환한 후, 캐롤라이나의 중립 식민지 주민들은 종종 애국파와 동맹을 맺었다. 반대로, 애국파가 재산 파괴나 타르와 깃털 씌우기로 토리당으로 의심되는 사람들을 위협했을 때 왕당파는 지지를 얻었다.
왕당파 민병대 부대인 미국 독립 전쟁 기간 영국군은 영국군에서 가장 우수한 병력 중 일부를 제공했다. 배내스터 탈턴이 지휘했으며, 식민지에서 "잔인하고 불필요한 학살"로 악명 높았다.

### 여성

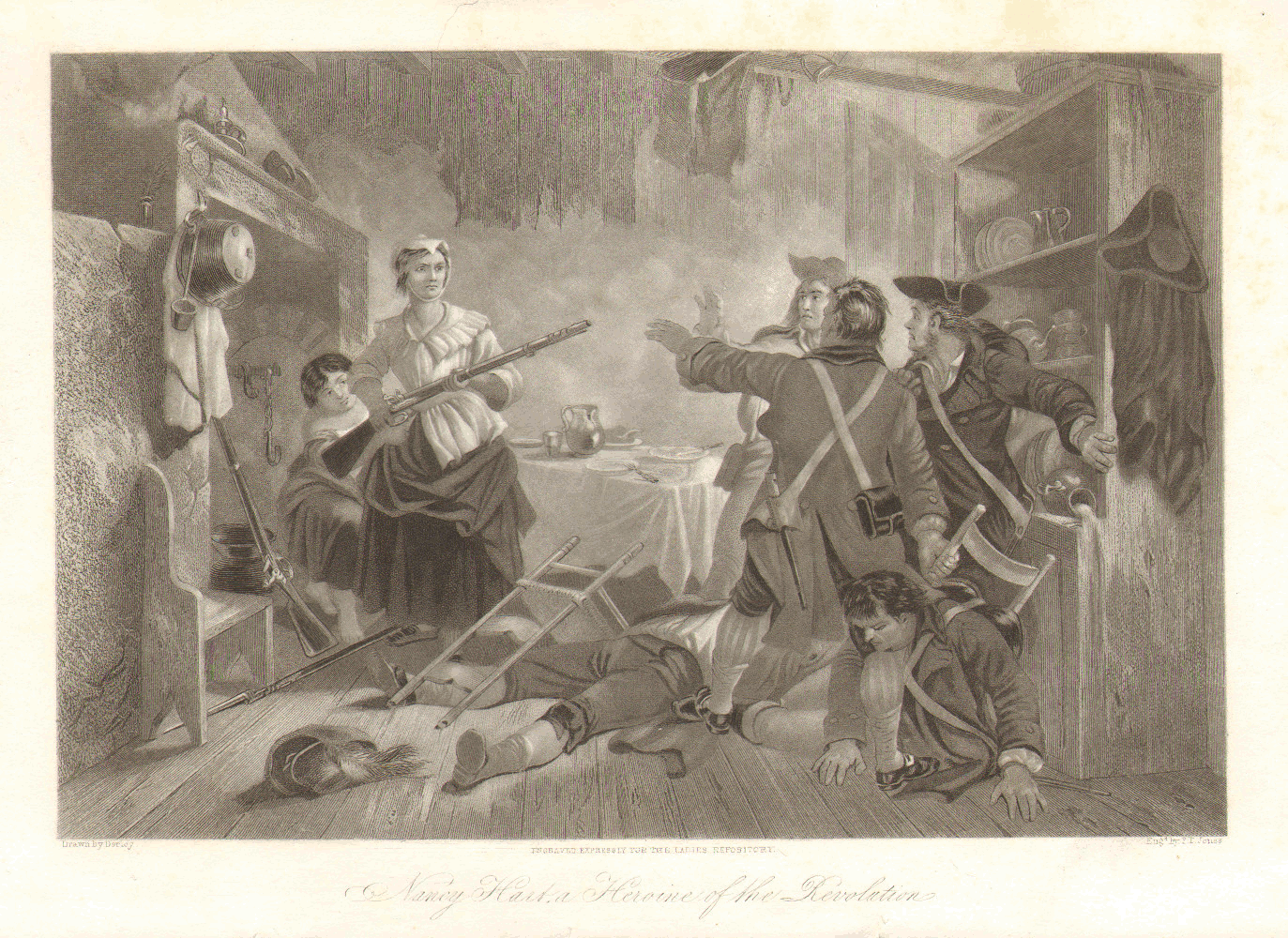
낸시 하트는 집에 난입하여 약탈하려던 여섯 명의 왕당파 병사들을 혼자서 사로잡았다.

여성들은 독립 전쟁 기간 동안 다양한 역할을 수행했다. 허용될 경우 남편과 동행하는 경우가 많았다. 예를 들어, 전쟁 내내 마사 워싱턴은 남편 조지를 방문하여 다양한 미국 진영에서 도움을 제공하는 것으로 알려졌다. 여성들은 종종 병원을 비롯한 야영지에서 물품을 판매하고 필요한 업무를 수행하는 군대 보급원으로 군대를 동반했으며, 전쟁 기간 동안 수천 명에 달했다.
여성들도 군사적 역할을 맡았다. 일부는 남장을 하고 직접 전투를 지원하거나 싸우거나 양측의 스파이 역할을 했다. 안나 마리아 레인은 남편과 함께 군대에 합류했다. 버지니아 총회는 나중에 그녀의 용기를 언급하며, 그녀가 남장을 하고 싸웠고 "비범한 군사적 공적을 세웠으며, 저먼타운 전투에서 심한 부상을 입었다... 병사의 용기로" 싸웠다고 기록했다. 1777년 4월 26일, 시빌 루딩턴은 영국군의 접근을 민병대에 알리기 위해 말을 탔다고 전해지며, 그녀는 "여성 폴 리비어"라고 불린다. 이 승마가 실제로 일어났는지는 의문이다. 몇몇 다른 여성들은 남장을 했다. 데보라 샘슨은 성별이 드러나 해고될 때까지 싸웠고, 샐리 세인트 클레어는 전사했다.

### 아프리카계 미국인

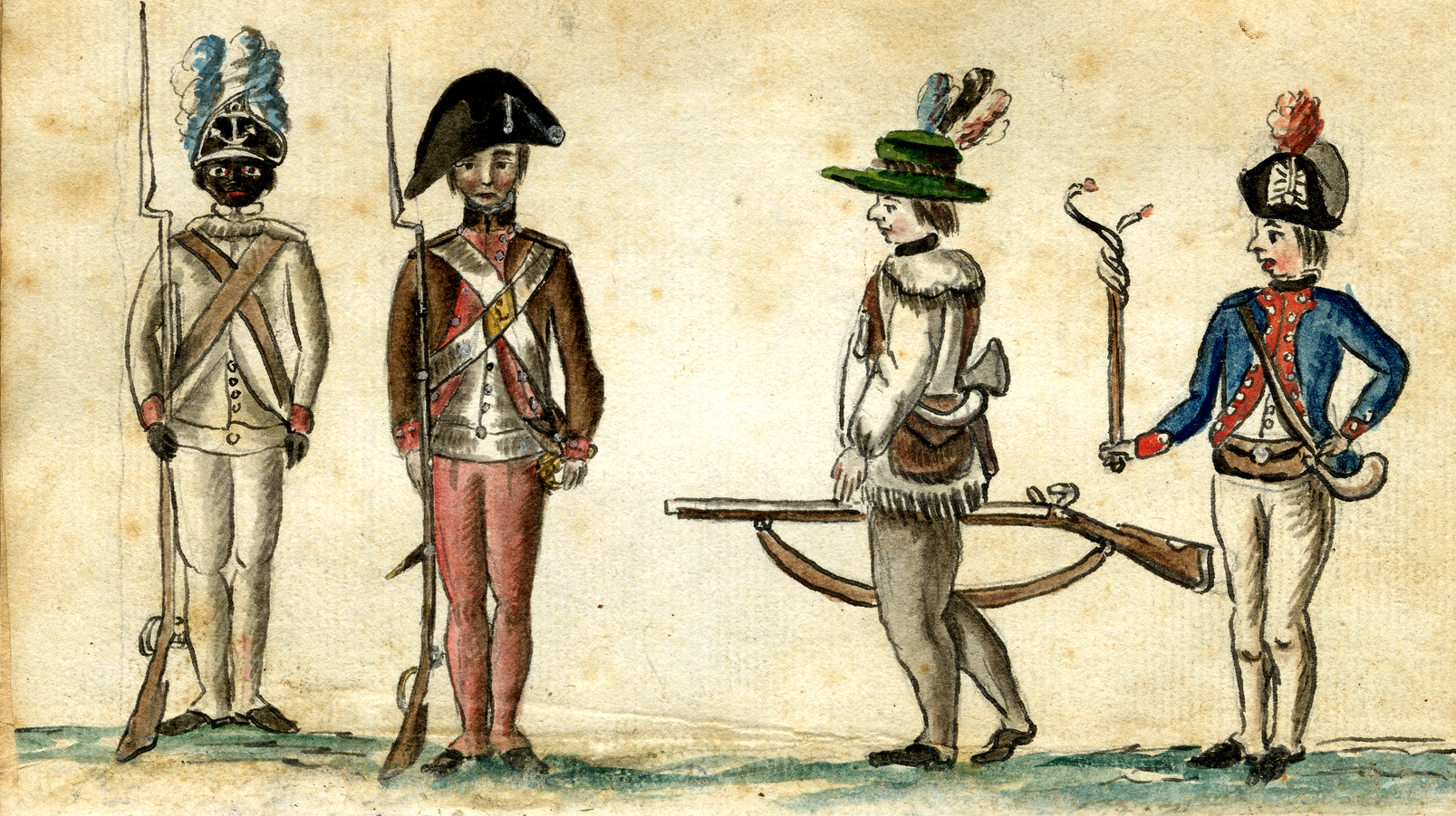
대륙육군 병사들, 왼쪽에는 제1로드아일랜드 연대 병사가 포함되어 있다.

전쟁이 시작되었을 때, 13개 식민지의 인구는 약 50만 명의 노예를 포함했는데, 이들은 주로 남부 농장에서 노동력으로 사용되었다. 1775년 11월, 버지니아의 왕실 총독 던모어 경은 애국파가 소유한 노예 중 무기를 들고 싸우려는 자에게 자유를 약속하는 선언을 발표했다. 이 발표가 일시적인 인력 부족을 해결하는 데 도움이 되었지만, 백인 왕당파의 편견 때문에 모집된 노예들은 결국 비전투 역할로 재배치되었다. 왕당파의 동기는 노예 제도를 폐지하는 것보다는 애국파 농장주들에게 노동력을 박탈하는 것이었으며, 왕당파 소유 노예들은 돌려보내졌다.
클린턴이 발표한 1779년 필립스버그 선언은 식민지 전체의 애국파 소유 노예들에게 자유를 제공하는 것으로 확대되었다. 이는 수많은 가족들이 영국 진영으로 탈출하도록 설득했으며, 그들 중 다수는 군 복무 요구 사항이 제거되면서 군을 위한 식량 재배에 고용되었다. 클린턴은 블랙 파이오니어스를 조직하는 한편, 도피 노예들을 왕당파 주인에게 돌려보내 처벌하지 않도록 명령했다. 전쟁이 진행되면서 영국군 부대에서 정규 병사로 복무하는 것이 점점 더 일반화되었고, 흑인 왕당파는 1783년 찰스턴 수비대에 두 개의 연대를 편성했다.
전쟁 기간 동안 영국군에 복무한 인원은 25,000명에서 50,000명으로 추정되며, 전시 중에 탈출한 사람들은 제외한다. 토머스 제퍼슨은 버지니아가 탈출로 인해 30,000명의 노예를 잃었을 수도 있다고 추정했다. 사우스캐롤라이나에서는 거의 25,000명의 노예(전체 노예 인구의 약 30%)가 도피하거나, 이주하거나, 사망하여 전쟁 중과 전쟁 후에 농장 경제를 크게 혼란시켰다.
흑인 애국파는 워싱턴이 1778년 1월에 질병과 탈영으로 인한 손실을 보충할 다른 방법이 없다고 의회를 설득할 때까지 대륙군에 참여하는 것이 금지되었다. 2월에 창설된 제1로드아일랜드 연대에는 주인이 보상받은 전 노예들이 포함되었지만, 225명의 병사 중 140명만이 흑인이었고 1788년 6월에 모집이 중단되었다. 궁극적으로 약 5,000명의 아프리카계 미국인이 다양한 역할로 대륙군과 해군에서 복무했으며, 4,000명은 애국파 민병대 부대, 사략선 또는 운전사, 하인, 스파이로 고용되었다. 전쟁 후, 소수의 인원만이 토지 보조금 또는 의회 연금을 받았고, 다른 많은 사람들은 자유에 대한 초기 약속에도 불구하고 전쟁 후 주인에게 돌려보내졌다.
애국파의 승리가 점점 더 확실해지자, 흑인 왕당파의 대우는 논쟁의 여지가 되었다. 1781년 요크타운 항복 이후, 워싱턴은 모든 탈주자를 돌려줄 것을 주장했지만 콘월리스는 거부했다. 1782년과 1783년, 약 8,000명에서 10,000명의 해방된 흑인들이 찰스턴, 서배너, 뉴욕에서 영국군에 의해 대피되었다. 일부는 런던으로 이주했고, 3,000명에서 4,000명은 노바스코샤에 정착했다. 백인 왕당파는 15,000명의 노예 흑인을 자메이카와 바하마로 수송했다. 영국령 서인도 제도로 이주한 자유 흑인 왕당파는 던모어의 에티오피아 연대의 정규군 병사와 리워드 제도를 수비하는 데 도움을 준 찰스턴 출신 병사들을 포함했다.

### 아메리카 원주민

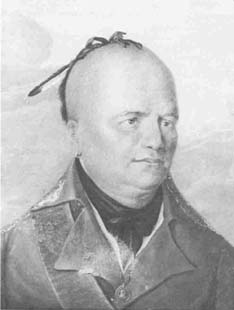
영국이 이끄는 이로쿼이족 모호크족의 조셉 브랜트 대령.

미시시피강 동부의 대부분의 원주민들은 전쟁의 영향을 받았으며, 많은 부족들이 어떻게 대응할지에 대해 나뉘었다. 일부 부족들은 식민지 주민들과 친했지만, 대부분의 원주민들은 식민지 연합을 자신들의 영토에 대한 잠재적 위협으로 보아 반대했다. 약 13,000명의 원주민이 영국 편에서 싸웠으며, 가장 큰 집단은 약 1,500명의 병력을 배치한 이로쿼이 부족이었다.
1776년 7월 초, 영국의 체로키 동맹군은 노스캐롤라이나의 단명한 워싱턴 지구를 공격했다. 그들의 패배는 체로키족 정착지와 사람들을 분열시켰고, 영국과의 적대 행위가 끝난 후 수십 년 동안 미국 정착민들과 체로키-미국 전쟁을 지속시킨 치카마우가 체로키의 부상에 직접적인 책임이 있었다.
영국의 머스코기족과 세미놀족 동맹군들은 조지아와 사우스캐롤라이나에서 미국군에 대항하여 싸웠다. 1778년, 800명의 머스코기족 병력은 조지아의 브로드강을 따라 미국 정착지들을 파괴했다. 머스코기족 전사들은 또한 토머스 브라운의 사우스캐롤라이나 습격에 합류하고 서배너 포위전 동안 영국을 도왔다. 많은 원주민들이 걸프 연안과 미시시피강 영국령 지역을 따라 영국과 스페인 간의 전투에 참여했다. 수천 명의 머스코기족, 치카소족, 촉토족이 샬럿 요새 전투, 모빌 전투, 펜사콜라 포위전과 같은 주요 전투에서 싸웠다.
미국 독립 전쟁의 결과로 이로쿼이 연맹은 산산조각 났다. 세네카족, 오논다가족, 카유가족 부족은 영국 편에 섰고, 모호크족 구성원들은 양측에서 싸웠으며, 많은 투스카로라족과 오나이다족은 미국 편에 섰다. 왕당파와 그들의 인디언 동맹군이 미국 정착지를 습격한 것에 대한 보복으로, 대륙군은 뉴욕 전역에 설리번 원정을 파견하여 영국 편에 섰던 이로쿼이 부족들을 약화시켰다. 모호크족 지도자 조셉 루이스 쿡과 조셉 브랜트는 각각 미국과 영국 편에 서서 분열을 더욱 악화시켰다.
서부 전선에서 정착민과 원주민 간의 갈등은 지속적인 불신으로 이어졌다. 1783년 파리 조약에서 영국은 오대호와 오하이오강 사이의 분쟁 지역에 대한 통제권을 양도했지만, 원주민 주민들은 평화 협상에 참여하지 않았다. 북서부 영토의 부족들은 서부 연맹으로 연합하여 미국 정착에 저항하기 위해 영국과 동맹을 맺었고, 그들의 갈등은 독립 전쟁이 공식적으로 끝난 후에도 북서 인디언 전쟁으로 계속되었다.

## 평화 협상

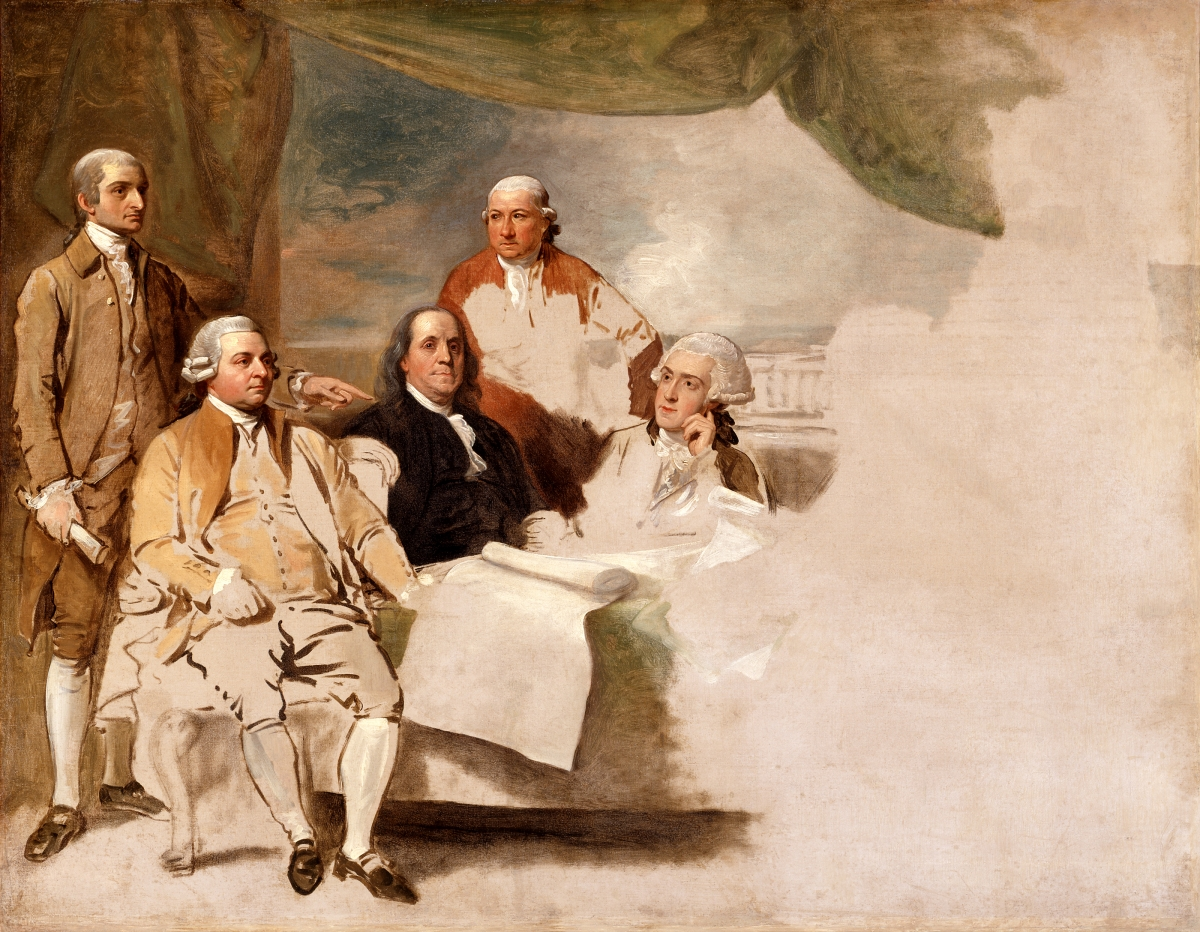
파리 조약은 벤저민 웨스트가 그린 그림으로, 미국 대표단 (왼쪽-오른쪽): 존 제이, 존 애덤스, 벤저민 프랭클린, 헨리 로렌스, 그리고 윌리엄 템플 프랭클린을 묘사한다. 이 초상화는 영국 위원들이 포즈를 취하기를 거부하여 완성되지 못했다. 그림에 그려진 로렌스는 그림이 그려질 당시 실제로 런던에 있었다.

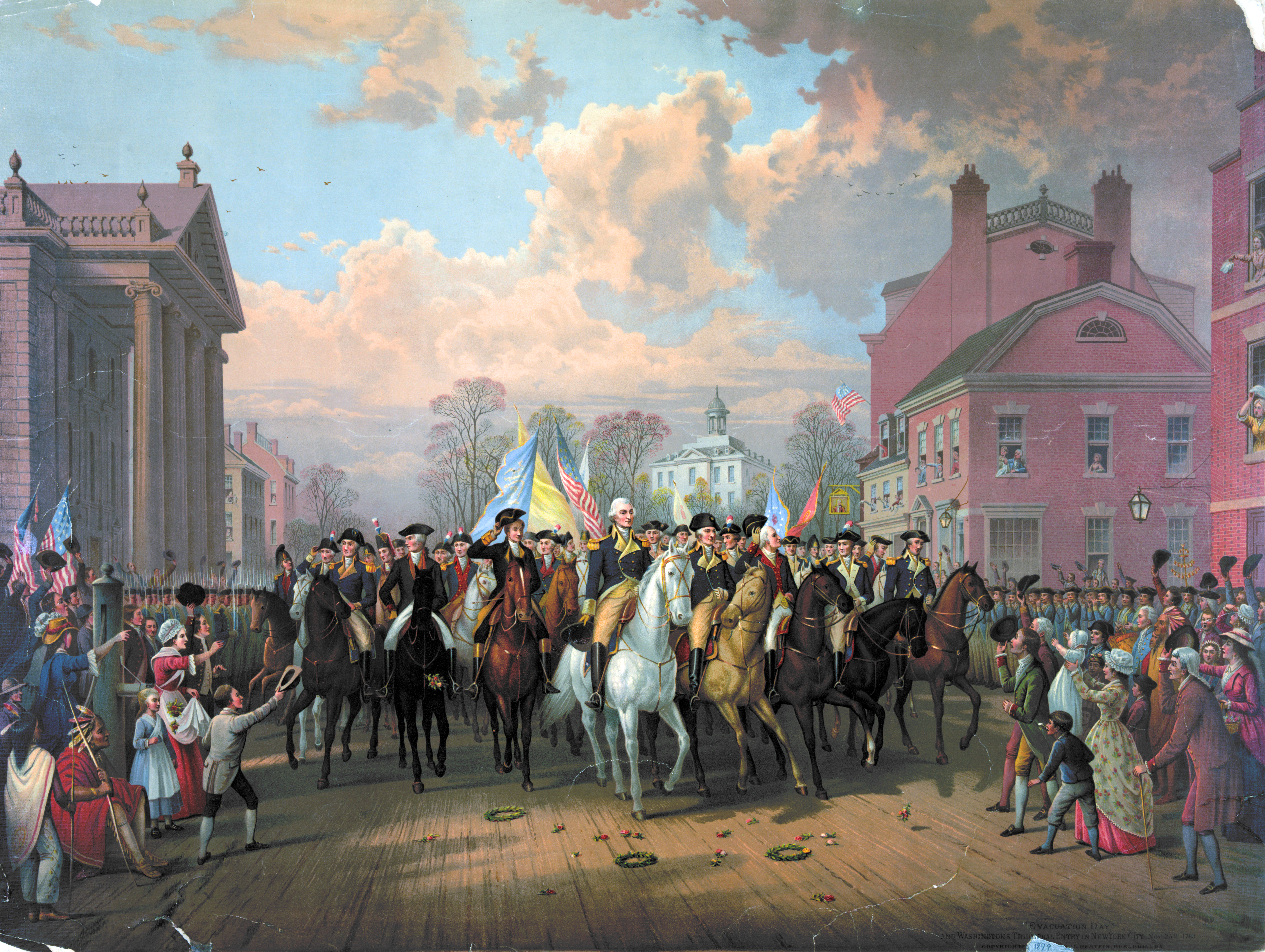
1783년 11월 영국군 철수 시 워싱턴의 뉴욕시 입성. 왼쪽에 세인트 폴 교회가 있다. 1783년 퍼레이드 경로는 보워리의 불스 헤드 선술집에서 시작하여 채텀, 펄, 월을 거쳐 브로드웨이의 케이프스 선술집에서 끝났다.

1778년 칼라일 평화위원회가 제시한 조건에는 자치 원칙 수용이 포함되었다. 의회는 의회를 통치 기구로 인정하고, 반대하는 법률을 중단하며, 지방 식민지 과세권을 포기하고, 하원에 미국 대표를 포함시키는 방안을 논의할 것이었다. 그 대가로 왕당파로부터 몰수된 모든 재산은 반환되고, 영국 채무는 이행되며, 지역적으로 시행되는 계엄령은 수용될 것이었다. 그러나 의회는 즉각적인 독립 인정 또는 모든 영국군의 철수를 요구했으며, 이 위원회가 이를 수락할 권한이 없음을 알고 있었기에 협상은 빠르게 끝났다.
1782년 2월 27일, 미국에서의 공격적인 전쟁 종식을 위한 휘그당의 동의안이 19표 차이로 통과되었다. 노스는 사임하여 국왕은 로킹엄 경에게 정부를 구성하도록 요청할 수밖에 없었고, 그는 애국파의 대의를 꾸준히 지지하는 사람이었기에 미국 독립에 대한 약속을 전제 조건으로 삼았다. 조지 3세는 마지못해 이를 수락했고, 새 정부는 1782년 3월 27일 취임했다. 그러나 로킹엄은 7월 1일 예기치 않게 사망했고, 셸번 경이 후임이 되어 미국 독립을 인정했다.
로킹엄 경이 수상이 되자, 의회는 유럽에 있는 외교 공사들을 파리의 평화 대표단으로 통합했다. 대표단의 수장은 벤저민 프랭클린이었다. 그는 프랑스 궁정에서 유명인이 되었지만, 프로이센 왕국과 오스트리아 궁정에서도 영향력이 있었다. 1760년대부터 프랭클린은 영국령 아메리카 식민지 간 협력을 조직했으며, 이후 런던 의회에서 식민지 로비스트로 활동했다. 존 애덤스는 네덜란드 공화국 공사였으며, 저명한 초기 뉴잉글랜드 애국파였다. 뉴욕의 존 제이는 스페인 공사였으며, 과거 대륙회의 의장을 역임했다. 네덜란드 공화국 공사로서 헨리 로렌스는 무역 협정을 위한 예비 합의를 확보했다. 예비 회담에 적극적으로 참여했지만, 그는 최종 조약의 서명자가 아니었다.
휘그당 협상가에는 프랭클린의 오랜 친구인 데이비드 하틀리와 리처드 오스왈드가 포함되었는데, 리처드 오스왈드는 로렌스의 런던 타워 석방을 협상했다. 11월 30일 서명된 예비 평화 조약은 네 가지 주요 의회 요구 사항을 충족했다: 독립, 미시시피강까지의 영토, 멕시코만으로의 항해권, 뉴펀들랜드에서의 어업권.
영국군의 전략은 미국을 충분히 강화하여 프랑스가 북아메리카에 다시 발판을 마련하는 것을 막는 것이었고, 이 제안들에는 거의 관심이 없었다. 그러나 상대방 간의 분열은 그들이 각국과 별도로 협상하여 전반적인 입지를 강화할 수 있게 해주었고, 1782년 9월 미국 대표단과 시작되었다. 프랑스와 스페인은 미국을 영국에 대항하는 지원에 의존하게 만듦으로써 1763년의 손실을 되돌리려 했다. 양측 모두 미국을 제외하고 영국과 합의를 협상하려 했으며, 프랑스는 미국의 서부 경계를 애팔래치아산맥을 따라 설정할 것을 제안했는데, 이는 영국의 1763년 선언선과 일치했다. 스페인은 중요한 미시시피강 유역에서 추가 양보를 제안했지만, 프랑스-미국 동맹을 위반하여 조지아의 양도를 요구했다.
미시시피강과 관련된 주장에 대한 스페인과의 어려움, 그리고 모든 요구가 충족될 때까지 미국 독립에 동의하기를 꺼려했던 프랑스와의 어려움에 직면하여, 존 제이는 영국에게 그들과 직접 협상할 의향이 있다고 말하며 프랑스와 스페인을 배제했고, 영국 협상을 담당한 셸번 경은 이에 동의했다. 평화 획득에서 미국의 주요 합의 사항에는 미국의 독립 인정; 미시시피강 동쪽, 플로리다 북쪽, 캐나다 남쪽의 모든 영토; 그랜드 뱅크스, 뉴펀들랜드섬 해안, 세인트로렌스만에서의 어업권이 포함되었다. 미국과 영국은 각각 미시시피강에 대한 영구적인 접근권을 부여받았다.
영국-미국 예비 평화 조약은 1782년 11월에 공식적으로 체결되었고, 의회는 1783년 4월 15일 이 합의를 승인했다. 이는 독립과 함께 평화가 달성되었음을 발표했으며, 최종 조약은 1783년 9월 2일 파리에서 서명되었고, 영국이 프랑스와 조약을 체결한 다음 날 발효되었다. 조약 초안 작성에 기여한 존 애덤스는 이 조약이 "지구상에서 일어난 가장 중요한 정치적 사건 중 하나"를 나타낸다고 주장했다. 의회와 의회에서 각각 비준된 최종 버전은 다음 해 봄 파리에서 교환되었다. 11월 25일, 미국에 남아있던 마지막 영국군은 뉴욕에서 핼리팩스로 대피했다.

## 여파

### 영토
현재 미국의 광대한 영토는 오대호 남쪽과 애팔래치아산맥과 미시시피강 사이의 수백만 에이커의 희박하게 정착된 땅을 포함했는데, 이 중 대부분은 캐나다의 일부였다. 서쪽으로 향하는 불안정한 식민지 이주는 전쟁 중에 대규모가 되었다.
영국의 광범위한 전후 대미 정책은 1812년 전쟁 중인 1814년까지도 오대호 아래에 인디언 완충국을 세우려 시도했다. 공식적으로 획득된 서부 미국 영토에는 대부분 영국 동맹이었던 원주민 부족들이 계속 거주했다. 실제로는 영국은 공식적으로 양도한 영토의 요새를 포기하기를 거부했다. 대신 그들은 계속되는 국경 습격을 위해 군사 동맹국들에게 보급품을 제공하고 북서 인디언 전쟁 (1785년~1795년)을 후원했다. 미국 내 현지 전쟁에 대한 영국의 후원은 알렉산더 해밀턴이 작성한 영국-미국 제이 조약이 1796년 2월 29일 발효될 때까지 계속되었다.
새로 생성된 미국에 인접한 아메리카 식민지를 가진 유럽 강대국들 중 스페인은 미국의 독립에 가장 큰 위협을 느꼈고, 이에 비례하여 가장 적대적이었다. 미국에 인접한 스페인 영토는 상대적으로 방어되지 않았으므로 스페인 정책은 여러 가지 이니셔티브를 결합하여 발전했다. 스페인의 소프트 파워는 외교적으로 미시시피강 서쪽의 영국 영토 양도와 스페인령 플로리다의 이전 북부 경계에 이의를 제기했다. 스페인은 미국 상품에 높은 관세를 부과한 후 뉴올리언스 항구에 대한 미국 정착민의 접근을 차단했다. 동시에 스페인은 프랑스가 영국에, 영국이 미국에 양도한 남서부 영토에서 인디언 대리인을 통해 미국 내 전쟁을 후원했다.

### 사상자 및 손실

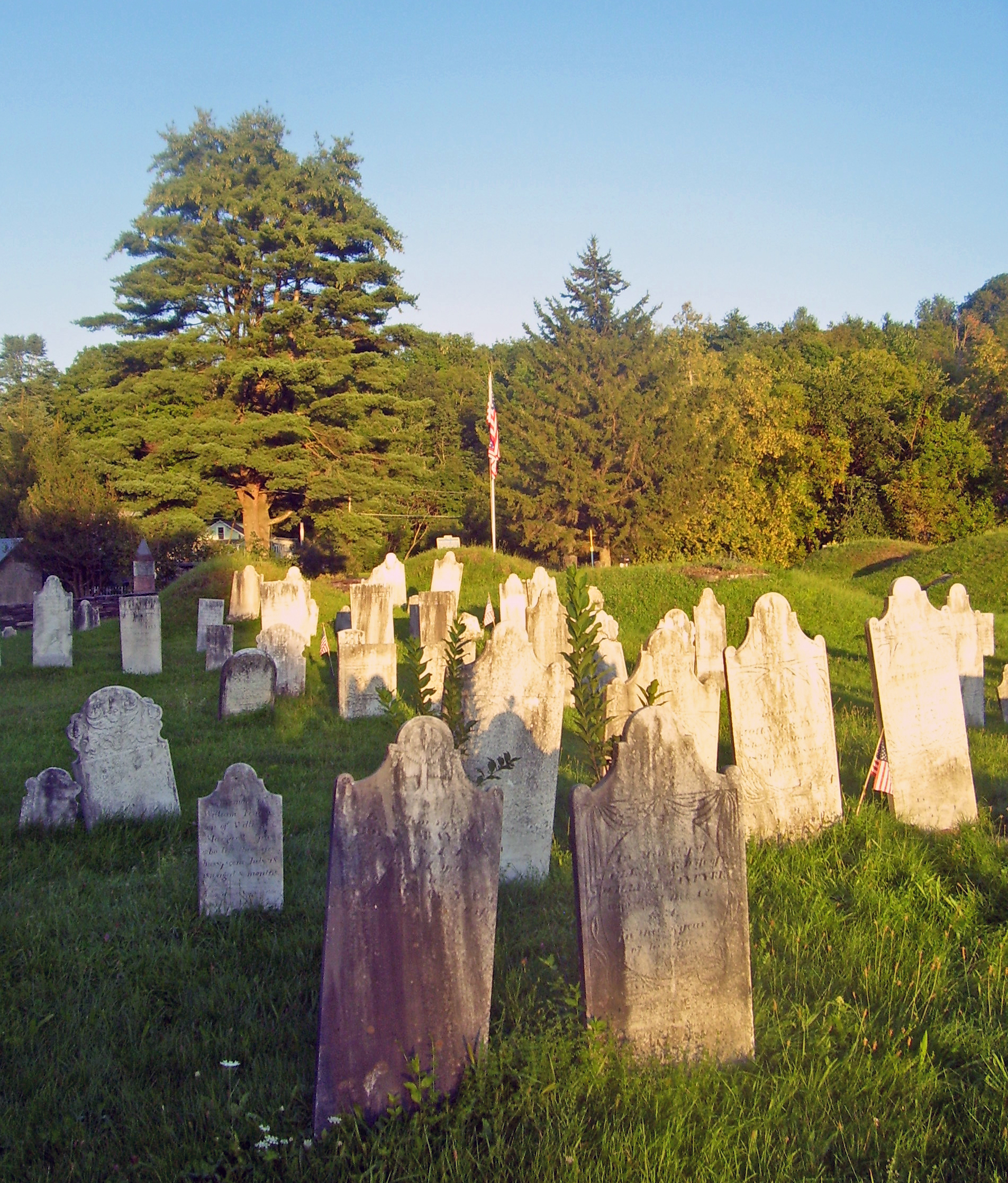
뉴욕 새러토가의 새러토가 전투의 집단 매장지

이 분쟁으로 인한 총 사망자 수는 대부분 알려져 있지 않다. 이 시대의 전쟁에서 흔히 볼 수 있듯이, 천연두와 같은 질병이 전투보다 더 많은 생명을 앗아갔다. 1775년과 1782년 사이에 북아메리카 전역에 퍼진 천연두 유행으로 약 130,000명이 사망했다. 역사가 조지프 엘리스는 워싱턴이 그의 군인들에게 질병에 대한 예방 접종을 실시하도록 한 것이 그의 가장 중요한 결정 중 하나였다고 시사한다.
최대 7만 명의 미국 애국파가 현역 군 복무 중 사망했다. 이 중 약 6,800명은 전투에서 전사했으며, 최소 17,000명은 질병으로 사망했다. 후자의 대다수는 영국군의 포로선에서 사망했으며, 대부분 뉴욕항에 있는 감옥선에서 사망했다. 전쟁으로 인해 심하게 부상을 입거나 장애를 입은 애국파의 수는 8,500명에서 25,000명으로 추정된다.
프랑스는 미국에서 전투 중 2,112명이 전사했다. 스페인은 서플로리다에서 124명이 전사하고 247명이 부상당했다.
1781년 영국 보고서에 따르면 1775년에서 1779년까지 북아메리카에서의 총 육군 사망자는 6,046명이다. 약 7,774명의 독일인이 영국군 복무 중 사망했으며, 4,888명이 탈영했다. 그러나 독일인 탈영병으로 분류된 사람들 중 1,800명은 전투 중 사망한 것으로 추정된다.

### 유산

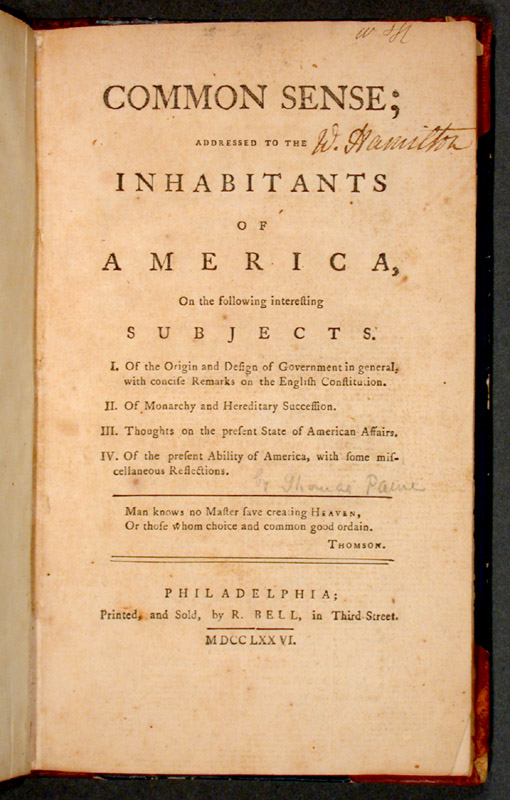
미국의 표어인 노부스 오르도 세클로룸, 즉 "새로운 시대가 시작된다"는 1776년 1월 10일 출판된 토머스 페인의 《상식》에서 따온 것이다. 페인은 이 책에서 "우리는 세상을 다시 시작할 힘이 있다"고 썼다.

미국 독립 혁명은 군주제와 식민지 정부를 모두 전복시키는 선례를 남겼다. 미국은 세계에서 가장 오래된 성문 헌법을 가지고 있으며, 이는 다른 나라에서 때로는 단어 하나하나까지 그대로 본보기로 사용되었다. 이 혁명은 프랑스, 아이티, 라틴아메리카 등지에서 혁명을 고무시켰다.
혁명은 많은 형태의 불평등을 제거했지만, 독립을 쟁취하는 데 기여한 여성들의 지위를 변화시키는 데는 거의 기여하지 못했다. 가장 중요한 것은 노예제를 종식시키지 못했다는 것이다. 많은 사람들이 일부에게는 자유를 요구하면서 다른 사람들에게는 그것을 부인하는 모순에 대해 불편해했지만, 남부 주들이 노예 노동에 의존하는 것은 노예제 폐지를 너무나 큰 도전으로 만들었다. 1774년에서 1780년 사이에 많은 주들이 노예 수입을 금지했지만, 노예 제도 자체는 계속되었다. 1782년, 버지니아는 노예 해방을 허용하는 법을 통과시켰고, 다음 8년 동안 10,000명 이상의 노예가 자유를 얻었다. 노예제 폐지 운동의 수가 크게 증가하여 1804년에는 모든 북부 주에서 이를 불법화했다. 그러나 노예제는 심각한 사회적, 정치적 문제로 남아있었으며, 궁극적으로 내전으로 이어질 분열을 야기했다.

### 역사학
미국 독립 혁명에 대한 역사 기록물들은 애국파 반란의 여러 동기를 언급한다. 미국 애국파는 특히 "대표 없이 과세 없다"는 그들의 헌법적 권리의 부인을 강조했다. 동시대인들은 미국 계몽주의가 존 로크와 다른 계몽주의 작가 및 철학자들의 고전적 자유주의의 영향을 받은 미국 건국의 아버지들 사이에서 미국 독립 혁명의 지적, 도덕적, 윤리적 토대를 마련했다고 평가한다.
《통치론》은 오랫동안 혁명 시대 미국 사상에 큰 영향을 미친 것으로 언급되어 왔지만, 역사가 데이비드 룬드베르크와 헨리 F. 메이는 로크의 《인간 오성론》이 훨씬 더 널리 읽혔다고 주장한다. 1960년대 이후 역사가들은 애국파의 헌법적 주장이 13개 식민지를 단결시킨 미국 국민주의의 출현 덕분에 가능했다고 강조했다. 차례로, 이 국민주의는 피치자의 동의를 요구하고 귀족 통치에 깊이 반대하는 공화주의적 가치 체계에 뿌리를 두고 있었다. 반면 영국에서는 공화주의가 영국 군주제와 정치 체제의 귀족 통치에 도전했기 때문에 대체로 주변적인 이념이었다. 13개 식민지에서는 정치 권력이 귀족이나 귀족계급에 의해 통제되지 않았다. 대신 식민지 정치 체제는 자유 선거의 승자를 기반으로 했으며, 당시에는 대부분의 백인 남성에게 개방되어 있었다. 혁명 분석에서 최근 수십 년 동안 역사가들은 종종 그 뒤에 세 가지 동기를 언급한다.
- 대서양사적 관점은 미국 역사를 프랑스, 아이티에서 일어난 후속 혁명을 포함한 더 넓은 맥락에 놓는다. 이는 미국 독립 혁명과 대영 제국의 역사학을 다시 통합하는 경향이 있다.[409][410][411]
- "새로운 사회사" 접근 방식은 공동체의 사회 구조를 살펴 식민지 분열로 확대된 갈등을 찾는다.
- 미국 공화주의를 중심으로 한 이념적 접근.[412] 공화주의는 왕족, 귀족 또는 국교가 없을 것을 지시했지만, 미국 변호사와 법률가들이 이해하고 승인하고 일상 업무에서 사용했던 영국 관습법의 지속을 허용했다. 역사가들은 미국의 떠오르는 법률 전문가들이 법률 관습의 선택적 개정과 법원에 더 많은 선택권을 도입함으로써 공화주의를 통합하기 위해 영국 관습법을 어떻게 채택했는지 연구했다.[413][414]

### 독립 혁명 기념 우표
1849년 첫 미국 우표가 발행된 후, 미국 우정청은 독립 혁명의 인물과 사건을 기념하는 우표를 자주 발행했다. 첫 번째 기념 우표는 1926년의 자유의 종 발행이었다.

선택 발행본:
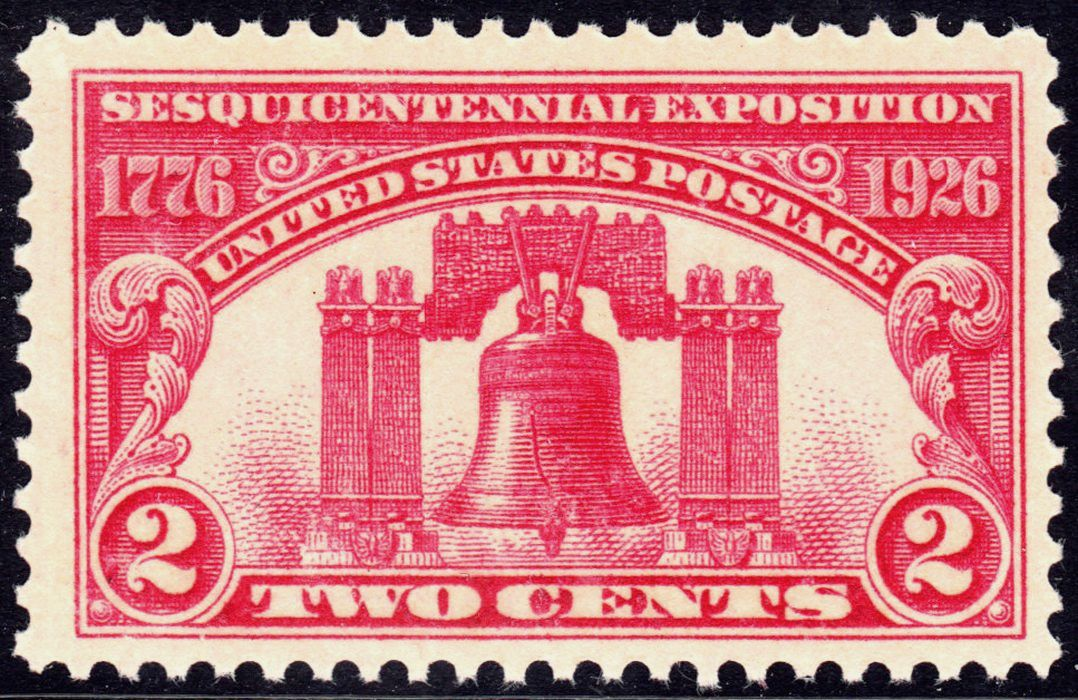
1926년 미국 독립 150주년을 기념하여 발행된 자유의 종 우표
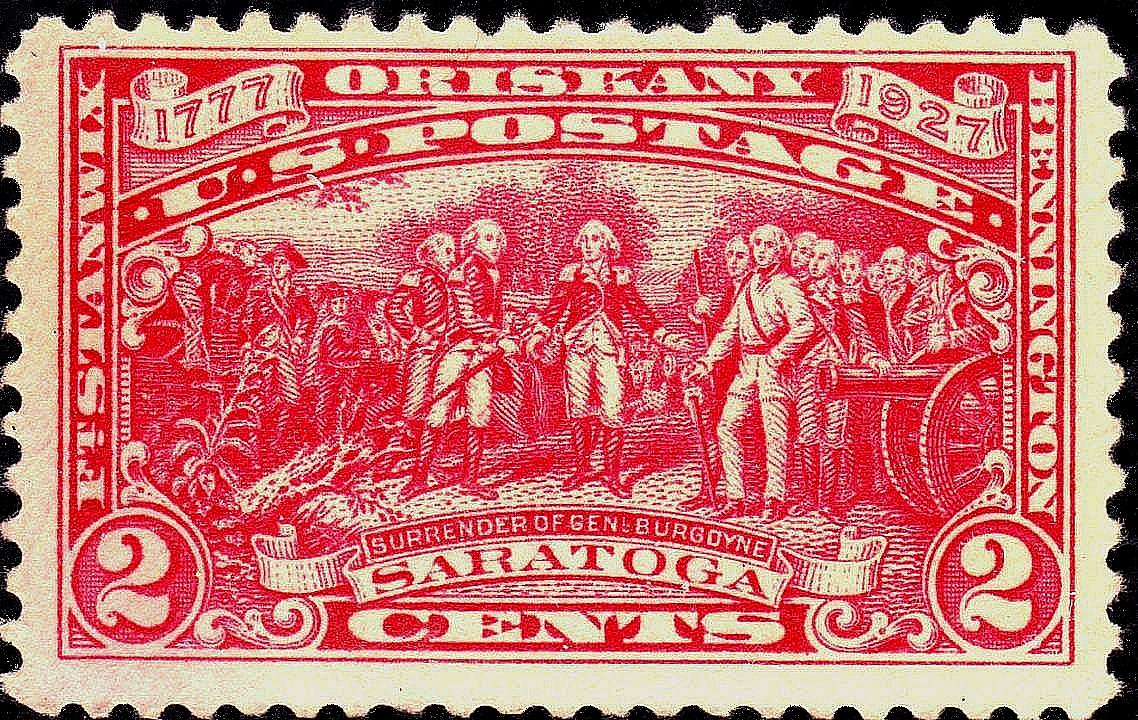
1927년 발행된 새러토가 전투 150주년 기념 우표로 존 버고인의 항복을 담고 있다.
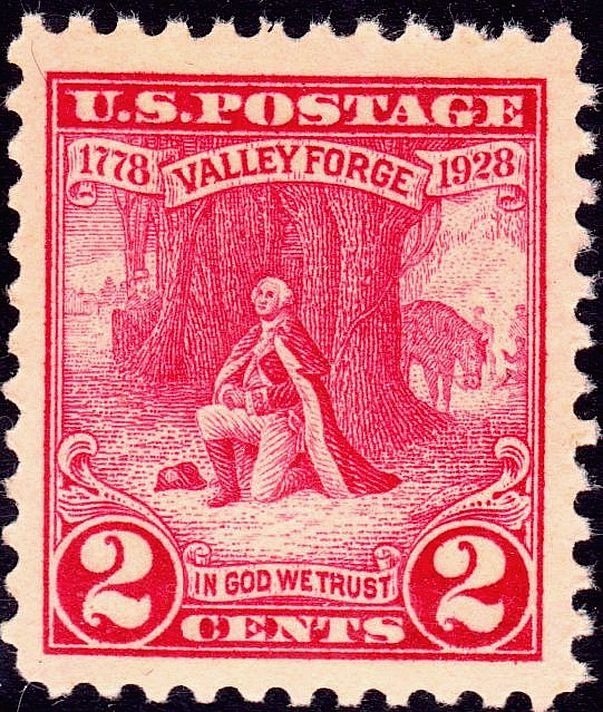
1928년 발행된 조지 워싱턴의 밸리 포지 기도 우표
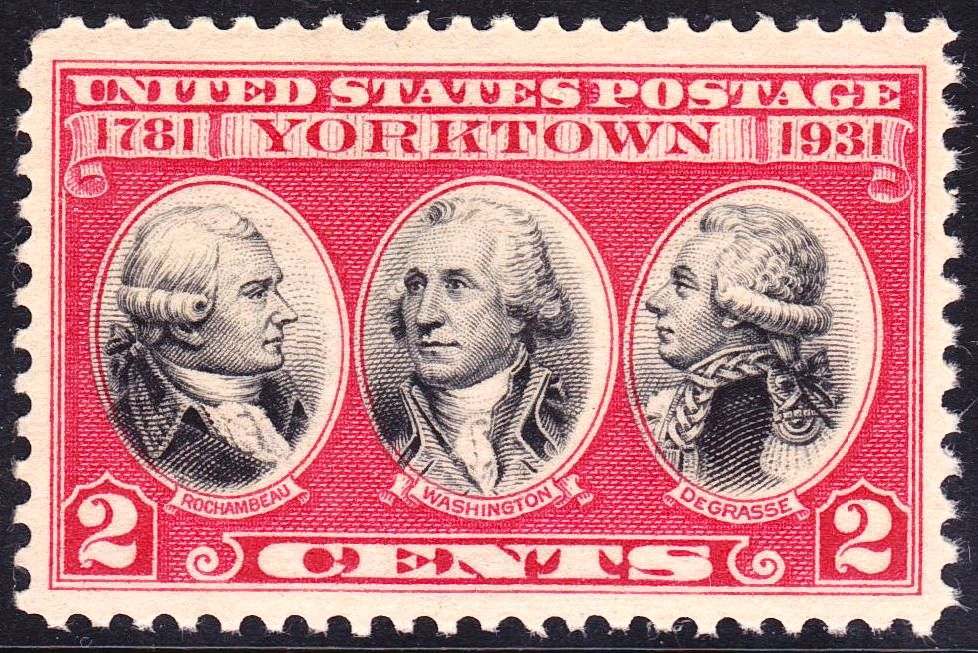
1931년 발행된 요크타운 전투 150주년 기념 우표로 로샹보 백작 장바티스트 도나티앵 드 비뫼르, 조지 워싱턴, 프랑수아 조제프 폴 드 그라스가 등장한다.

## 같이 보기
- 미국 독립 혁명 연표
- 1776년 미국: 사건, 출생, 사망 및 기타 연도

### 독립 혁명 주제
- 안전위원회 (미국 독립 혁명)
- 미국 독립 전쟁의 외교
- 미국 독립 전쟁의 재정적 비용
- 미국 독립 혁명의 깃발
- 미국 독립 전쟁의 해전

### 독립 혁명의 사회사
- 흑인 애국파
- 미국의 기독교#미국 독립 혁명
- 미국 독립 혁명의 유색인종 애국파
- 미국 폴란드계 역사#미국 독립 혁명
- 미국 독립 혁명의 성직자 목록
- 미국 독립 혁명기의 애국파 목록
- 미국 독립 혁명기의 퀘이커교도
- 스코틀랜드-아일랜드계 미국인#미국 독립 혁명

### 미국 독립 혁명의 다른 부분
- 노바스코샤 전구
- 와타우가 연합

### 독립 혁명 군사 목록
- 미국 독립 전쟁의 전투 목록
- 미국 독립 전쟁의 영국군 병력 목록
- 미국 독립 전쟁의 대륙군 병력 목록
- 미국 독립 혁명의 보병 무기 목록
- 미국 독립 전쟁의 미국 민병대 부대 목록

### 유산 및 관련 항목
- 미국 독립 혁명 동상
- 미국 독립 혁명 기념
- 파운더스 온라인
- 독립기념일 (미국)
- 최후의 혁명가들
- 미국 독립 혁명을 다룬 연극 및 영화 목록
- 미국 독립 혁명 박물관
- 미국 독립 혁명의 무명 용사의 묘
- 독립 전쟁 목록
- 미국 독립 혁명 참고 문헌

## 내용주
1. ↑  A cease-fire in North America was proclaimed by Congress[1] on April 11, 1783, under a cease-fire agreement between Great Britain and France on January 20, 1783. The final peace treaty was signed on September 3, 1783, and ratified on January 14, 1784, in the U.S., with final ratification exchanged in Europe on May 12, 1784. Hostilities in India continued until July 1783.
2. ↑  1776년부터 1781년까지의 식민지 연합 시대와 1781년부터 1783년까지의 연합규약 시대를 포함한다.
3. 1 2  Arnold served on the American side from 1775 to 1780; after defecting, he served on the British side from 1780 to 1783.
4. ↑  미국 독립 전쟁 기간 동안 미국 독립을 위한 현역 복무 총인원은 200,000명에 달했다.[4]
5. ↑  수병 5,000명 (최고),[5] 사략선 운용, 추가 수병 55,000명[6]
6. ↑  1780년, 로샹보 장군은 로드아일랜드에 약 6,000명의 병력을 지휘하는 독립적인 지휘부와 함께 상륙했으며,[9] 1781년 드 그라스 제독은 약 4,000명의 병력을 상륙시켜 요크타운에서 영국군 콘월리스 장군을 포위한 라파예트의 대륙군에 파견했다.[10] 추가로 프랑스 병력 750명이 펜서콜라에 대한 스페인의 공격에 참여했다.[11]
7. ↑  1778년 7월부터 11월까지 5개월 동안 프랑스는 데스탱 제독의 지휘 아래 뉴욕, 로드아일랜드주 및 서배너 연안의 미군 작전을 지원하기 위해 함대를 배치했으나 큰 성과는 없었다.[12] 1781년 9월, 드 그라스 제독은 체사피크만 해전에서 버지니아 연안의 영국 함대를 격파하기 위해 서인도 제도를 떠났고, 그 후 3,000명의 병력과 공성포를 하역하여 워싱턴의 요크타운 포위전을 지원했다.[13]
8. ↑  베르나르도 데 갈베스 총독은 뉴올리언스에 기반을 둔 미시시피강 서부 스페인령 루이지애나의 영국 점령지에 대한 공격에 스페인 정규군 500명을 배치했다.[15] 이후 전투에서 갈베스는 하바나의 호세 데 에스페레타 연대 보병의 지원을 받아 모빌을 공격하기 위해 뉴올리언스에서 800명의 정규군을 동원했다. 펜서콜라 공격에서는 하바나 출신의 스페인군 병력이 9,000명을 넘어섰다.[16] 펜서콜라 포위전의 마지막 날, 호세 솔라노 제독의 함대는 지브롤터에서 1,600명의 정예 보병 베테랑을 상륙시켰다.[11]
9. ↑  호세 솔라노 제독의 함대는 지중해에서 도착하여 영국령 펜서콜라, 서플로리다에 대한 스페인의 정복을 지원했다.[11]
10. ↑  영국 121,000명 (1781년 전 세계)[17] "9월 지브롤터 수비대 7,500명 중 (병원에 입원한 400명 포함), 약 3,430명이 항상 근무 중이었다."[18]
11. ↑  왕립 해군 전 세계 전열함 94척, 전 세계 프리깃 104척,[19] 전 세계 슬루프형 포함 37척,[19]
수병 171,000명[20]
12. ↑  미국, 프랑스, 영국, 독일 및 왕당파 연대에 대한 상세 목록을 포함하며, 창설 시기, 주요 전투 및 그들의 운명을 나타낸다. 양측의 주요 전함 및 모든 중요한 전투도 포함한다.
13. ↑  미국 독립을 위해 싸우다 프랑스 정부에 기록된 2112명의 사망자 외에도, "미국 독립 혁명 외 해외"에서 1778년부터 1784년까지 프랑스, 스페인, 네덜란드 공화국이 영국과 벌인 전쟁에서 추가로 사망한 병사들이 있다.[28]
14. ↑  클로드펠터는 영국과 그 동맹군 전체 사망자가 전투 중 전사하거나 부상으로 사망한 15,000명이라고 보고한다. 여기에는 독일인 3,000명, 왕당파 및 캐나다인 3,000명, 해상에서 실종된 3,000명, 전투 중 전사하거나 부상으로 사망한 원주민 500명이 포함된다.[26]
15. ↑  "Resolved, 4. That the foundation of English liberty, and of all free government, is a right in the people to participate in their legislative council: ... they are entitled to a free and exclusive power of legislation in their several provincial legislatures, where their right of representation can alone be preserved, in all cases of taxation and internal polity, subject only to the negative of their sovereign, ...: But, ... we cheerfully consent to the operation of such acts of the British parliament, as are bonafide, restrained to the regulation of our external commerce, for the purpose of securing the commercial advantages of the whole empire to the mother country, and the commercial benefits of its respective members; excluding every idea of taxation internal or external, [without the consent of American subjects]." quoted from the Declarations and Resolves of the First Continental Congress October 14, 1774.
16. ↑  워싱턴은 공격이 언제 어디서 발생할지 알아보기 위해 레인저스 중 한 명에게 브루클린의 적진 뒤에서 스파이 활동을 할 지원자를 요청했다. 젊은 네이선 헤일이 나섰지만, 그는 당시 워싱턴에게 명목상의 정보만 제공할 수 있었다.[111] 9월 21일, 헤일은 뉴욕시 선술집에서 신원이 확인되었고, 주머니에서 영국 요새화 및 병력 위치 지도와 스케치와 함께 체포되었다. 하우는 다음날 재판 없이 즉시 그를 스파이로 교수형에 처하라고 명령했다.[112]
17. ↑  톨마지의 위장명은 존 볼튼이 되었고, 그는 스파이 조직의 설계자였다.[113]
18. ↑  미국 포로들은 이후 이스트강의 악명 높은 감옥선으로 보내졌는데, 이곳에서 병과 방치로 사망한 미국 병사와 선원의 수가 전쟁의 모든 전투에서 사망한 수를 합친 것보다 많았다.[124]
19. ↑  이 지시는 의료 위원회 의장 벤저민 러시를 통해 전달되었다. 의회는 이전에 천연두 감염에서 살아남지 못한 모든 병사들에게 예방 접종을 지시했다. 주지사들에게 설명하면서 워싱턴은 1776년 "자연적인 방법"의 면역으로 천연두로 "군대"를 잃었다고 한탄했다.[141]
20. ↑  버드의 원정대는 영국군 병사 150명, 수백 명의 왕당파, 그리고 700명의 쇼니족, 와이앤도트족, 오타와족 보조병으로 구성되었다. 이 병력은 애국파가 점령한 서부 퀘벡 지역, 즉 일리노이주 버지니아 카운티로 합병된 지역으로 진입했다. 그들의 목표는 랙싱턴에 주둔한 버지니아 민병대였다. 오하이오강을 따라 하류로 접근하자, 두려운 클라크 대령이 그들의 접근을 발견했다는 소문이 원주민들 사이에 퍼졌다. 버드의 원주민과 왕당파는 리킹강의 정착촌을 약탈하기 위해 상류 90마일 지점에서 임무를 포기했다. 루들스 스테이션 항복 시 가족들의 안전한 통행이 약속되었지만, 200명이 인디언 습격자들에게 학살당했다. 그레니에는 "인디언과 레인저들이 저지른 학살은 전례가 없었다"고 주장한다.
21. ↑  그 지역에 살았던 대부분의 아메리카 원주민들은 그들이 만났던 어떤 영국인보다 프랑스인들을 더 잘 기억했다. 근처에 영국군이 있었음에도 불구하고, 마이애미족은 버지니아의 클라크와 프랑스인 라 발름 중 어느 누구와도 싸우는 것을 피하려고 했다. 라 발름이 디트로이트로 말을 타고 진격하는 동안, 그는 현지 프랑스 상인을 망치고 주변 마이애미 마을을 약탈하기 위해 2주 동안 멈춰섰다. 라 발름은 그들을 동맹으로 대했을 수도 있지만, 그는 리틀 터틀을 전사 지도자로 밀어붙여 대부분의 마이애미 부족을 영국군 동맹으로 전환시켰고, 다음 30년 동안 서부 정착에 가장 성공적으로 반대했던 인물 중 한 명의 군사 경력을 시작하게 했다.[236]
22. ↑  베르나르도 데 갈베스 총독은 미국 독립을 위한 봉사에 대해 명예 미국 시민이 된 여덟 명 중 한 명이다. Bridget Bowman (2014년 12월 29일). "Bernardo de Gálvez y Madrid's Very Good Year". Roll Call. The Economist Group. 2020년 4월 25일에 검색.
23. ↑  1600년대에 매사추세츠 카운티였던 노바스코샤 주에서는 미국 독립 전쟁에서 해방된 흑인 왕당파의 정착이 캐나다의 영토 주장을 확고히 했다. 영국은 주로 자메이카를 포함한 카리브해 인접 지역, 지브롤터와 마요르카섬을 포함한 지중해 인접 지역, 그리고 제2차 영국-마이소르 전쟁 동안 인도양 인접 지역에서 상호 충돌하는 영토 주장을 둘러싸고 프랑스 및 스페인과의 마지막 "부르봉 전쟁"을 계속했다.
24. ↑  미국 군대의 세 가지 병과는 미국 독립 전쟁에 뿌리를 두고 있다. 육군은 대륙육군에서, 해군은 대륙해군에서 유래하며, 에섹 홉킨스를 해군 최초의 사령관으로 임명했다.[268] 해병대는 1775년 11월 10일 의회가 창설한 대륙해병대와 연결된다.[269]
25. ↑  로렌스는 이 시기에 제2차 대륙회의 의장이었다.[277]
26. ↑  고래잡이선 전쟁으로 알려진 이 전쟁에서 주로 뉴저지, 브루클린, 코네티컷 출신 미국 사략선들은 영국 상선을 공격하고 강탈했으며, 왕당파를 동정하는 것으로 알려진 롱아일랜드의 해안 공동체를 약탈했다.[289]
27. ↑  조지 3세 국왕은 전쟁 전망이 북아메리카 식민지를 되찾는 것을 어렵게 할 것이라고 우려했다.[292] 독립 혁명 후반기 동안 영국군은 전 세계적으로 수많은 다른 분쟁에 휘말렸다.[293]
28. ↑  영국에 대한 미국의 승리와 미국 독립의 최종 요소는 프랑스의 직접적인 군사 개입뿐만 아니라 전쟁의 마지막 3년 동안 지속된 프랑스의 보급 및 상업 무역에 의해 보장되었다.[295]
29. ↑  민병대에 대해서는 Boatner 1974, p. 707;
Weigley 1973, ch. 2 참조
30. ↑  조지 워싱턴 대통령 재임 기간인 1796년 영국-미국 상업 제이 조약 이전 13년 동안 영국은 뉴욕주에 5개의 요새를 유지했다: 북부 섐플레인호에 2개, 나이아가라 요새에서 동쪽으로 온타리오호를 따라 3개. 북서부 영토에는 디트로이트 요새와 매키낵 요새에 주둔했다.[386]
31. ↑  미국 독립 혁명 기간 동안 카를로스 3세의 중상주의 개혁에 반대하여 여러 아메리카 식민지에서 스페인 태생(이달고) 봉기가 있었는데, 이는 엔코미엔다 내의 콘키스타도르로부터 물려받은 특권을 박탈했고, 또한 그곳의 가톨릭 교회에서 예수회의 지배력에 도전했다. 미국 선장들은 금지된 독립선언 사본을 스페인령 카리브해 항구로 밀수하여 스페인 식민지 불만을 야기한 것으로 알려져 있다.
32. ↑  항구 도시에서 최대 30%의 사망률과 특히 포로 선박에서 높은 사망률 외에도, 학자들은 멕시코 인구에서 많은 수의 사망자가 발생했으며, 대서양에서 태평양, 에스키모에서 아즈텍까지 무역로를 따라 미국 인디언들 사이에서 높은 비율의 사망자가 발생했다고 보고했다.
33. ↑  애국파의 총 순손실로 7만 명이라는 상한선을 받아들인다면, 이 분쟁은 남북 전쟁보다 비례적으로 더 치명적일 것이다. 불확실성은 질병으로 사망한 사람들의 수를 정확히 계산하는 데 어려움이 있기 때문인데, 1776년에만 최소 1만 명이 사망한 것으로 추정된다.[3]
34. ↑  전 세계 다른 곳에서는 프랑스군이 1778년부터 1784년까지의 분쟁에서 총 5,000명의 사망자를 냈다.[392]
35. ↑  동일 기간 제4차 영국-네덜란드 전쟁에서 네덜란드는 영국과의 소규모 분쟁으로 인해 총 약 500명의 사망자를 냈다.[393]
36. ↑  1783년 영국군의 기록에 따르면 영국군 전체에서 43,633명의 사병 사망자가 발생했다.[394] 1778년 영국-프랑스 전쟁의 첫 3년 동안 영국군은 아메리카 대륙에서 전투 중 사망한 병사가 9,372명, 서인도 제도에서 (1778년~1780년) 3,326명이라고 기록했다.[31] 1784년, 한 영국 중위는 유럽, 카리브해, 동인도를 포함하여 북아메리카 외 지역에서의 영국군 분쟁에서 전사한 영국 장교 205명의 상세 목록을 작성했다.[395] 이 목록을 바탕으로 추정하면 영국 육군 손실은 북아메리카 외 교전에서 최소 4,000명의 전사 또는 부상 사망자가 발생한 것으로 보인다.[3]
37. ↑  1775년부터 1784년까지 전 세계 영국 분쟁에 참여한 영국 왕립 해군 수병은 약 171,000명이었으며, 이 중 약 4분의 1은 강제 징집되었다. 약 1,240명이 전투에서 전사했고, 18,500명이 질병으로 사망한 것으로 추정된다 (1776년~1780년).[396] 해상에서 가장 큰 살인자는 괴혈병, 즉 비타민 C 결핍으로 인한 질병이었다.[397] 1795년에야 해군본부가 레몬즙과 설탕을 선원들의 표준 일일 그로그 배급에 포함해야 한다고 선언한 후 영국 왕립 해군에서 괴혈병이 박멸되었다.[398] 이 시대 동안 전 세계적으로 약 42,000명의 선원이 탈영했다.[20] 상선에 대한 영향은 상당했다. 2,283척이 미국 사략선에 나포되었다.[288] 1775년부터 1784년까지 전 세계적으로 약 3,386척의 영국 상선이 미국, 프랑스, 스페인, 네덜란드 적군에 의해 나포되었다.[399]

## 참고 문헌
- Abrams, Creighton W. (2014년 7월 16일). “The Yorktown Campaign, October 1781”. 《National Museum, United States Army, Army Historical Foundation》. 2020년 5월 20일에 확인함.
- Adams, Charles Francis (1911). 《Proceedings of the Massachusetts Historical Society: Campaign of 1777》 44. Massachusetts Historical Society.
- —— (1963) [1895–1896].  Jameson, J. Franklin, 편집. 《The American historical review》. New York: Kraus Reprints.
- —— (1969). 《A History of the American Revolution》. Knopf Doubleday Publishing Group. ISBN 978-0306803666.
- Alden, John R. (1976). 《American Revolution, Seventeen Seventy Five to Seventeen Eighty-Three》. Harper Collins. ISBN 978-0061330117.
- —— (2010). 《Encyclopedia of African American History》. ABC-CLIO. 356쪽. ISBN 978-1851097746.
- Allison, David K; Ferreiro, Larrie D., 편집. (2018). 《The American Revolution: A World War》. Smithsonian Institution. ISBN 978-1588346599.
- Ammerman, David (1974). 《In the Common Cause: American Response to the Coercive Acts of 1774》. New York: Norton. ISBN 978-0813905259.
- Armour, Alexander W. (October 1941). 《Revolutionary War Discharges》. 《William and Mary Quarterly》 21 (Omohundro Institute of Early American History and Culture). 344–360쪽. doi:10.2307/1920145. JSTOR 1920145.
- Archuleta, Roy A. (2006). 《Where We Come from》. Where We Come From, collect. 69쪽. ISBN 978-1424304721.
- Atwood, Rodney (2002). 《The Hessians: Mercenaries from Hessen-Kassel in the American Revolution》. Cambridge University Press. ISBN 978-0521526371.
- Axelrod, Alan (2009). 《The Real History of the American Revolution: A New Look at the Past》. Sterling Publishing Company, Inc. ISBN 978-1402768163.
- —— (2014). 《Mercenaries: A guide to Private Armies and Private Military Companies》. SAGE Publications. ISBN 978-1608712489.

- Babits, Lawrence E. (2011). 《A Devil of a Whipping: The Battle of Cowpens》. University of North Carolina Press. ISBN 978-0807887660.
- Bailyn, Bernard (2007). 《To Begin the World Anew: The Genius and Ambiguities of the American Founders》. Knopf Doubleday Publishing Group. ISBN 978-0307429780.
- Baer, Friederike (Winter 2015). 《The Decision to Hire German Troops in the War of American Independence: Reactions in Britain and North America, 1774–1776》. 《Early American Studies》 13 (University of Pennsylvania Press). 111–150쪽. doi:10.1353/eam.2015.0003. JSTOR 24474906. S2CID 143134975.
- Baker, Mark Allen (2014). 《Spies of Revolutionary Connecticut: From Benedict Arnold to Nathan Hale》. Charleston, South Carolina: The History Press. ISBN 978-1626194076.
- Bass, Robert D. (October 1957). 《The Green Dragoon: The Lives of Banastre Tarleton and Mary Robinson》. 《The North Carolina Historical Review》 34 (North Carolina Office of Archives and History). 548–550쪽. JSTOR 23517100.
- Beerman, Eric (October 1979). 《"Yo Solo" Not "Solo": Juan Antoniao Riano》. 《The Florida Historical Quarterly》 (Florida Historical Society). ISSN 0015-4113. 2021년 6월 1일에 확인함.
- Belcher, Henry (1911). 《The first American Civil War, first period 1775–1778》 1. London, MacMillan.
- Bell, William Gardner (2005). 《Commanding Generals and Chiefs of Staff, 1775–2005: Portraits & Biographical Sketches of the United States Army's Senior Officer》. Government Printing Office. ISBN 978-0160873300.
- Bellot, LJ (1960). 《Canada v Guadeloupe in Britain's old colonial empire: the Peace of Paris of 1763》 (PDF) (PhD). Rice Institute.
- Bemis, Samuel Flagg; Ferrell, Robert H. (1958). 《The American Secretaries of State and Their Diplomacy》. Pageant Book Company.
- Benn, Carl (1993). 《Historic Fort York, 1793–1993》. Toronto: Dundurn Press Ltd. 1. ISBN 0920474799.
- Berkin, Carol (2005). 《Revolutionary Mothers. Women in the Struggle for America's Independence》. New York: Alfred A. Knopf. ISBN 1400041635.
- Bibko, Julia (2016). 《The American Revolution and the Black Loyalist Exodus》. 《History: A Journal of Student Research》 1. 2021년 4월 12일에 원본 문서에서 보존된 문서. 2020년 11월 11일에 확인함.
- Bicheno, Hugh (2014). 《Rebels and Redcoats: The American Revolutionary War》. HarperCollins. ISBN 978-0007390915.
- Billias, George Athan (1969). 《George Washington's Opponents: British Generals and Admirals in the American Revolution》. University of California.
- Black, Jeremy (1992). 〈Naval Power, Strategy and Foreign Policy, 1775–1791〉.   Michael Duffy. 《Parameters of British Naval Power, 1650–1850》. Exeter, UK: University of Exeter Press. 95–120; here: 105쪽. ISBN 978-0859893855.
- —— (2001) [1991]. 《War for America: The Fight for Independence, 1775–1783》. Sutton Publishing. ISBN 978-0750928083.
- —— (2011). 《Fighting for America: The Struggle for Mastery in North America, 1519–1871》. Indiana University Press. ISBN 978-0253005618.
- Boatner, Mark M. (1974) [1966]. 《Encyclopedia of the American Revolution'》. D. McKay Company. ISBN 978-0679504405.
- Borick, Carl P. (2003). 《A Gallant Defense: the Siege of Charleston, 1780》. University of South Carolina Press. ISBN 978-1570034879. OCLC 5051139.
- Britannica.com “François Joseph Paul, count de Grasse”. Britannica.com. 2021. Wikisourse쪽.
- Brown, Weldon A (1941). 《Empire Or Independence A Study in the Failure Of Reconciliation 1774–1783》. Kennikat Press.
- Buchanan, John (1997). 《The Road to Guilford Courthouse: The American Revolution in the Carolinas》. John Wiley & Sons. ISBN 978-0471164029.
- —— (1860).  O'Callaghan, E. B., 편집. 《Orderly book of Lieut. Gen. John Burgoyne, from his entry into the state of New York until his surrender at Saratoga, 16th Oct. 1777》. Albany, N.Y., J. Munsell.
- Burke, Edmond, 편집. (1785). 《Annual Register: World Events, 1783》. London: Jay Dodsley.
- Burrows, Edwin G. (Fall 2008). “Patriots or Terrorists”. 《American Heritage》. 58 (5). 2013년 3월 23일에 원본 문서에서 보존된 문서. 2014년 11월 29일에 확인함.
- —— (2008). 《Forgotten Patriots: The Untold Story of American Prisoners During the Revolutionary War》. New York: Basic Books. ISBN 978-0786727049.
- Butterfield, Consul W. (1903). 《History of George Rogers Clark's Conquest of the Illinois and the Wabash Towns 1778–1779》. Columbus, Ohio: Heer. online at Hathi Trust

- Cadwalader, Richard McCall (1901). 《Observance of the One Hundred and Twenty-third Anniversary of the Evacuation of Philadelphia by the British Army: Fort Washington and the Encampment of White Marsh, November 2, 1777》. Press of the New Era Printing Company. 20–28쪽. 2016년 1월 7일에 확인함.
- Calhoon, Robert McCluer (1973). 《The Loyalists in Revolutionary America, 1760–1781》. Harcourt Brace Jovanovich, Inc. ISBN 978-0801490088. The Founding of the American Republic Series
- Calloway, Colin G. (2007). 《The Scratch of a Pen: 1763 and the Transformation of North America》. Oxford University Press. ISBN 978-0195331271.
- Cannon, John; Crowcroft, Robert (2015). 《The Oxford Companion to British History》 2판. Oxford University Press. ISBN 978-0199677832.
- Carp, E. Wayne (1990). 《To Starve the Army at Pleasure: Continental Army Administration and American Political Culture, 1775–1783》. UNC Press Books. ISBN 978-0807842690.
- Carroll, Francis M. (2001). 《A Good and Wise Measure: The Search for the Canadian-American Boundary, 1783–1842》. U of Toronto Press. ISBN 978-0802083586.
- Cashin, Edward J. (2005년 3월 26일). “Revolutionary War in Georgia”. 《New Georgia Encyclopedia》. 2020년 9월 21일에 확인함. Revolution & Early Republic, 1775–1800
- Cave, Alfred A. (2004). 《The French and Indian War》. Westport, Connecticut; London: Greenwood Press. ISBN 978-0313321689.
- Chambers, John Whiteclay II, 편집. (1999). 《The Oxford Companion to American Military History》. Oxford University Press. ISBN 978-0195071986.
- Chandler, Jonathan (2017). “To become again our brethren': Desertion and community during the American Revolutionary War, 1775–83”. 《Historical Research》 (Oxford University Press) 90 (March 2017): 363–380. doi:10.1111/1468-2281.12183. 2020년 3월 20일에 확인함.
- Chávez, Thomas E. (2002). 《Spain and the Independence of the United States: An Intrinsic Gift》. UNM Press. ISBN 978-0826327956.
- Chartrand, René (2006). 《Gibraltar 1779–1783: The Great Siege》. Bloomsbury US. ISBN 978-1841769776.
- Chernow, Ron (2010). 《Washington: A Life》. Penguin Press. ISBN 978-1594202667.
- Clayton, Anthony (2014). 《The British Officer: Leading the Army from 1660 to the present》. Routledge. ISBN 978-1317864448.
- Clode, Charles M. (1869). 《The military forces of the crown; their administration and government》 1. London, J. Murray.
- Clodfelter, Micheal (2017). 《Warfare and Armed Conflicts: A Statistical Encyclopedia of Casualty and Other Figures, 1492–2015》 4판. McFarland. ISBN 978-1476625850.
- Conway, Stephen (2002). 《The British Isles and the War of American Independence》. OUP Oxford. ISBN 978-0199254552.
- Cogliano, Francis D. (2003). 《Revolutionary America, 1763–1815: A Political History》. Francis and Taylor. ISBN 978-1134678693.
- Corwin, Edward Samuel (1916). 《French policy and the American Alliance of 1778》. Princeton University Press. online at Internet Archive
- Crocker, H.W. (2006). 《Don't Tread On Me: A 400-year History of American at War, from Indian Fighting to Terrorist Hunting》. Three Rivers Press. 51쪽. ISBN 978-1400053643.
- Curtis, Edward E. (1926). 《The Organization of the British Army in the American Revolution, Conclusion》. Yale University Press.

- Dale, Anderson (2005). 《The Battle of Yorktown》. New York: HarperCollins. ISBN 978-0836853933.
- Daughan, George (2011) [2008]. 《If By Sea: The Forging of the American Navy – from the Revolution to the War of 1812》. Basic Books. ISBN 978-0465025145. OCLC 701015376.
- Davenport, Frances G; Paullin, Charles O. (1917). 《European Treaties Bearing on the History of the United States and Its Dependencies》 IV. Washington, D.C. Carnegie Institution of Washington.
- Davies, K.G., 편집. (1972–1981). 《Documents of the American Revolution, 1779–1783》. Vol. 16 has title:Documents of the American Revolution, 1779–1780. 12, 15, 17, 18. Shannon: Irish University Press. ISBN 978-0716520856. OCLC 836225. Colonial Office Series: Great Britain, America and Canada
- Davis, Lance E; Engerman, Stanley L (2006). 《Naval Blockades in Peace and War: An Economic History since 1750》. Cambridge University Press. ISBN 978-1139458481.
- Davis, Burke (1975). 《George Washington and the American Revolution》. Random House. ISBN 978-0394463889.
- Dictionary of American Biography “Jean Baptiste Donatien De Vimeur Rochambeau”. Gale in Context. Charles Scribner's Sons. 1936. 2021년 6월 1일에 확인함.
- Deane, Mark (2018년 5월 14일). “That time when Spanish New Orleans helped America win independence”. 《WGNO-ABC-TV》. 2020년 5월 18일에 원본 문서에서 보존된 문서. 2020년 10월 6일에 확인함. Exhibit at the Cabildo Museum, 'Recovered Memories: Spain, New Orleans, and the Support for the American Revolution'
- Debrett, J., 편집. (1781). 《Parliamentary Register, House of Commons, Fifteenth Parliament of Great Britain》 1. Printed for J. Almon.
- Donne, W. Bodham, 편집. (1867). 《The correspondence of King George the Third with Lord North from 1768 to 1783》 2. J. Murray. online at Hathi Trust
- Duffy, Christopher (2005) [1987]. 《The Military Experience in the Age of Reason, 1715–1789》. Routledge. ISBN 978-1135794583.
- Dull, Jonathan R (2015) [1975]. 《The French Navy and American Independence: A Study of Arms and Diplomacy, 1774–1787》. Princeton, NJ: Princeton University Press. ISBN 978-0691069203. OCLC 1500030.
- —— (1987). 《A Diplomatic History of the American Revolution》. Yale University Press. ISBN 978-0300038866.
- Duncan, Louis Caspar (1931). 《Medical Men in the American Revolution, 1775–1783》. Medical field service school.
- Dunkerly, Robert M. (2014년 4월 2일). “8 Fast Facts about Camp Followers”. Journal of the American Revolution. 2019년 8월 23일에 확인함.

- Eelking, Max von (1893). 《The German Allied Troops in the North American War of Independence, 1776–1783》. Translated from German by J. G. Rosengarten. Joel Munsell's Sons, Albany, NY. LCCN 72081186.
- Eclov, Jon Paul (2013). 《Informal Alliance: Royal Navy And U.S. Navy Co-Operation Against Republican France During The Quasi-War And Wars Of The French Revolution》 (PhD). University of North Dakota.
- Edler, Friedrich (2001) [1911]. 《The Dutch Republic and The American Revolution》. University Press of the Pacific. ISBN 0898752698.
- Ellis, Joseph J. (2004). 《His Excellency: George Washington》. Knopf Doubleday Publishing. ISBN 978-1400032532.
- —— (2013). 《Revolutionary Summer: The Birth of American Independence》. Random House. ISBN 978-0307701220.
- Encyclopædia Britannica  〈Estaing, Charles Hector, Comte d'〉. 《브리태니커 백과사전》 09 11판. 1911. 789쪽.
- Everest, Allan Seymour (1977). 《Moses Hazen and the Canadian Refugees in the American Revolution》. Syracuse University Press. ISBN 978-0815601296.

- Faust, Albert Bernhardt (1909). 《The German element in the United States》. Boston : Houghton Mifflin Co.
- Ferling, John (2003). 《A Leap in the Dark: The Struggle to Create the American Republic》. Oxford University Press. ISBN 978-0199728701.
- —— (2007). 《Almost a Miracle》. Oxford University Press. ISBN 978-0199758470.
- —— (2015). 《Whirlwind: The American Revolution and the War That Won It》. Bloomsbury Publishing, US. ISBN 978-1620401736.
- Fernández y Fernández, Enrique (2004) [1885]. 《Spain's Contribution to the independence of the United States: An Intrinsic Gift》. University of New Mexico Press. ISBN 978-0826327949.
- Field, Edward (1898). 《Esek Hopkins, Commander-in-Chief of the Continental Navy During the American Revolution, 1775 to 1778: Master Mariner, politician, Brigadier General, Naval Officer, and Philanthropist》. Preston & Rounds Company.
- Finger, John (2001). 《Tennessee Frontiers: Three Regions in Transition》. Indiana University Press. ISBN 978-0253108722.
- Fischer, David Hackett (2004). 《Washington's Crossing》. Oxford University Press. ISBN 978-0195170344.
- Fischer, Joseph R. (2008). 《A Well-Executed Failure: The Sullivan Campaign against the Iroquois》. University of South Carolina Press. ISBN 978-1570038372.
- Fiske, John (1891). 《The American Revolution: In Two Volumes》 1. Cambridge, MA: The Riverside Press.
- —— (1902). 《Harpers' Encyclopaedia of United States History》 9. Harper & brothers.
- Fleming, Thomas (2005) [1973].  Barbara J. Mitnick, 편집. 《New Jersey in the American Revolution》. Rivergate Books, Rutgers University Press. ISBN 0813536022.
- —— (2006). 《Washington's Secret War》. HarperCollins. ISBN 978-0060829629.
- Fortescue, John (1902). 《A history of the British army》 3.
- Freeman, Douglas Southall; Harwell, Richard Barksdale (2011). 《Washington》. Simon and Schuster. ISBN 978-1439105337. An abridgement in one volume by Richard Harwell of the seven-volume biography of George Washington
- French, Allen (1932). 《General Gage's Informers》. University of Michigan Press.
- Frothingham, Richard (1903). 《History of the Siege of Boston, and of the Battles of Lexington, Concord, and Bunker Hill: also an Account of the Bunker Hill Monument》. Little, Brown, & Company  – Google Books ebook 경유.

- Gabriel, Michael P. (2012). 《The Battle of Bennington: Soldiers and Civilians》. The History Press. ISBN 978-1609495152.
- Gaff, Alan D. (2004). 《Bayonets in the Wilderness. Anthony Waynes Legion in the Old Northwest》. Norman: University of Oklahoma Press. ISBN 978-0806135854.
- George III, his Britannic Majesty; Commissioners of the United States of America. "Preliminary Articles of Peace" (30 November 1782). 18th Century; British-American Diplomacy. Yale Law School Avalon Project. Retrieved 6 October 2020.
- Glattharr, Joseph T. (2007). 《Forgotten Allies: The Oneida Indians and the American Revolution》. Hill & Wang. ISBN 978-0809046003.
- Golway, Terry (2005). 《Washington's General: Nathanael Greene and the Triumph of the American Revolution》. Henry Holt and Company, LLC. ISBN 0805070664.
- Goos, Norman. “A Very Large British Military Investment for Very Little Practical Profit” (PDF). 《Sons of the American Revolution》. 2022년 10월 9일에 원본 문서 (PDF)에서 보존된 문서. 2020년 12월 5일에 확인함.
- Gordon, John W.; Keegan, John (2007). 《South Carolina and the American Revolution: A Battlefield History》. Univ of South Carolina Press. ISBN 978-1570034800.
- Grainger, John D. (2005). 《The Battle of Yorktown, 1781: A Reassessment》. Boydell Press. ISBN 978-1843831372.
- Greene, Francis Vinton (1913). 《General Greene》. New York : D. Appleton & Co.
- Greene, Jack P.; Pole, J.R. (2008) [2000]. 《A Companion to the American Revolution》. Blackwell Publishers. ISBN 978-0470756447. Collection of essays focused on political and social history.
- Grenier, John (2005). 《The First Way of War: American War Making on the Frontier, 1607–1814》. Cambridge University Press. ISBN 978-1139444705.
- Gutman, Alejandro; Avanzati, Beatriz (2013). 《Native North American Languages Distribution》 (지도). A. Gutman & B. Avanzati. 2020년 9월 3일에 확인함.

- Harrington, Hugh T. (January 2013). “The strange oddessy of George Merchant”. 《Journal of the American Revolution》.
- Harrison, Lowell Hayes (2001). 《George Rogers Clark and the War in the West》. University Press of Kentucky. ISBN 978-0813190143.
- Harvey, Robert (2004). 《A Few Bloody Noses: The American Revolutionary War》. Robinson. ISBN 978-1841199528.
- Hazard, Samuel (1829). 《Hazard's Register of Pennsylvania》 4. W.F. Geddes.
- Herring, George C. (2011) [2008]. 《From Colony to Superpower: U.S. Foreign Relations since 1776》. Oxford University Press. ISBN 978-0199765539. Oxford History of the United States Book 12
- Hibbert, Christopher (2000). 《George III: A Personal History》. Basic Books. ISBN 978-0465027248.
- —— (2008). 《Redcoats and Rebels》. Pen and Sword. ISBN 978-1844156993.
- Higginbotham, Don (1983) [1971]. 《The War of American Independence: Military Attitudes, Policies, and Practice, 1763–1789》. Northeastern University Press. ISBN 0930350448.
- —— (1987). 《George Washington and the American Military Tradition》. University of Georgia Press. ISBN 978-0820324005.
- Hoffman, Ronald (1981). 《Diplomacy and Revolution: The Franco-American Alliance of 1778》. University of Virginia Press. ISBN 978-0813908649.
- Hogeland, William (2017). 《Autumn of the Black Snake》. New York: Farrar, Straus and Giroux. ISBN 978-0374107345.
- Horn, Pierre L. (1989). 《Marquis de Lafayette》. New York : Chelsea House Publishers. ISBN 978-1555468132.
- Howat, Kenna (2017년 11월 9일). “Revolutionary Spies: Women Spies of the American Revolution”. 《National Women's History Museum》. 2019년 8월 23일에 확인함.
- Hubbard, Robert Ernest (2017). 《Major General Israel Putnam: Hero of the American Revolution》. Jefferson, North Carolina: McFarland & Company, Inc. ISBN 978-1476664538.
- Hunt, Paula D. (June 2015). “Sybil Ludington, the Female Paul Revere: The Making of a Revolutionary War Heroine”. 《The New England Quarterly》 88 (2): 187–222. doi:10.1162/tneq_a_00452. ISSN 0028-4866. S2CID 57569643.

- Ingrao, Charles W. (2003). 《The Hessian Mercenary State: Ideas, Institutions, and Reform Under Frederick II, 1760–1785》. Cambridge University Press. ISBN 978-0521533225.
- Inman, George (1903). “Losses of the Military and Naval Forces Engaged in the War of the American Revolution”. 《The Pennsylvania Magazine of History and Biography》. XXVII권 1호. 176–205쪽. open access online at Internet Archive

- Jackson, Kenneth T.; Dunbar, David S. (2005). 《Empire City: New York Through the Centuries》. Columbia University Press. ISBN 978-0231109093.
- James, James Alton (2013). 《The Life of George Rogers Clark》. Literary Licensing. ISBN 978-1494118921.
- Jasanoff, Maya (2012). 《Liberty's Exiles: American Loyalists in the Revolutionary World》. Vintage Books. ISBN 978-1400075478.
- Jefferson, Thomas (2018).  Julian P. Boyd, 편집. 《The Papers of Thomas Jefferson, Volume 4: October 1780 to February 1781》. Princeton University Press. ISBN 978-0691184692.
- Johnston, Henry Phelps (1897). 《The Battle of Harlem Heights》. Columbia University Press.
- Jones, Howard (2002). 《Crucible of Power: A History of American Foreign Relations to 1913》. Scholarly Resources Inc. 5쪽. ISBN 978-0842029162.

- Kaminski, John P., 편집. (1995). 《A Necessary Evil?: Slavery and the Debate Over the Constitution》. Rowman & Littlefield. ISBN 978-0945612339.
- Kaplan, Lawrence S. (September 1983). “The Treaty of Paris, 1783: A Historiographical Challenge”. 《International History Review》 (Taylor & Francis, Ltd.) 5 (3): 431–442. doi:10.1080/07075332.1983.9640322. JSTOR 40105317.
- Katcher, Philip (1973). 《Encyclopedia of British, Provincial, and German Army Units, 1775–1783》. Stackpole Books. ISBN 978-0811705424.
- Keiley, Jarvis (1912). 〈Jean-Baptiste-Donatien de Vimeur, Count de Rochambeau〉. 《가톨릭 백과사전》 13. 뉴욕: 로버트 애플턴 사.
- Kelly, James; Smith, Barbara Clark (2007). 《Jamestown, Quebec, Santa Fe: Three North American Beginnings》. Smithsonian. ISBN 978-1588342416.
- Kennedy, Frances H. (2014). 《The American Revolution: A Historical Guidebook》. Oxford UP. 163쪽. ISBN 978-0199324224.
- Ketchum, Richard M (2014) [1973]. 《The Winter Soldiers: The Battles for Trenton and Princeton》. Henry Holt and Company (reprint of 1973). ISBN 978-1466879515.
- —— (1997). 《Saratoga: Turning Point of America's Revolutionary War》. Macmillan. ISBN 978-0805046816.
- —— (2014). 《Decisive Day: The Battle for Bunker Hill》. Henry Holt and Company. ISBN 978-1466879508.
- —— (2014). 《Victory at Yorktown: The Campaign That Won the Revolution》. Henry Holt and Company. ISBN 978-1466879539.
- Kolchin, Peter (1994). 《American Slavery: 1619–1877》. New York: Hill and Wang. ISBN 978-0809015542., p. 73
- Knesebeck, Ernst von dem (2017) [1845]. 《Geschichte der kurhannoverschen Truppen: in Gibraltar, Menorca und Ostindien》. Im Verlage der Helwingschen Hof-Buchhandlung. ISBN 978-9925057382.
- Kupperman, Karen Ordahl (2009). 《The Jamestown Project》. Harvard University Press. ISBN 978-0674027022.

- Lanctot, Gustave (1967). 《Canada and the American Revolution 1774–1783》. 번역 Cameron, Margaret M. Harvard University Press. OCLC 70781264.
- Landrum, John Belton O'Neall (1897). 《Colonial and Revolutionary History of Upper South Carolina》. Greenville, SC: Shannon. OCLC 187392639.
- Lanning, Michael (2009). 《American Revolution 100: The Battles, People, and Events of the American War for Independence, Ranked by Their Significance》. Sourcebooks. 195–196쪽. ISBN 978-1402241703.
- Lanning, Michael (2012). 《Defenders Of Liberty: African Americans in the Revolutionary War》. Citadel Press. ISBN 978-1559725132.
- Lass, William (1980). 《Minnesota's Boundary with Canada: Its Evolution Since 1783》. Minnesota Historical Society Press. ISBN 978-0873511537.
- Lecky, William Edward Hartpole (1892). 《A History of England in the Eighteenth Century》 3. London: Longmans, Green.
- —— (1891). 《A History of England》 4. 70–78쪽.
- Lefkowitz, Arthur S. (2007). 《Benedict Arnold's Army: The 1775 American Invasion of Canada during the Revolutionary War》. Savas Beatie. ISBN 978-1932714036.
- Lengel, Edward (2005). 《General George Washington》. New York: Random House Paperbacks. ISBN 978-0812969504.
- Lockhart, Paul Douglas (2010). 《The Drillmaster at Valley Forge: The Baron de Steuben and the Making of the American Army》. Harper Perennial. ISBN 978-0061451645.
- Louis XVI, his most Christian King; Commissioners of the United States of America. "Treaty of Alliance" (6 February 1778). 18th Century. Yale Law School Avalon Project.
- Lowell, Edward Jackson (1884). 《The Hessians and the other German auxiliaries of Great Britain in the revolutionary war》. New York: Harper & Brothers.
- Lowenthal, Larry (2009). 《Hell on the East River: British Prison Ships in the American Revolution》. Purple Mountain Press. ISBN 978-0916346768.

- Mackesy, Piers (1993) [1964]. 《The War for America: 1775–1783》. University of Nebraska Press. ISBN 978-0803281929.– Highly regarded examination of British strategy and leadership. An introduction by John W. Shy with his biographical sketch of Mackesy.
- Mahan, Alfred Thayer (1890). 《The influence of sea power upon history, 1660–1783》. Boston : Little, Brown and Company.
- —— (1898). 《Major Operations of the Royal Navy, 1762–1783: Being Chapter XXXI in The Royal Navy. A History》. Boston: Little, Brown. OCLC 46778589.
- —— (2020) [1913]. 《The Major Operations of the Navies in the War of American Independence》. Courier Dover Publications. ISBN 978-0486842103.
- Maier, Pauline (1998). 《American scripture: making the Declaration of Independence》. Vintage Books. ISBN 978-0679779087.
- Mauch, Christof (Winter 1998). “Images of America—Political Myths—Historiography: "Hessians" in the War of Independence”. 《Amerikastudien / American Studies》 (Universitätsverlag WINTER Gmbh) 48 (3): 411–423. JSTOR 41157873.
- Mays, Terry M. (2016). 《Historical Dictionary of the American Revolution》. Rowman & Littlefield. ISBN 978-1538119723.
- McCrady, Edward (1901). 《The history of South Carolina in the Revolution, 1775–1780》. New York, The Macmillan Company; London, Macmillan & Co., ltd.
- McCullough, David (2005). 《1776》. New York: Simon & Schuster. ISBN 978-0743287708.
- McGeorge, Wallace (1905). 《The battle of Red Bank, resulting in the defeat of the Hessians and the destruction of the British frigate Augusta, Oct. 22 and 23, 1777》. Camden, New Jersey, Sinnickson Chew, printers.
- McGuire, Thomas J. (2011). 《Stop the Revolution: America in the Summer of Independence and the Conference for Peace》. Stackpole Books. ISBN 978-0811745086.
- Middlekauff, Robert (2007) [1982]. 《The Glorious Cause: The American Revolution, 1763–1789》. Oxford University Press. ISBN 978-0199740925.
- Middleton, Richard (2014). “Naval Resources and the British Defeat at Yorktown, 1781”. 《The Mariner's Mirror》 100 (1): 29–43. doi:10.1080/00253359.2014.866373. S2CID 154569534.
- Miller, Hunter, 편집. (1931). 《Treaties and Other International Acts of the United States of America: 1776–1818  (Documents 1–40)》 II. U.S. Government Printing Office.
- Miller, John C. (1959). 《Origins of the American Revolution》. Stanford UP. ISBN 978-0804705936.
- Mitchell, Barbara A. (Autumn 2012). “America's Spanish Savior: Bernardo de Gálvez”. 《MHQ (Military History Quarterly)》: 98–104.
- Montero, Francisco Maria (1860). 《Historia de Gibraltar y de su campo》 (스페인어). Imprenta de la Revista Médica. 356쪽.
- Morgan, Edmund S. (2012) [1956]. 《The Birth of the Republic: 1763–1789》 4판. University of Chicago Press. ISBN 978-0226923420. foreword by Joseph Ellis
- Morley, Vincent (2002). 《Irish Opinion and the American Revolution, 1760–1783》. Cambridge UP. ISBN 978-1139434560.
- Morrill, Dan (1993). 《Southern Campaigns of the American Revolution》. Nautical & Aviation Publishing. ISBN 978-1877853210.
- Morris, Richard B. (1983) [1965]. 《The Peacemakers: The Great Powers and American Independence》. ISBN 978-1299106598.
- Morris, Richard B.; Morris, Jeffrey B., 편집. (1982). 《Encyclopedia of American History》 6판. Harper & Row. ISBN 978-0061816055. with Henry Steele Commager as chief consulting editor
- Morrissey, Brendan (1997). 《Yorktown 1781: The World Turned Upside Down》. Bloomsbury. ISBN 978-1855326880.
- Mulhall, Michael G. (1884) [1884]. 《Mulhall's Dictionary of Statistics》. George Boutleddge and Sons, London.

- Namier, Lewis; Brooke, John (1985). 《The House of Commons 1754–1790》. Boydell & Brewer. ISBN 978-04363-0420-0.
- Nash, Gary B. (2012). 〈Chapter: The African Americans Revolution〉.   Gray, Edward G.; Kamensky, Jane. 《Oxford Handbook of the American Revolution》. Oxford University Press. 250–270쪽. ISBN 978-0199746705. Oxford Handbooks
- Nash, Gary (2005). 《The Unknown American Revolution: The Unruly Birth of Democracy and the Struggle to Create America》. Viking Books. ISBN 978-0670034208.
- Nelson, Larry L. (1999). 《A Man of Distinction among Them: Alexander McKee and the Ohio Country Frontier, 1754–1799》. Kent, Ohio: Kent State University Press. ISBN 978-0873387002.
- Nester, William R. (2004). 《The Frontier War for American Independence》. Stackpole Books. ISBN 978-0811700771.

- O'Brien, Greg (2008). 《Pre-removal Choctaw history: exploring new paths》. University of Oklahoma Press. ISBN 978-0806139166. 2011년 3월 25일에 확인함.
- Olsen, Alison G (1992). “Eighteenth-Century Colonial Legislatures and Their Constituents”. 《The Journal of American History》 79 (2): 543–567. doi:10.2307/2080046. JSTOR 2080046.
- Otfinoski, Steven (2008). 《The New Republic》. Marshall Cavendish. ISBN 978-0761429388.
- O'Shaughnessy, Andrew Jackson (Spring 2004). “If Others Will Not Be Active, I Must Drive": George III and the American Revolution”. 《Early American Studies》 (University of Pennsylvania Press) 2 (1): 1–46. doi:10.1353/eam.2007.0037. JSTOR 23546502. S2CID 143613757.
- —— (2013). 《The Men Who Lost America》. Yale University Press. ISBN 978-0300191073.
- Paine, Thomas (1982).  Kramnick, Isaac, 편집. 《Common Sense》. Penguin Classics. ISBN 978-0140390162.
- Pancake, John (1985). 《This Destructive War》. University of Alabama Press. ISBN 978-0817301910.
- Palmer, Dave Richard (2010). 《George Washington and Benedict Arnold: A Tale of Two Patriots》. Simon and Schuster. ISBN 978-1596981645.
- Pares, Richard (1963) [1936]. 《War and Trade in the West Indies, 1739–1763》. F. Cass Press. online at Hathi Trust
- Paterson, Thomas G.;  외. (2009). 《American Foreign Relations, Volume 1: A History to 1920》. Cengage Learning. 13–15쪽. ISBN 978-0547225647.
- Paullin, Charles (1906). 《The navy of the American Revolution: its administration, its policy and its achievements Oscar》. The Burrows Brothers Co. paullin massachusetts navy.
- Pearson, Jesse T (2005). 《The Failure of British Strategy during the Southern Campaign of the American Revolutionary War, 1780–81》 (PDF) (Thesis). Faculty of the U.S. Army Command and General Staff College. 2021년 2월 28일에 원본 문서 (PDF)에서 보존된 문서.
- Peckham, Howard Henry (1974). 《The Toll of Independence: Engagements & Battle Casualties of the American Revolution》. University of Chicago Press. ISBN 978-0226653181.
- Peterson, Merrill D. (1975) [1970]. 《Thomas Jefferson and the New Nation》. Oxford University Press. ISBN 978-0195019094.
- Philbrick, Nathaniel (2016). 《Valiant Ambition: George Washington, Benedict Arnold, and the Fate of the American Revolution》. Penguin Books. ISBN 978-0698153233.
- Piecuch, Jim (October 2004). “Massacre or Myth? Banastre Tarleton at the Waxhaws, May 29, 1780” (PDF). 《Southern Campaigns of the American Revolution》 1 (2). 2022년 10월 9일에 원본 문서 (PDF)에서 보존된 문서.
- Pybus, Cassandra (2005). “Jefferson's Faulty Math: The Question of Slave Defections in the American Revolution”. 《The William and Mary Quarterly》 62 (2): 243–264. doi:10.2307/3491601. JSTOR 3491601.

- Raab, James W. (2007). 《Spain, Britain and the American Revolution in Florida, 1763–1783》. McFarland. 135쪽. ISBN 978-0786432134.
- Randall, Willard Sterne (Summer 1990). “Benedict Arnold at Quebec”. 《MHQ: The Quarterly Journal of Military History》 2 (40): 38–39. 2020년 9월 23일에 원본 문서에서 보존된 문서. 2020년 3월 31일에 확인함.
- Rankin, Hugh F. (1987). 《Rebels and Redcoats: The American Revolution Through the Eyes of Those who Fought and Lived it》. Da Capo Press. ISBN 978-03068-03079.
- —— (2011) [1996].  Memory F. Blackwelder, 편집. 《The North Carolina Continentals》. UNC Press Books. ISBN 978-1258093402.
- Rappleye, Charles (2010). 《Robert Morris: Financier of the American Revolution》. Simon & Schuster. ISBN 978-1416570912.
- Reeve, John L. (2009). 〈British Naval Strategy: War on a Global Scale〉.   Hagan, Kenneth J.; McMaster, Michael T.; Stoker, Donald. 《Strategy in the American War of Independence: A Global Approach》. Routledge. ISBN 978-1134210398.
- Reid, Darren R. (2017년 6월 19일). “Anti-Indian Radicalisation in the Early American West, 1774–1795”. 《Journal of the American Revolution》.
- Reid, John Phillip (1987). 《The Authority to Tax: Constitutional History of the American Revolution》. University of Wisconsin Press. ISBN 978-0299112905.
- Renaut, Francis P. (1922). 《Le Pacte de famille et l'Amérique: La politique coloniale franco-espagnole de 1760 à 1792》. Paris.
- Reynolds, William R. Jr. (2012). 《Andrew Pickens: South Carolina Patriot in the Revolutionary War》. Jefferson, NC: McFarland & Company, Inc. ISBN 978-0786466948.
- Rignault, Daniel P. (2004). 《The History of the French Military Medical Corps》. 번역 DeBakey, Michael E. Ministère de la défense, Service de santé des armées. NLM 101659674.
- Rinaldi, Richard A. “The British Army 1775–1783”. Yumpu. 2021년 8월 17일에 원본 문서에서 보존된 문서. 2013년 9월 23일에 확인함.
- Risch, Erna (1981). 《Supplying Washington's Army》. Center of Military History, United States Army.
- Ritcheson, Charles R. (1973). “"Loyalist Influence" on British Policy Toward the United States After the American Revolution”. 《Eighteenth-Century Studies》 (Johns Hopkins University Press) 7 (1): 1–17. doi:10.2307/3031609. JSTOR 3031609.
- Robinson Library “Battle of Monmouth Courthouse”. 《Robinson Library》. Self-published. 2012년 2월 13일에 원본 문서에서 보존된 문서. 2017년 6월 20일에 확인함.
- Rose, Alexander (2014) [2006]. 《Washington's Spies: The Story of America's First Spy Ring》. Bantam Books. ISBN 978-0553392593.
- Rose, Michael (2013). 《Washington's War: From Independence To Iraq》. Orion Publishers. ISBN 978-1780227108.
- Rossman, Vadim (2016). 《Capital Cities: Varieties and Patterns of Development and Relocation》. Taylor & Francis. ISBN 978-1317562856.
- Russell, David Lee (2000). 《The American Revolution in the Southern colonies》. Jefferson, NC: McFarland. ISBN 978-0786407835. OCLC 248087936.

- Savas, Theodore P.; Dameron, J. David (2006). 《A Guide to the Battles of the American Revolution》. Savas Beatie LLC. ISBN 978-1611210118.
- Scheer, George F.; Rankin, Hugh F. (1959). 《Rebels and Redcoats》. New American library. ASIN B000ZLZW9I.
- Schecter, Barnet (2003). 《The Battle for New York: The city at the heart of the American Revolution》. Penguin Books. ISBN 978-0142003336.
- Schmidt, H. D. (1958). “'The Hessian mercenaries: the career of a political cliche”. 《History》 (Wiley) 43 (149): 207–212. doi:10.1111/j.1468-229X.1958.tb02208.x. JSTOR 24404012.
- Scott, Hamish M (1988). “Sir Joseph Yorke, Dutch Politics and the Origins of the Fourth Anglo-Dutch War”. 《The Historical Journal》 31 (3): 571–589. doi:10.1017/S0018246X00023499. JSTOR 2639757. S2CID 154619712.
- Scott, Hamish M. (1990). 《British Foreign Policy in the Age of the American Revolution》. Clarendon Press. ISBN 978-0198201953.
- Showalter, Dennis (2007). “Hessians: The Best Armies Money Could Buy”. Military History Magazine/HistoryNet. 2020년 10월 3일에 확인함.
- Schwamenfeld, Steven W. (2007). 《"The Foundation of British Strength": National Identity and the British Common Soldier》 (PHD). Florida State University.
- Seineke, Kathrine Wagner (1981). 《George Rogers Clark: Adventure in the Illinois and Selected Documents of the American Revolution at the Frontier Posts》. Polyanthos. ISBN 9992016531.
- Selby, John E. (2007). 《The Revolution in Virginia, 1775–1783》. Colonial Williamsburg. ISBN 978-0879352332.
- Simmons, Edwin Howard (2003). 《The United States Marines: A History》 4판. Annapolis, Maryland: Naval Institute Press. ISBN 1591147905.
- Simms, Brendan (2009). 《Three Victories and a Defeat: The Rise and Fall of the First British Empire, 1714–1783》. Penguin Books Limited. ISBN 978-0140289848.
- Skaggs, David Curtis (1977). 《The Old Northwest in the American Revolution: An Anthology》. State Historical Society of Wisconsin. ISBN 978-0870201646.
- Smith, David (2012). 《New York 1776: The Continentals' First Battle》. Osprey Publishing. ISBN 978-1782004431.
- Smith, Justin Harvey (1907). 《Our Struggle for the Fourteenth Colony: Canada and the American Revolution》 1. New York & London: G.P. Putnam's Sons.
- —— (1907). 《Our Struggle for the Fourteenth Colony: Canada and the American Revolution》 1. New York & London: G.P. Putnam's Sons.
- Franklin, Benjamin; Lee, Arthur; Adams, John (1829).  Sparks, Jared, 편집. 《The diplomatic correspondence of the American Revolution》 1. Boston: Hale, Gray & Bowen.
- Stanley, George (1973). 《Canada Invaded 1775–1776》. Toronto: Hakkert. ISBN 978-0888665782. OCLC 4807930.
- Stedman, Charles (1794). 《The history of the origin, progress, and termination of the American war》 1. Dublin : Printed for Messrs. P. Wogan, P. Byrne, J. Moore, and W. Jones.
- Stephen, Leslie; Lee, Sidney, 편집. (1885–1900). 《Dictionary of National Biography》 2. New York: Macmillan.
- Stewart, Richard W., 편집. (2005). 《American Military History Volume 1 The United States Army and the Forging of a Nation, 1775–1917》 4. Washington, D.C.: Center of Military History, United States Army. ISBN 0160723620. 2007년 12월 14일에 원본 문서에서 보존된 문서.
- Stockley, Andrew (2001). 《Britain and France at the Birth of America: The European Powers and the Peace Negotiations of 1782–1783》. University of Exeter Press. ISBN 978-0859896153.
- Stone, Bailey (1994). 《The Genesis of the French Revolution: A Global Historical Interpretation》. Cambridge University Press. ISBN 978-0521445702.
- Syrett, David (1998). 《The Royal Navy in European Waters During the American Revolutionary War》. Univ of South Carolina Press. ISBN 978-1570032387.
- Stryker, William Scudder (1898). 《The Battles of Trenton and Princeton》. Boston : Houghton, Mifflin and Company.
- Taafe, Stephen R. (2003). 《The Philadelphia Campaign, 1777–1778》. University Press of Kansas. ISBN 978-0700612673.
- Taylor, Alan (2016). 《American Revolutions: A Continental History, 1750–1804》. WW Norton & Company. ISBN 978-0393253870.
- Tellier, L.-N. (2009). 《Urban World History: an Economic and Geographical Perspective》. Quebec: PUQ. ISBN 978-2760522091.
- Thomas, Molly (2017년 11월 9일). “The Last Naval Battle of the American Revolution”. Florida Frontiers Article, The Florida Historical Society. 2020년 10월 2일에 확인함.
- Tolson, Jay (2008년 6월 27일). “How George Washington's Savvy Won the Day:Despite his share of errors, the commander in chief prevailed as a strategist and a politician”. 2020년 9월 29일에 확인함.
- Trevelyan, George Otto (1912). 《George the Third and Charles Fox: the concluding part of The American revolution》. Longmans, Green, and Company. Archived online at HathiTrust.org
- —— (1912). 《History of the American Revolution》 IV. Longmans, Green & Co.
- Tucker, Mary (2002년 3월 1일). 《Washington Crossing the Delaware》. Lorenz Educational Press. 22–23쪽. ISBN 978-0787785642.

- U.S. Census Bureau (September 1975). “Historical Statistics of the United States, Colonial Times to 1970; Colonial and Pre-Federal Statistics”. Bicentennial Edition
- U.S. Central Intelligence Agency (2007년 12월 5일). “An Overview of American Intelligence Until World War II”. 《US Central Intelligence Agency》. 2008년 3월 11일에 원본 문서에서 보존된 문서. Featured Story Archive, Historical Document
- U.S. Congress. "Treaty of Greenville 1795" (3 August 1795). Document Collection: 18th Century, 1700–1799. Yale Law School Avalon Project.
- U.S. Military Academy History Department. "Principal Campaigns of the War, 1775–1783" [map]. The American Revolutionary War, Series: Campaign Atlases of the United States Army. West Point, New York: United States Military Academy, History Department. 20 October 2020.

- Vale, Brian (2013년 3월 22일). “The Conquest of Scurvy in the Royal Navy 1793–1800: A Challenge to Current Orthodoxy”. 《The Mariner's Mirror》. 94, 2008 (2): 160–175. doi:10.1080/00253359.2008.10657052. S2CID 162207993.

- Walker, James W. St. (1992). 《The Black Loyalists: The Search for a Promised Land in Nova Scotia and Sierra Leone, 1783–1870》. University of Toronto Press. ISBN 978-0802074027.
- Wallace, Willard M. (1954). 《Traitorous Hero: The Life and Fortunes of Benedict Arnold》. New York: Harper & Brothers. ISBN 978-1199083234.
- ——; Ray, Michael (2015년 9월 21일). 《American Revolution》. 《Britannica》 (Encyclopedia Britannica). 2020년 8월 24일에 확인함. American Revolution, (1775–83), insurrection by which 13 of Great Britain's North American colonies won political independence and went on to form the United States of America.
- Ward, A.W.; Prothero, G.W. (1925). 《Cambridge Modern History, vol.6 (18th Century)》. University of Oxford, The University Press. Digital Library of India Item 2015.107358
- Ward, Christopher (1952). 《The War of the Revolution (2 volumes)》. New York: Macmillan. ISBN 978-1616080808. History of land battles in North America
- Ward, Harry M. (1999). 《The war for independence and the transformation of American society》. Psychology Press. ISBN 978-1857286564.
- Washington, George (1932).  Fitzpatrick, John C., 편집. 《The Writings of George Washington: from the Original Manuscript Sources 1745–1799》. 7 January 13, 1777 – April 30, 1777. Washington, D.C.: United States Government Printing Office. George Washington Bicentennial Edition in 35 volumes
- Watson, J. Steven; Clark, Sir George (1960). 《The Reign of George III, 1760–1815》. Oxford University Press. ISBN 978-0198217138. 2012년 5월 24일에 원본 문서에서 보존된 문서. 2017년 8월 24일에 확인함.
- Weeks, William (2015) [2013]. 《The New Cambridge History of American Foreign Relations: Volume 1》. Cambridge University Press. ISBN 978-1107536227.
- Weigley, Russell F. (1977). 《The American Way of War》. Indiana University Press. ISBN 978-0253280299.
- White, Matthew (2010). “Spanish casualties in The American Revolutionary war”. Necrometrics.
- Whiteley, Peter (1996). 《Lord North: The Prime Minister Who Lost America》. Hambledon Continuum. ISBN 978-1852851453.
- Wilson, David K (2005). 《The Southern Strategy: Britain's Conquest of South Carolina and Georgia, 1775–1780》. Columbia, SC: University of South Carolina Press. ISBN 978-1570035739. OCLC 232001108.
- Winfield, Rif (2007). 《British Warships in the Age of Sail: 1714–1792》. Seaforth Publishing. ISBN 978-1844157006. (See also:British Warships in the Age of Sail)
- Wood, Gordon S. (1992). 《'The Radicalism of the American Revolution》. Alfred A. Knopf, New York. ISBN 978-0307758965.
- Wood, Gordon S. (2017). 《Friends Divided: John Adams and Thomas Jefferson》. Penguin Press, New York. ISBN 978-0735224711.
- Wood, W. J. (2003) [1995]. 《Battles of the Revolutionary War, 1775–1781》. Da Capo Press. ISBN 978-0306806179.

- Yaniz, Jose I. (2009). “The Role of Spain in the American Revolution: An Unavoidable Mistake” (PDF). Marine Corps University. 2020년 9월 24일에 원본 문서 (PDF)에서 보존된 문서.

- Franklin, Bruce H (2015년 11월 30일). “Which Side Benefitted the Most from the Native Americans”. 《Journal of the American Revolution》. 2015년 11월 30일에 확인함.
- Canada's Digital Collections Program “The Philipsburg Proclamation”. 《Black Loyalists: Our History, Our People》. Industry Canada: Canada's Digital Collections Program. 2007년 11월 17일에 원본 문서에서 보존된 문서. 2020년 11월 1일에 확인함.
- History.org Aron, Paul (2020) [2005]. “Women's Service with the Revolutionary Army : The Colonial Williamsburg Official History & Citizenship Site”. The Colonial Williamsburg Foundation. 2015년 8월 1일에 원본 문서에서 보존된 문서. 2020년 10월 2일에 확인함.
- Maryland State House “"The Road to Peace, A Chronology: 1779–1784”. William L. Clements Library / The Maryland State House. 2007. 2020년 6월 3일에 확인함.
- The History Place “An Unlikely Victory 1777–1783”. 《The History Place》. 2020년 9월 16일에 확인함. American Revolution timeline
- Totallyhistory.com “Red Coats”. Totallyhistory.com. 2012. 2020년 3월 23일에 확인함.
- U.S. Merchant Marine “Privateers and Mariners in the Revolutionary War”. U.S. Merchant Marine. 2012. 2017년 5월 25일에 확인함.
- U.S. National Archives “Continental Congress: Remarks on the Provisional Peace Treaty”. U.S. National Archives. 1783. 2020년 7월 15일에 확인함.
- Valley Forge National Historic Park “Overview of History and Significance of Valley Forge”. 《Valley Forge National Historical Park, Pennsylvania》. 2019년 8월 12일 [2007].
- Yale Law School, Massachusetts Act “Great Britain : Parliament – The Massachusetts Government Act; May 20, 1774”. Yale Law School: The Avalon Project. 2008.

## 더 읽어보기
- Allison, David, and Larrie D. Ferreiro, eds. The American Revolution: A World War (Smithsonian, 2018) excerpt
- Bobrick, Benson. Angel in the Whirlwind: The Triumph of the American Revolution. Penguin, 1998 (paperback reprint)
- Brands, H. W. Our First Civil War: Patriots and Loyalists in the American Revolution. New York: Anchor Books 2022. ISBN 978-0-593-08256-0
- British Army (1916) [7 August 1781]. 《Proceedings of a Board of general officers of the British army at New York, 1781》. New-York Historical Society. Collections. The John Watts de Peyster publication fund series, no. 49. New York Historical Society. The board of inquiry was convened by Sir Henry Clinton into Army accounts and expenditures
- Burgoyne, John (1780). 《A state of the expedition from Canada : as laid before the House of commons》. London : Printed for J. Almon.
- Butterfield, Lyman H. (June 1950). “Psychological Warfare in 1776: The Jefferson-Franklin Plan to Cause Hessian Desertions”. 《Proceedings of the American Philosophical Society》 (American Philosophical Society) 94 (3): 233–241. JSTOR 3143556.
- Cate, Alan C. (2006). 《Founding Fighters: The Battlefield Leaders Who Made American Independence》. Greenwood Publishing Group. ISBN 0275987078.
- Caughey, John W. (1998). 《Bernardo de Gálvez in Louisiana 1776–1783》. Gretna: Pelican Publishing Company. ISBN 978-1565545175.
- Chartrand, Rene. The French Army in the American War of Independence (1994). Short (48 pp), very well illustrated descriptions.
- Christie, Ian R.; Labaree, Benjamin W. (1976). 《Empire or independence, 1760–1776》. Phaidon Press. ISBN 978-0714816142.
- Clarfield, Gerard (1992). 《United States Diplomatic History: From Revolution to Empire》. New Jersey: Prentice-Hall. ISBN 978-0130292322.
- Clode, Charles M. (1869). 《The military forces of the crown; their administration and government》 2. London, J. Murray.
- Commager, Henry Steele and Richard B. Morris, eds. The Spirit of 'Seventy-Six': The Story of the American Revolution as told by Participants. (Indianapolis: Bobbs-Merrill, 1958). online
- Davies, Wallace Evan (July 1939). “Privateering around Long Island during the Revolution”. 《New York History》 (Fenimore Art Museum) 20 (3): 283–294. JSTOR 23134696.
- Downes, Randolph C. (1940). 《Council Fires on the Upper Ohio: A Narrative of Indian Affairs in the Upper Ohio Valley until 1795》. Pittsburgh: University of Pittsburgh Press. ISBN 0822952017.
- Duncan, Francis (1879). 《History of the Royal Regiment of Artillery》. London: John Murray.
- Ferling, John E. (2002) [2000]. 《Setting the World Ablaze: Washington, Adams, Jefferson, and the American Revolution》. Oxford University Press. ISBN 978-0195134094.
- Fleming, Thomas (1970). 《The Perils of Peace》. New York: The Dial Press. ISBN 978-0061139116.
- Foner, Eric, "Whose Revolution?: The history of the United States' founding from below" (review of Woody Holton, Liberty Is Sweet: The Hidden History of the American Revolution, Simon & Schuster, 2021, 800 pp.), The Nation, vol. 314, no. 8 (18–25 April 2022), pp. 32–37. Highlighted are the struggles and tragic fates of America's Indians and Black slaves. For example, "In 1779 [George] Washington dispatched a contingent of soldiers to upstate New York to burn Indian towns and crops and seize hostages 'of every age and sex.' The following year, while serving as governor of Virginia, [Thomas] Jefferson ordered troops under the command of George Rogers Clark to enter the Ohio Valley and bring about the expulsion or 'extermination' of local Indians." (pp. 34–35.)
- Fortescue, John (1902). 《A history of the British army》 3.
- Fredriksen, John C. (2006). 《Revolutionary War Almanac Almanacs of American wars Facts on File library of American history.》. Infobase Publishing. ISBN 978-0816074686.
- Freedman, Russell (2008). 《Washington at Valley Forge》. Holiday House. ISBN 978-0823420698.
- Fremont-Barnes, Gregory; Ryerson, Richard A, 편집. (2006). 《Encyclopedia of the American Revolutionary War: A Political, Social, and Military History》. ABC-CLIO. ISBN 978-1851094080.
- Frey, Sylvia R (1982). 《The British Soldier in America: A Social History of Military Life in the Revolutionary Period》. University of Texas Press. ISBN 978-0292780408.
- Gilbert, Alan (2012). 《Black Patriots and Loyalists: Fighting for Emancipation in the War for Independence》. University of Chicago Press. ISBN 978-0226101552.
- Grant, John N. (1973). “Black Immigrants into Nova Scotia, 1776–1815”. 《The Journal of Negro History》 58 (3): 253–270. doi:10.2307/2716777. JSTOR 2716777. S2CID 150064269.
- Jensen, Merrill (2004). 《The Founding of a Nation: A History of the American Revolution 1763–1776》. Hackett Publishing. ISBN 978-0872207059.
- Johnston, Henry Phelps (1881). 《The Yorktown Campaign and the Surrender of Cornwallis, 1781》. New York: Harper & Bros. 34쪽. OCLC 426009.
- Hagist, Don N. (Winter 2011). “Unpublished Writings of Roger Lamb, Soldier of the American War of Independence”. 《Journal of the Society for Army Historical Research》 (Society for Army Historical Research) 89 (360): 280–290. JSTOR 44232931.
- Kaplan, Rodger (January 1990). “The Hidden War: British Intelligence Operations during the American Revolution”. 《The William and Mary Quarterly》 (Omohundro Institute of Early American History and Culture) 47 (1): 115–138. doi:10.2307/2938043. JSTOR 2938043.
- Kepner, K. (February 1945). “A British View of the Siege of Charleston, 1776”. 《The Journal of Southern History》 (Southern Historical Association) 11 (1): 93–103. doi:10.2307/2197961. JSTOR 2197961.
- Kilmeade, Brian.; Yaeger, Don (2013). 《George Washington's Secret Six: The Spy Ring That Saved the American Revolution》. Penguin Books. ISBN 978-0698137653.
- Knight, Peter (2003). 《Conspiracy Theories in American History: An Encyclopedia》. ABC-CLIO. 184–185쪽. ISBN 978-1576078129.
- Kohn, George C. (2006). 《Dictionary of Wars》 3판. Infobase Publishing. ISBN 978-1438129167.
- Kwasny, Mark V. Washington's Partisan War, 1775–1783. Kent, Ohio: 1996. ISBN 0873385462. Militia warfare.
- Larabee, Leonard Woods (1959). 《Conservatism in Early American History》. Cornell University Press. ISBN 978-0151547456. Great Seal Books
- Lemaître, Georges Édouard (2005). 《Beaumarchais》. Kessinger Publishing. ISBN 978-1417985364.
- Levy, Andrew (2007). 《The First Emancipator: Slavery, Religion, and the Quiet Revolution of Robert Carter》. Random House Trade Paperbacks. 74쪽. ISBN 978-0375761041.
- Library of Congress “Revolutionary War: Groping Toward Peace, 1781–1783”. 《Library of Congress》. 2020년 8월 24일에 확인함.
- Lloyd, Earnest Marsh (1908). 《A review of the history of infantry》. New York: Longmans, Green, and Co.
- May, Robin. The British Army in North America 1775–1783 (1993). Short (48pp), very well illustrated descriptions.
- McGrath, Nick. “Battle of Guilford Courthouse”. 《George Washington's Mount Vernon: Digital Encyclopedia》. Mount Vernon Ladies' Association. 2017년 1월 26일에 확인함.
- Middleton, Richard (July 2013). “The Clinton–Cornwallis Controversy and Responsibility for the British Surrender at Yorktown”. 《History》 (Wiley Publishers) 98 (3): 370–389. doi:10.1111/1468-229X.12014. JSTOR 24429518.
- —— (2014). 《The War of American Independence, 1775–1783》. London: Pearson. ISBN 978-0582229426.
- Miller, Ken (2014). 《Dangerous Guests: Enemy Captives and Revolutionary Communities During the War for Independence》. Cornell University Press. ISBN 978-0801454943.
- Nash, Gary B.; Carter Smith (2007). 《Atlas Of American History》. Infobase Publishing. 64쪽. ISBN 978-1438130132.
- Neimeyer, Charles Patrick. America Goes to War: A Social History of the Continental Army (1995) JSTOR j.ctt9qg7q2
- Nicolas, Paul Harris (1845). 《Historical record of the Royal Marine Forces, Volume 2》. London: Thomas and William Boone. port praya suffren 1781.
- Ortiz, J.D. “General Bernardo Galvez in the American Revolution”. 2020년 9월 9일에 확인함.
- Perkins, James Breck (2009) [1911]. 《France in the American Revolution》. Cornell University Library. ASIN B002HMBV52.
- Peters, Richard, 편집. (1846). 《A Century of Lawmaking for a New Nation: U.S. Congressional Documents and Debates, 1774–1875: Treaty of Alliance with France 1778, "Article II".》. Library of Congress archives.
- Ramsay, David (1819). 《Universal History Americanised: Or, An Historical View of the World, from the Earliest Records to the Year 1808》 4. Philadelphia : M. Carey & Son.
- Reich, Jerome R. (1997). 《British friends of the American Revolution》. M.E. Sharpe. 121쪽. ISBN 978-0765631435.
- Ridpath, John Clark (1915). 《The new complete history of the United States of America》 6. Cincinnati: Jones Brothers. OCLC 2140537.
- Royal Navy Museum “Ships Biscuits – Royal Navy hardtack”. Royal Navy Museum. 2009년 10월 31일에 원본 문서에서 보존된 문서. 2010년 1월 14일에 확인함.
- Sawyer, C.W. (1910). 《Firearms in American History》. Boston: C.W. Sawyer. online at Hathi Trust
- Schiff, Stacy (2006). 《A Great Improvisation: Franklin, France, and the Birth of America》. Macmillan. 5쪽. ISBN 978-1429907996.
- Scribner, Robert L. (1988). 《Revolutionary Virginia, the Road to Independence》. University of Virginia Press. ISBN 978-0813907482.
- Selig, Robert A. (1999). 《Rochambeau in Connecticut, Tracing His Journey: Historic and Architectural Survey》. Connecticut Historical Commission.
- Smith, Merril D. (2015). 《The World of the American Revolution: A Daily Life Encyclopedia》. ABC-CLIO. 374쪽. ISBN 978-1440830280.
- Southey, Robert (1831). 《The life of Lord Nelson》. Henry Chapman Publishers. ISBN 978-0665213304.
- Stoker, Donald, Kenneth J. Hagan, and Michael T. McMaster, eds. Strategy in the American War of Independence: a global approach (Routledge, 2009) excerpt.
- Symonds, Craig L. A Battlefield Atlas of the American Revolution (1989), newly drawn maps emphasizing the movement of military units
- Trew, Peter (2006). 《Rodney and the Breaking of the Line》. Pen & Sword Military. ISBN 978-1844151431.
- Trickey, Erick. “The Little-Remembered Ally Who Helped America Win the Revolution”. Smithsonian Magazine January 13, 2017. 2020년 4월 28일에 확인함.
- Turner, Frederick Jackson (1920). 《The frontier in American history》. New York: H. Holt and company.
- Volo, M. James (2006). 《Blue Water Patriots: The American Revolution Afloat》. Rowman & Littlefield Publishers, Inc. ISBN 978-0742561205.
- U.S. Army, "The Winning of Independence, 1777–1783" American Military History Volume I, 2005.
- U.S. National Park Service “Springfield Armory”. Nps.gov. 2013년 4월 25일. 2013년 5월 8일에 확인함.
- Weir, William (2004). 《The Encyclopedia of African American Military History》. Prometheus Books. ISBN 978-1615928316.}
- Zeller-Frederick, Andrew A. (2018년 4월 18일). “The Hessians Who Escaped Washington's Trap at Trenton”. 《Journal of the American Revolution》. Bruce H. Franklin. Citing William M. Dwyer and Edward J. Lowell, The Hessians: And the Other German Auxiliaries in the Revolutionary War, 1970
- Zlatich, Marko; Copeland, Peter. General Washington's Army (1): 1775–78 (1994). Short (48pp), very well illustrated descriptions.
- ——. General Washington's Army (2): 1779–83 (1994). Short (48pp), very well illustrated descriptions.